# 江原正士
江原 正士（えばら まさし、1953年5月4日 - ）は、日本の声優、俳優、ナレーター。神奈川県出身。青二プロダクション所属。

## 略歴

### キャリア

#### 俳優として
東京都立千歳丘高等学校卒業。学生時代にチャールズ・チャップリンの映画を観て彼に憧れを抱いたことから芸能の道を夢見る。最初は役者ではなく映画監督を志しており、趣味で8ミリ映画を撮っていた。ある日、監督業を学びたいと銀座にあった東宝の事務所を訪問し、浜松町の東宝芸能アカデミーを紹介される。そしてそこが俳優養成所であることを入所後に知るが通い続けた。
そんな折、映画監督 山本嘉次郎による講義で、映画『商船テナシチー』のワンシーンを女優志望の学生が棒読みで演じた後、その山本が参考として実演した姿が、年配だったにもかかわらずその場にいた女性たちよりも一番女性らしくみえ、その表現の見事さに驚いたと同時に「表現とは何か」と思い立って芝居を勉強しようと決め、色々な表現に触れるためダンスや上方舞などのレッスンを受けた。そして仲代達矢の舞台を観劇し、日本人離れした迫力に魅入られ、追いかけるように仲代の舞台を観に行っていた。ある日、舞台『リチャード三世』を観劇した日が学生の観覧日で、学生だらけで騒々しい会場を静まり返らせるその表現方法の凄さに改めて感動し、心が舞台に向いていきミュージカル路線転換前で新劇も上演していた劇団四季のオーディションを受け合格、所属する。浅利慶太からは江原が、「四季の芝居とは正反対の芝居する」と嬉しそうにいわれたという。そこでセリフの発声法など演技の基礎を磨き、劇団の仕事で『若草物語』のローリー役を演じ声優デビューしたと言われているが、それ以前にも吹替作品で端役をやっていた。その間に観劇した舞台での西田敏行の演技に感動し、約3年間在籍した四季を退団して劇団青年座入団を目指す。その空白期間中、浅利慶太から再入団を持ち掛けられるが、当時若いこともあって深く考えず断ってしまった。すでに青年座の入団オーディションが終了していた時期たっため、映画放送部に移籍となった。そのため主に出演していた舞台は青年座が主催する青年座劇場の公演ではなく、地方巡業した緒形拳主演の『王将』や神保共子・井川比佐志・西田敏行出演の『セチュアンの善人』など当時青年座のプロデューサーだった金井彰久が企画・製作した作品、その他民音や労演等の演劇鑑賞団体が企画した作品といった外部の舞台劇だった。

#### 声優として
その後青年座を退団し、1981年から劇団員が吹き替え声優として活躍することが多い劇団昴に所属し、昴の公演や商業演劇などの舞台俳優として活動する傍ら、俳優として大河ドラマや2時間ドラマなどに出演したり、映画の吹き替えなど声優としても本格的に活動を始める。次第に吹き替えの仕事が増え、収録で朝から晩までスタジオに入ることが多くなるなど、声優の仕事の比重が大きくなったため舞台への出演が減少した。1990年に昴を退団し81プロデュースに所属してからは主に声優として活動し、2017年1月に退所。フジテレビで月曜深夜に放送されていた『二か国語』には顔出しで出演し、毎回1本の海外映画を紹介した後その中の台詞を取り上げ、番組独自の翻訳で解説進行するキャスターを1994年から2002年まで8年間務めた。

### 現在まで
2015年12月に千葉県柏市で行われた数学者 秋山仁と女優 由美かおるのライブをプロデュースするなど声優とは違った一面も見せている。
2017年5月1日付で、青二プロダクションの所属となった。

## 特色
音域はハイバリトン。
役を作り込みシリアスな役からコミカルな役、陽気な役柄から冷酷非道な悪役まで、役柄を問わない多彩な演技力を持つ。洋画吹き替え、アニメーションなど媒体を問わず幅広く出演する。
数多くの洋画の吹き替え作品に出演しており、専属（フィックス）のトム・ハンクスをはじめ、ロビン・ウィリアムズやビル・マーレイ、ウェズリー・スナイプス、ウィル・スミス、ジョー・パントリアーノ、ヴィンス・ヴォーン、ブルース・キャンベルなどを担当している。過去にはアンディ・ガルシアやエディ・マーフィ、アレック・ボールドウィン、ニコラス・ケイジ、ビル・パクストン、カート・ラッセルなどの吹き替えも担当していた。
一般的な話しのスピードより速く喋ることもできるため、普段のスピードを仮定して翻訳されている台本では台詞が足りなくなることが多く、そのときは台詞を現場で足してもらったり自分で足したりするという。アドリブも得意であり、数々の作品で披露している。演じる声の高さは仕込みと呼ばれる演じる準備の段階で決め、その後は場面ごとに変えることはないといい、その理由を「声の高さにこだわりすぎ、伝えたいニュアンスが飛んでしまうことを避けるため」であると語った。他に『ターミネーター2』のT-1000など全編を通して台詞が少ない役を担当するときでも、その場の空気を感じるため、朝から晩までスタジオにいて緊張感を保つといい、静かな役の場合は、はじめは静かにしてだんだんと声量を上げていくとも述べた。

### 吹き替えに関して
吹き替えを演じる際は、演じる前に役者の事を十分にリサーチした上で演技を行う。役の入り込み方として、台本が届いてから何度も読み返していくとだんだん演じている俳優になりきっていくことができ、さらにそこからその俳優が演じようとしているキャラクターになることができると語った。本番に向けての練習方法として、台本を各シーンごとに集中的に見て、画面を見ながら台詞を言えるようにしているという。また、吹き替えるときはただ俳優の口の動きとリズムを合わせるリップシンクだけ重視するのではなく「ドラマ性も失わないようにすること」、「ドラマを再度作る」意気込みが大切だと語っている。
収録では、ライブ収録という複数の声優が掛け合いで演じることが好きだという。ライブ収録時の感覚がジャズのグルーヴ感に近く、自分と映像と相手が三位一体となって呼吸し、それが合った瞬間にグルーヴが生まれるとも語り、演じているその相手に感動するという。1人で収録することが多くなった現在でもライブ収録を意識し、何回も収録することがあるという。吹き替え製作は1本の作品を創作することに等しいかという質問がされたときは、芝居のリアリティを掘り起こすという意味では完全な創作であると語った。さらに、吹き替えはスタッフとキャストのチームとして製作するもので、自分たちは「最初のデータ作り」を担い、その後ミキサーなどスタッフの手によって作品となる相互作業で成り立つと話している。そして、「データがしっかりしていれば、どうにでも料理できる」とした上で、自身のポリシーとして「最初のデータ作りをちゃんとやる」ことを挙げて、キャストだけではなく製作スタッフからも意見を聞いたほうがいいとも述べている。
フジテレビで放送されていた『ゴールデン洋画劇場』では様々な役の吹き替えを担当していたが、二枚目の役はもっと若いころにやりたかったと語っている。中でも『インタビュー・ウィズ・ヴァンパイア』のトム・クルーズを担当することになったときは、普段担当することがないタイプであるため焦ったといい、この役について本人は「（ヴァンパイアという）お化け」として割り切っているという。しかし個性派俳優を担当することが多く正統派の二枚目俳優を担当することが少ない江原自身は、『スピード』のキアヌ・リーブスなどの役が来ると嬉しいとも語った。ゴールデン洋画劇場で演じた中で気に入っている作品は、ジェームズ・ウッズの『サルバドル/遥かなる日々』とロビン・ウィリアムズの『グッドモーニング, ベトナム』だと答えた。前者はたくさん喋った最初の作品で原語でもアドリブが多かったため、吹き替えでもかなり台詞を足したといい、江原本人はウッズの最高傑作だと語っている。後者は、アメリカの正義を表現するため「オレたちは君たちを助けに来たんだ!」という台詞をアドリブで入れ、それが放送で使われたことが嬉しかったという。

### 担当俳優について
トム・ハンクス
声を担当することが特に多く、専属（フィックス）として名高いトム・ハンクスに関しては、初めて演じた時から「コメディのイメージもありますが、単なるコメディ俳優じゃない。心のパワーが強くて紳士だし、幅がある人だな」と、根底にある人間の琴線に触れるところをしっかりと持った人だと感じ、そこから演技に何度も感服を受けて、好きになった俳優と語っており、30作品以上担当してきた現在でもその演技に圧倒されているという。
初担当となった『フォレスト・ガンプ/一期一会』では特異な役であったが「大げさに演じず、サラっと軽め」に役を作り、反応が遅い部分や相手に対して信頼感が強すぎる箇所は強調して演じたという。同作はソフト版とフジテレビ版の計2回吹き替えを担当したが、カットの無いソフト版の場合は、「頭からずっと観て頂けるのでだんだん心情も伝わっていきやすい」ことから自然に演じたが、地上波放映用であるフジテレビ版は間にCMが入ることから、「キャラクターをちょっと強めに出しました」と明かしている。
以降、『レディ・キラーズ』などのコミカルな演技から『ダ・ヴィンチ・コード』『プライベート・ライアン』のようなシリアスな演技にかけてまで声を務めており、ハンクス独特の鼻声の喋りが、本人そっくりに声を吹き替えていると評価が高い。吹き替えを演じる上で、最も集中力を必要とする俳優の1人としてもハンクスを挙げており、「よくわからない喋り方をしているようで、実はものすごくコントロールしていて、役への集中力もある」、「それを合わせないと平板になってしまう」と理由を語った。自身に近いと感じる俳優は誰かという質問でも、江原はハンクスだと答えている。また、ハンクスを演じる時の秘訣について「トムはとにかく役作りをして演じているので、映像を見てセリフを喋りながら、トムの演じたいキャラクターに同化するため、時間をかけて作品の目指してるところを探っていくんです」と明かしている。他の俳優との取り組み方の違い、ハンクスの吹替声優を務めることについては「時間をかけてトムが演じたいキャラクターに同化し、作品の目指している所を探っていくと、そのうち体に彼が沁みてくるというか、呼吸をつかめる瞬間がくるんです。それと同時に各シーンの意味するところが何となく掴めてくるので、後は時間の許す限り、これらを繰り返して本番に挑む。ざっとこんなカンジです」と語っている。
江原はハンクスの声優を25年以上に渡って務めているために幅広い層に親しまれており、「トム・ハンクスと言えば江原正士さんの声が思い浮かぶ」という声も多く、「トム・ハンクスのコミカルな演技からシリアスな演技まで、どんなトムでも演じ分けている」と幾多の洋画ファンから支持されている。江原に先駆けてハンクスの代表作の多くを吹き替え、また『グリーンマイル』（フジテレビ版）では江原演ずるハンクスと敵対する助演のダグ・ハッチソンの声を務めた山寺宏一も、「特に、役者の中でトム・ハンクスが大好きで、自分に吹き替えが来た時はものすごく嬉しかったんですけど、江原さんが吹き替えされている声を聞くとトム・ハンクスが喋っているようにしか聞こえません。トム・ハンクスも作品によっていろいろなお芝居をされているんですが、やっぱり江原さんの声を聞くと説得力があるんです。今聞いても目を閉じると江原さんの声でトム・ハンクスが見えてきます。でも、トム・ハンクスの声を聞いているとき、江原さんの顔思い浮かばないです。それだけハマっている証拠だと思います」と評している。また、『グリーンマイル』を鑑賞した際は『アポロ13』とも『インフェルノ』とも全く異なるハンクスの演技に驚いたといい、刑務所の話ということもあり、余計に集中力が必要となったと述懐し、「シーンの状況とか彼の気持ちを作って凝縮していかないと、あの画面にはじかれちゃうんですよね。オリジナルに負けないで、絶対に近いところまで持っていくんだ！っていう気持ちで頑張りました」と当時を振り返った上で同作のチーム（声優陣）にも恵まれたといい、「ドラマはひとりではなく、チームで作るものですからね。出演メンバーの想いや演技的熱量がさらにドラマをあぶり出して、感動しました」と感想を述べた。
『ハドソン川の奇跡』では、公開時に作られた映像ソフト用の吹替版ではハンクスを立川三貴が演じたが、「トム・ハンクスである以上は、どうしてもいつもの江原さんの声でも聞いてみたい」とのファンの声に応えてザ・シネマでは江原がハンクスを吹替た新録版が製作されることとなり、公開当時話が来ずに諦めていた江原自身も本作のオファーを受けて喜びを感じたという。
江原によるハンクスの吹き替えはアメリカ本国でもそのシンクロ率を高く評価されており、一例としては『インフェルノ』が劇場公開用に吹替が制作された際、現地のミキサーから「トム・ハンクス本人が日本語で喋っているかのよう」と言われたといい、江原自身も吹き替えの仕事をする上で特に嬉しかったエピソードとしてこの出来事を挙げている。
2020年4月27日に放送されたTBSの『グッとラック!』では「コロナ」という名前を理由に「コロナウイルス」と呼ばれていじめられたとハンクス宛に手紙を送ってきた少年に、手紙の返事とともにスミス・コロナ社製のタイプライターをハンクスが贈ったというニュースが報じられた際には、江原がハンクスに扮しながら手紙の返事の内容を朗読する一幕もあった。
ロビン・ウィリアムズ
ロビン・ウィリアムズに関しては、彼はストレスの強いしゃべり方をするため、そのアクセントを日本語に合わせるため仕込みに相当時間をかけると語った。そして日本人にはわかりにくい、人物のモノマネやギャグをよく披露するウィリアムズに対して、彼自身によるモノマネもあまり似ておらず、彼に似せようと思うのではなく彼がやろうとしているキャラクターをつかむようにして演じているという。
ウィリアムズを初めて吹き替えた『グッドモーニング, ベトナム』で「アメリカ側の勝手な正義感」をアドリブにより表現し、制作局から賞が贈られた。『ミセス・ダウト』のフジテレビ版では、普通なら原語を流用するオリジナルのスクリプトにも記載されていなかった冒頭の早口気味なイタリア語の歌も、翻訳を担当した松崎広幸が昔から江原と親しく、松崎が「速く喋れる江原さんだから歌ってもらおう」と耳から起こす形で歌詞を採って、吹き替えで歌うことになった。その歌を吹き替える際に、ウィリアムズは独特のタメが入るため、尺どおりに歌うとうまく合わないといい、ウィリアムズのタメをつかむために、電車に乗っているときにも歌を聴いたりするなど、歌を合わせるのに苦労したと語った。
『アンドリューNDR114』では、ウィリアムズが演じるロボットのアンドリューを、吹き替えでロボットであることをどのように表現するかが大きなポイントで、その役作りとして最初はぎこちない話し方で喋り、アンドリューがバージョンアップしてだんだんと人間味を帯びてきたとき、人間的な表現で自然な台詞になるようにしたと語った。
2023年には作品名は不明であるものの、ウィリアムズの旧作を一つ、新たに録音したと話している。
ウェズリー・スナイプス
ウェズリー・スナイプスについては、『デモリションマン』のサイモン・フェニックス役で初担当。よく喋るが首や目の動きにアクセントがあり、それに合わせるように喋るとうまく合うと語った。2021年のインタビューでは「目がクリックリッっと動いてセリフと連動するところがあるので、その動きをセリフにも入れるにはどうしようかって、一時期悩んだときもありましたね」と苦労したことを明かしており、その辺の事情を考慮したことで同作では多量のアドリブを入れたと述懐し、「格闘技をやっていた彼の不思議な縦割りのような？キレが、うまくセリフに持ち込めたらいいなと思いながらやっているところはあります」と吹き替える上でのポイントについて述べた。
2000年代以降を境に大塚明夫や菅原正志など他の声優の担当が増えたことで長らく江原はスナイプスを担当する機会は少なくなっていたものの、2015年の『エクスペンダブルズ3 ワールドミッション』では、ささきいさおのシルヴェスター・スタローンをはじめスターたちの吹き替えがファンに馴染み深いフィックス（専属）声優陣でキャスティングされた中で、江原もスナイプスの声を約10年ぶりに担当した。ささきとは『デモリションマン』（テレビ朝日版）以来18年ぶりのスタローン（ささき）、スナイプス（江原）役での再共演となった。江原自身も「本作では、久しぶりのウェズリー・スナイプスだったので、合わせるのに苦労しました」と語り、それ以上に（苦労より）「男ばかり集まってやる仕事も楽しいので、まさに“男祭り”に参加できてよかったことの方が印象に残っています」と話し、本作の参加への喜びを語った。
本作への登板以降、再び起用される機会が増え、『ルディ・レイ・ムーア』と『星の王子 ニューヨークへ行く2』でもスナイプスを担当し、両作品では山寺宏一のエディ・マーフィと共演した。『星の王子2』のスナイプス演ずるイジー将軍については、“かっとび系”の役であると感じ、ファンの中では「スナイプスと言えば江原」というイメージがある中で、同作で特別に意識したことについて問われた際には「掛け合いという意味でもほんとは山寺さんと一緒に演じたかったですね」と合同ではなく個別の収録となったことを惜しみつつ、今作のイジー将軍役については先述の『デモリションマン』のサイモン・フェニックスに近いキャラクターであると感じ、同作で吹き替えた当時を思い出して演じたことから、役作りが難しいという意識は無かったという。また、スナイプスはコメディ調の演技も得意としていると述べており、「（スナイプスの）イメージに近いキャラで、それにコメディ映画ですから、彼の演技にも遊びがある。そうした面白さを生かしつつ、イジー将軍は物語の敵役として登場するので、後半シーンでのアキーム王子（エディ・マーフィ）との親密感を対立しながらもしっかりとうまく表現できたらいいなと、出していくことを意識しましたね」と分析しながら演じたという。
また同作のインタビューでは初期の作品から長く演じているスナイプスについて「『エクスペンダブルズ3』の時はちょっと、アクションシーンで彼の存在感が薄いなと感じたんですね。また、『ルディ・レイ・ムーア』でも映画監督役ということで少しおとなしくて。それが今回は将軍役でしたし、彼がかつてアクションをバンバンやっていたころの切れ味を思い出させてくれましたね。しかも、コメディ要素も同時に表現していて。彼のリラックスした遊び心というものがちょっとのぞけたような気がしました」と述べた。
ビル・マーレイ
ビル・マーレイは、台詞が言いっ放しでオフビートのように演技のテンポがバラバラなためあわせるのが難しく、コツを掴むまで時間がかかったという。マーレイのキャラクターとしてはアメリカ版寅さんだと感じ、吹き替える際は、日本語版制作スタッフから要求がある場合を除き、いつもの演技のときは寅さん風「おとぼけオジさん」のニュアンスで演じていると語った。
エディ・マーフィ
エディ・マーフィ（かつては山寺宏一・下條アトムに次いで多く担当していた）は台詞を言うテンポがあるため演じやすく、イメージでいうとダフィー・ダックのような感じであると語り、前述のロビン・ウィリアムズはその中間であるとも述べた。『ナッティ・プロフェッサー クランプ教授の場合』の日本版パンフレットでは先述の下條、山寺と並んで江原もマーフィ声優として紹介されている。
ウィル・スミス
ウィル・スミスは、『メン・イン・ブラック』で初めて吹き替えを担当することになり、ラッパー出身で当時俳優としては新人だったため日本ではあまり知られていなかったウィルの「独特なノリとキレのいい若々しいキャラクター」に魅力を感じたという。そこで、映画の設定の新人エージェントである点を意識して「人のいいノリのいい若者」という役作りを行い、表情豊かなウィルの台詞あわせについてかなり努力したと語った。他作品と比べて、同作のウィルについては「控えめで、いまひとつ乗り切れていない」印象を受けたといい、相手役のトミー・リー・ジョーンズとのバランスも考慮しつつ小はしゃぎといった具合にブーストをかけ、同時に「若い頃のエディ・マーフィ」をイメージした演技を行なっていたとも明かした。また、本作は色々なアドリブは出来たものの、これまでのキャリアの中でも異色の現場だったとも話し、別室でアメリカのスタッフと翻訳家が直前まで原語と吹き替え版の台詞の比較検討と推敲をする非常に珍しい状況であったという。
演じるうえで注意するポイントについて問われた際には「作品によって役のイメージが違うので、その違いをキャラづくりに盛り込めたらいい」と明かし、「彼が演じたいという役を日本語に置き換える作業なので、“何が言いたいのか”を基本としてその映画における、僕の想うウィル・スミス的なニュアンスを盛り込んでいくための、若干の、声や喋りのチューニングをするんですが、各作品のほとんどがオーダーメイドです」とも述べた。
一番好きなスミスの出演作には「それぞれに思い入れがありますが、幅広い世代の方々に肩の力を抜いて楽しんでいただける映画ということで」と前述の『メン・イン・ブラック』を挙げている。また同作でスミスの演じたエージェントJについては「スミス自身の優しさや寛容さといった屈託のない誰にでも愛される人間性を体現した役柄」と述べており、この役を演じたことでその後の様々な作品でも単なるアクションスターではなく、優しさ溢れる男、信頼できる人といったスミスのイメージがさらに広がっていったのではないかと分析している。
『ジェミニマン』公開時のインタビューではウィルについて「作品を経るごとに、じっくりと渋さも加わってきているとした上で「僕にとっては今、まさに進化しつつある、これからも挑戦して同化していきたいと思う、大切な素晴らしい役者さんです」とも語った。同作のジャパンプレミアカーペットイベントにおいてはウィルの公認声優である山寺（『アラジン』公開時にウィルと複数回対面済み）と共にウィル本人と対面した。

### その他の担当俳優・備考
『ターミネーター2』（フジテレビ『ゴールデン洋画劇場』版）など幾つかの作品で吹き替えを担当したロバート・パトリックと2015年にハリウッド・コレクターズ・コンベンションで対面している。
同業者からは台本への書き込み量の多さでも知られる。

### アドリブについて
アドリブに関して、ゲームなどではリアルな会話にするため空白部分を埋める目的と役のイメージを補強するために、吹き替えでは、元のセリフだと見ている人に作品の本当のニュアンスが伝わらないようなときや、ニュアンスを出し、人物造形を明確にして臨場感を出すために入れているという。
またアドリブを入れるときの秘訣を聞かれたときには、不要ならばアドリブ部分を編集で消してもらう気持ちで、恐れずに入れることだと答えた。共演することが多い堀内賢雄によると、『宇宙船レッド・ドワーフ号』の吹き替えでは各声優が音響監督の向山宏志と演技や考えたギャグなどキャラに合った台詞への修正、アドリブの方向性を話し合っていたがその中でも江原は一番回数が多かったといい、多忙のため別録りだった山寺宏一を除いたメンバーでの収録時に向山と江原が毎回長く話し合っていたため、堀内は度々待たされていたと話した。江原自身は台詞を変更することについて相談した結果、音響監督からは「10年早い」などと言われ、全部元に戻すよう指示されたり、何も言われなくても作品を見たら全てカットされていたこともあったと述べた。大塚芳忠や江原自身は、江原がアドリブをよく入れるため最初の頃は音響監督に勝手に変えないよう怒られたり、失敗して冷たい空気になっていたが江原が心を折らずにやり続けた結果、現在では周囲も納得していると語った。江原自身はひどいアドリブは普段しないと話し、アドリブを入れる人物との噂が広まったのは、ある収録現場で共演の先輩からのアドバイスを受け、本番で実践したところ主役の先輩から怒られ、「あいつはいい加減なアドリブを入れる奴だ」と思われるようになってしまったためだという。
しかしオフィシャルの劇場版やソフト版など厳しく管理されている吹き替え版に関しては、権利元からの要請もありほとんどアドリブを入れていないと語っている。

## 人物
特技は殺陣。趣味はドライブ、小さい文房具集め。資格・免許は普通自動車免許、普通自動二輪車免許。子供の頃はぼーっとしていたり、近所の裏山で秘密基地を探索していた。性格は気さくで明るく、話好きで収録の合間にはよくスタッフや他の声優と話をしているという。山寺宏一は2003年の『宇宙船レッド・ドワーフ号』声優インタビューで、江原を「語りたがる人」と述べている。江原と約40年の付き合いだという大塚芳忠は、昔江原がたびたび先輩の声優から怒られていたが絶対に譲歩しない人だと話した。また、『劇場版BLEACH MEMORIES OF NOBODY』で共演した森田成一によると芝居の熱量がすごいという。昔は半健康オタクで、自分で浄水した水をドイツ製水筒に入れて持ち歩いていたと語っている。その他に『えいご漬け 文法/語順』の解説・例文を担当した英語教材編集者の鈴木希明によると英語の発音が抜群で、江原のマネージャーは、江原は耳がすごくいいと語った。
1998年当時のインタビューで仕事が休みのときは新しい映画を映画館で鑑賞すると語り、そのときは字幕版で見るという。理由として、その吹き替えを後に自分がやる場合があり、人の吹き替えを見ると違った方向の演技にしてしまう性があるためだと語っている。自分が吹き替えた作品も、「反省点が気になりすぎてしまい、ほとぼりが冷めるまで見ることができない」とも語った。さらに2017年のインタビューでは、職業病で配役が合っているかなどを分析してしまうため、純粋にストーリーを楽しむことができないと理由を述べている。
テレビの洋画劇場で吹き替え新録がテレビ局ごとに頻繁に行われていたころ、トム・ハンクス、ロビン・ウィリアムズなど江原が担当した俳優を、同作品の別の吹き替え音源で担当することが多い山寺をライバル視しているかという質問に対して、「配役は上の人が決めるため、やりたいと思ったからやれるものじゃないので、当事者である役者同士は意識してないと思います」と江原は答えており、山寺も「江原さんは大先輩。ライバルなんておこがましい」と答えている。またこれらのエピソードを踏まえて、『ジェミニマン』では”史上最強のスナイパー”と”23歳の若きクローン”の2つの世代を一人二役で演じ分けるウィル・スミスの日本語吹き替えに、江原と山寺が揃って登板した。
アニメのインタビューでは若者が持つ「青春のパワー」を描いていることに言及することが多く、若い人たちがアニメを通して「青春期のエネルギーをなんらかの方向性を持って沸き立たせていけると嬉しい」と語った。
普段も携帯しているデジタルカメラなどのデジタル家電が好きで、スタジオなどで撮影した写真を編集して配ったりしている。また『NARUTO -ナルト-』で共演している同じくデジタル家電好きの伊藤健太郎と収録の合間にその話題で盛り上がっているという。2005年のオー!NARUTOニッポン出演時には文房具も好きだと話し、新宿の『NARUTO -ナルト-』の収録スタジオに行く途中にある大きな文房具店で、世界各国のマニアックな文房具を探すことが日課となっていると語った。

## エピソード
テレビアニメ『それゆけ!宇宙戦艦ヤマモト・ヨーコ』では美形の敵役「メオ・トロルのフーリガー」を演じていたが、この役が気に入っていたらしく、江原から届くメールの署名が「フーリガー司令」となっていたと高山みなみが語っていた。
地方巡業した『王将』では、公演中は緒形拳とは役柄上ギスギスしており口を利くことも全くなかったが、公演終了後しばらくたった日に偶然ガソリンスタンドで緒形とあった際、江原が挨拶すると緒形が自分を覚えてくれており、笑顔で応じてくれたことがうれしかったと述懐した。
『NARUTO -ナルト-』のマイト・ガイ役では、アドリブを盛り込み台本通りに演じたことがほとんどなく、収録のときには既に台詞を暗記していて、台本を持たずに演じているとうずまきナルト役の竹内順子が語っている。それについて本人は「ガイを演じる際はガイになりきってしまうため、彼が言わないような台詞をアドリブで変えてしまう」と説明した。
『かいけつゾロリ』で江原が演じたガオンは、山寺宏一が演じたゾロリのライバルとして登場する。このガオンは、原作者の原ゆたかが『カウボーイビバップ』の大ファンで、作品で山寺演じる主人公スパイクのライバルである江原演じるアンディを見て「彼のようなキャラクターを、『かいけつゾロリ』にも登場させたい」とインスパイアされて生まれたキャラクターであり、アンディと同じく江原がガオンの声を演じることになった。
インタビューで声優になるきっかけを聞かれた際に、声優として最初にもらった仕事の『若草物語』のローリー役については常にアップで写っていて台詞が少なく等身大で合わせやすかったが、劇団四季では声優としての仕事はそれっきりだったと答えた。別の劇団に移籍後、四季時代にすでに声優デビューしていたことでプロ扱いになっていたため、そのキャリアを抹消しデビューし直すことになった。しかし、その後すぐにもらった吹き替え収録の際に、最初の仕事のようなアップで喋るシーンがない白黒のフランス映画だったためどこで喋っていいかわからず、全然違うところで喋るなど失敗を重ねたために結局その劇団では在籍中二度と声の仕事がもらえず、劇団昴に移籍するまでしばらく干された状態だったと語った。
2012年のインタビューで印象に残っている作品を聞かれたときは、印象に残る作品はたくさんあるがふと思い出した作品が『3人のゴースト』で、心温まる作品だと答えた。そのインタビューでは、吹き替え作品で共演が多かった野沢那智や若手を含めて好きな人はたくさんいるが、中でも前述の『3人のゴースト』や『アンタッチャブル』などで共演した富山敬の仕事への真摯な姿勢を模範にしたいとも語った。

## 出演
太字はメインキャラクター。

### テレビアニメ
1979年
- 若草物語（ローリー）

1987年
- トランスフォーマー ザ☆ヘッドマスターズ（スパイク、スキャッターショット/コンピューティコン、パウンス）

1988年
- いきなりダゴン（ジザム）
- グリム名作劇場（悪魔）
- 魔神英雄伝ワタル（サンダーブルー、イモ川短銃郎）
- ミスター味っ子（杉本〈味将軍グループ〉）

1989年
- 魔動王グランゾート（ミラーマン、隊長）
- ドラえもん（テレビ朝日版第1期）

1990年
- それいけ!アンパンマン（1990年 - 2024年、はさみどり、クレヨンマン緑、パイナップルマン、うなどんまん、ドリアン王女）
- ダッシュ!四駆郎（アイルトン・ウルセーナ）
- ふしぎの海のナディア（ゴンザレス）
- ロビンフッドの大冒険（1990年 - 1992年、アルウィン）

1991年
- おばけのホーリー（ニャンギラス、ムキムキマン）
- シティーハンター'91（林張謀）
- 魔法のプリンセス ミンキーモモ（海）（父、アバンタイトル）

1992年
- お〜い!竜馬（山内容堂）
- カリメロ（ペペ）
- チロリン村物語（ブラックバット）
- ママは小学4年生（杉田健夫）
- 横山光輝 三国志（荀彧〈初代〉）
- 笑ゥせぇるすまん（割井肝造、三好、食堂のおやじ）

1993年
- ジャングルの王者ターちゃん♡（アラン）
- 忍たま乱太郎（1993年 - 2025年、草井平四郎〈初代〉、若い頃の竜王丸〈初代〉、魔槌先生）
- 美少女戦士セーラームーンR（キラル）
- ポコニャン!（パパ、チンプク）

1994年
- おまかせスクラッパーズ（日間梨社長）
- ぐりむのあな（王子）
- とっても!ラッキーマン（TVアナ）
- 幽☆遊☆白書（黄泉）

1995年
- クレヨンしんちゃん（1995年 - 2021年、マジー・デ・ガメッチーニ、バックレー一味、ナガーイ）
- 孔子傳（曾参）
- ヤンボウ ニンボウ トンボウ（エリフ）

1996年
- 超者ライディーン（クラーケン）
- 爆走兄弟レッツ&ゴー!!（1996年 - 1998年、土屋博士） - 3シリーズ
- バケツでごはん（ズブロフスキー）

1997年
- EAT-MAN（ボルト・クランク）
- きこちゃんすまいる（ムーンドラゴン）
- こどものおもちゃ（リック、バーナデット・ピンク）
- 名探偵コナン（1997年 - 2006年、遠藤圭吾、三笠裕司、郡司倫造）
- YAT安心!宇宙旅行 第1期（カルガリー）

1998年
- EAT-MAN'98（ボルト・クランク）
- 星方武侠アウトロースター（ジュウカイ、マタ）
- ポポロクロイス物語（白騎士）

1999年
- カウボーイビバップ（アンディ・フォン・デ・オニアテ）
- 十兵衛ちゃん -ラブリー眼帯の秘密-（神崎右五郎、神崎左乃与）
- それゆけ!宇宙戦艦ヤマモト・ヨーコ（メオ・トロルのフーリガー）
- ポケットモンスター（ジャンゴー）
- MASTERキートン（ロバート・フェンダース）

2000年
- 機巧奇傳ヒヲウ戦記（無元）
- キョロちゃん（ギョロメ）
- 銀装騎攻オーディアン（バルトロ）
- サクラ大戦TV（神崎重樹）
- 週刊ストーリーランド（リーダー、ナレーション）
- ラブひな（2000年 - 2001年、前原康治〈しのぶの父〉）） - 1シリーズ + 特別編2作品

2001年
- The Soul Taker 〜魂狩〜（リチャード・ビンセント、ソウルクラッシャー）
- 砂漠の海賊!キャプテンクッパ（チゲ）
- シャーマンキング（道円）
- パラッパラッパー（ボクシーボーイ）

2002年
- おねがい☆ティーチャー（裁判官）
- カスミン（霧間晴夫）
- とっとこハム太郎（ライオン先生）
- 冒険者－THE MAN WAS FROM SPAIN－（コステロ）

2003年
- アストロボーイ・鉄腕アトム（アーチャー）
- GAD GUARD（ジャック・ブルーノ）
- GUNSLINGER GIRL（ヒルシャー）
- NARUTO -ナルト-（マイト・ガイ）
- PEACE MAKER鐵（坂本龍馬）
- 無限戦記ポトリス（マント・マンティス）

2004年
- アガサ・クリスティーの名探偵ポワロとマープル（ジョージ・チャレンジャー）
- かいけつゾロリ（バスキー、ガオン）
- 北へ。〜Diamond Dust Drops〜（武田）
- 京極夏彦 巷説百物語（東雲右近）
- 鋼の錬金術師（ホーエンハイム）
- MADLAX（フライデー・マンデー）
- レジェンズ 甦る竜王伝説（ユル・ヘップバーン）

2005年
- 頭文字D Fourth Stage（2005年 - 2006年、城島俊也）
- CLUSTER EDGE（カールスの父）
- 灼眼のシャナ（2005年 - 2012年、アラストール、ナレーション） - 3シリーズ
- 戦国英雄伝説 新釈 眞田十勇士 The Animation（黒田甲斐守長政）
- Xenosaga THE ANIMATION（ジギー）
- ブラック・ジャック（羽夢、太腹）
- まじめにふまじめ かいけつゾロリ（2005年 - 2006年、ガオン、バスキー）

2006年
- Ergo Proxy（MCQ）
- おねがいマイメロディ 〜くるくるシャッフル!〜（フラットくんのパパン）
- 神様家族（神山治）
- 結界師（鋼夜）
- 出ましたっ!パワパフガールズZ（モジョ・ジョジョ）
- 武装錬金（キャプテンブラボー、ナレーション）
- 天保異聞 妖奇士（岡田図書）
- ラブゲッCHU 〜ミラクル声優白書〜（黒岩闇太郎）

2007年
- エル・カザド（店長）
- デルトラクエスト（ファロー、プランディン）
- NARUTO -ナルト- 疾風伝（2007年 - 2015年、マイト・ガイ、マイト・ダイ）
- のだめカンタービレ（2007年 - 2010年、セバスチャーノ・ヴィエラ） - 2シリーズ

2008年
- 無限の住人（黒衣鯖人）
- ねぎぼうずのあさたろう（青菜のシャキ三）
- 墓場鬼太郎（ジョニー）
- ミチコとハッチン（老紳士）

2009年
- 源氏物語千年紀 Genji（左大臣）

2011年
- へうげもの（羽柴秀吉〈豊臣秀吉〉）

2012年
- 戦国コレクション（マイク・モース）
- ソードアート・オンライン（ゴドフリー）
- NARUTO -ナルト- SD ロック・リーの青春フルパワー忍伝（2012年 - 2013年、マイト・ガイ、ガイチュー）
- SKET DANCE（丹生林太郎）

2013年
- 宇宙戦艦ヤマト2199（山南修）※2012年劇場先行公開
- バクマン。3（江原正樹）
- マギ The kingdom of magic（シャンバル・ラマー）
- すすめ!キッチン戦隊クックルン（怪人）

2014年
- PSYCHO-PASS サイコパス 2（美馬）
- 東京ESP（格之進）
- ニセコイ（2014年 - 2015年、アーデルト・桐崎・ウォグナー） - 2シリーズ
- 幕末Rock（勝海舟）
- フューチャーカード バディファイト（2014年 - 2015年、葱ノ山一束、竜騎士 ヴラド・ドラキュラ） - 2シリーズ

2015年
- 怪盗ジョーカー シーズン2（ボス）

2016年
- 装神少女まとい（神官、ファティマ神官）
- CHEATING CRAFT（冒険野郎試験官）
- ONE PIECE（2016年 - 、雷ぞう）

2017年
- バチカン奇跡調査官（サウロ大司教）

2018年
- グランクレスト戦記（ドゥーセ大公）
- ポプテピピック（2018年 - 2022年、ポプ子〈第1話Aパート / 再放送・リミックス版第12話Bパート〉、おやっさん〈実写出演、第2シリーズ第1話OP映像〉）　- 3シリーズ
- 伊藤潤二『コレクション』（団長）
- BORUTO-ボルト- NARUTO NEXT GENERATIONS（2018年 - 2019年、マイト・ガイ）

2019年
- ノー・ガンズ・ライフ（2019年 - 2020年、クリスティーナ松崎） - 2シリーズ
- ゲゲゲの鬼太郎（第6作）（ひでり神）

2020年
- ゾイドワイルド ZERO（クレストウッド大統領）
- トニカクカワイイ（由崎縁）

2021年
- もっと!まじめにふまじめ かいけつゾロリ（2021年 - 2022年、ガオン） - 2シリーズ

2022年
- 異世界美少女受肉おじさんと（ナレーション）
- デジモンゴーストゲーム（ムシャモン）

2023年
- ダークギャザリング（南光坊）
- 逃走中 グレートミッション（2023年 - 2024年、ザムザ）

2024年
- 響け!ユーフォニアム3（月永源一郎）

2025年
- 俺だけレベルアップな件 Season 2 -Arise from the Shadow-（エシルの父）
- ウィッチウォッチ（霧生眞澄）

### 劇場アニメ
1980年代
- 県立海空高校野球部員山下たろーくん（1988年、北野）
- SD戦国伝 暴終空城の章（1989年、古殺駆）
- 機動戦士SDガンダム 嵐を呼ぶ学園祭（1989年、ガンタンク）

1990年代
- ふしぎの海のナディア 劇場用オリジナル版（1991年、科学記者）
- 武者・騎士・コマンド SDガンダム緊急出撃（1991年、No.2）
- アップフェルラント物語（1992年、フライシャー警部）
- SDガンダム外伝 聖機兵物語（1993年、バウ）
- SDコマンド戦記ガンダムフォース スーパーGアームズファイナルフォーミュラー VS ノウムギャザー（1993年、SAL）
- SD戦国伝 天下泰平編（1993年、古殺駆家老）
- ウメ星デンカ 宇宙の果てからパンパロパン!（1994年、パパ）
- 爆走兄弟レッツ&ゴー!!WGP 暴走ミニ四駆大追跡!（1997年、土屋博士）
- パーフェクトブルー（1998年、村野）

2000年代
- メトロポリス（2001年、ハムエッグ）
- 劇場版ポケットモンスター 水の都の護神 ラティアスとラティオス（2002年、ラティオス）
- パルムの樹（2002年、ギャリコ）
- ONE PIECE 珍獣島のチョッパー王国（2002年、バトラー伯爵）
- クレヨンしんちゃん 嵐を呼ぶ 栄光のヤキニクロード（2003年、下田）
- 劇場版 鋼の錬金術師 シャンバラを征く者（2005年、ホーエンハイム）
- 劇場版BLEACH MEMORIES OF NOBODY（2006年、厳龍）
- 劇場版 NARUTO -ナルト- 疾風伝（2007年、マイト・ガイ）
- 劇場版 灼眼のシャナ（2007年、アラストール）

2010年代
- ROAD TO NINJA -NARUTO THE MOVIE-（2012年、マイト・ガイ）
- 伏 鉄砲娘の捕物帳（2012年、里見義実役）
- 宇宙戦艦ヤマト2199 星巡る方舟（2014年、山南修）
- THE LAST -NARUTO THE MOVIE-（2014年、マイト・ガイ）
- 傷物語〈II 熱血篇〉（2016年、ドラマツルギー）
- パンドラとアクビ 後編 精霊と怪獣の街（2019年、ナゾの怪獣）

2020年代
- 岬のマヨイガ（2021年、田中のお地蔵様）
- あんさんぶるスターズ!!-Road to Show!!-（2022年、司会）

### OVA
1986年
- 戦え!超ロボット生命体トランスフォーマー スクランブルシティ発動編

1988年
- New Story of Aura Battler DUNBINE（ボーゼ）

1989年
- イース（自警団員）
- エンゼルコップ（酒田勇〈ライデン〉）
- SDガンダム外伝（神官マクベ・カッツェ）
- 機動戦士SDガンダムMk-II（νガンダム、アッザム、ジオング）
- クラッシャージョウ 氷結監獄の罠（艦長）
- クラッシャージョウ 最終兵器アッシュ（ホイラー）
- 敵は海賊〜猫たちの饗宴〜（ヤマキ）
- 麻雀飛翔伝 哭きの竜 翔竜編（本宮春樹）
- 魔狩人 DEMON HUNTER（カオス）
- 鎧伝サムライトルーパー外伝 前編「鎧戦士、再び!」（機長）

1990年
- ガッデム（ディック）
- 機動戦士SDガンダムMk-III（ズサ、古殺駆）
- 機動戦士SDガンダムMk-IV（サザビー、古殺駆）
- 機動戦士SDガンダムMk-V（ゲルググ、古殺駆）
- THE八犬伝（丶大法師、金腕大輔）
- 戦国武将列伝 爆風童子ヒッサツマン（上杉謙水）
- 冒険!イクサー3（ロブ・温和）
- 緑山高校 甲子園編（立浪）
- YJ版レモンエンジェル（マスター）

1991年
- 機動戦士SDガンダム パパルの暁 第103話スギナムの花嫁（アッグ）
- 銀河英雄伝説（ロックウェル）
- DETONATORオーガン（バージル）
- 炎の転校生（レフリー）
- 鎧伝サムライトルーパー MESSAGE（口上師）

1992年
- 紅いハヤテ（鹿沼鍛造総帥）
- ジャイアントロボ THE ANIMATION -地球が静止する日（1992年 - 1998年、呉学人）
- 三毛猫ホームズの幽霊城主（石津刑事）

1993年
- ジェノサイバー 虚界の魔獣（艦長）
- 紅狼（劉光）

1994年
- 装甲騎兵ボトムズ 赫奕たる異端（ゴディバ）

1995年
- 鉄腕GinRei EPISODE:23〜禁断の果実を奪還せよ極楽大作戦!!（呉学人）

1996年
- ウルトラマン超闘士激伝（ゾフィー、レッドキング / 闘士レッドキング）
- サンタの山 妖精の森（機長）
- 地獄堂霊界通信（妖怪）
- バイストン・ウェル物語 ガーゼィの翼（ウンド・ンガワ）
- ぞくぞく村のオバケたち（吸血鬼ドラキュラ）

1997年
- それゆけ!宇宙戦艦ヤマモト・ヨーコII（メオ・トロルのフーリガー）
- ヴァリアブル・ジオ（ダミアン）
- ヴァンパイアハンター（ビシャモン）

1998年
- でたとこプリンセス（健康三兄弟）

1999年
- サクラ大戦 轟華絢爛（神崎重樹）
- てなもんやボイジャーズ（氷塊星のザイツ、磁嵐星のユリトー、砂塵星のヴァンジューザ、鉄殻星のジュウロ）

2000年
- GRANDEEK〜外伝〜（ルーク・スレイトン）
- まんがビデオ・魔殺ノート 退魔針（風早三平）

2002年
- .hack//Liminality（徳岡純一郎）
- ナースウィッチ小麦ちゃんマジカルて（リチャード・ビンセント）

2004年
- 機神咆吼デモンベイン（編集長）※DX版&廉価版同梱OVA
- コゼットの肖像（マルチェロ・オルランド）

2006年
- 灼眼のシャナSP「恋と温泉の校外学習!」（アラストール）

2007年
- 頭文字D BATTLE STAGE 2（城島俊也）

2008年
- やなせたかしメルヘン劇場 ガンバリルおじさんのまめスープ（ガンバリルおじさん）
- やなせたかしメルヘン劇場 ガンバリルおじさんとぎんいろまん（ガンバリルおじさん）

2009年
- 灼眼のシャナS（アラストール）

2010年
- デュラララ!! 12.5話「天網恢恢」（ミスターK）
- Halo Legends（艦長）

2011年
- ドラゴンボール エピソード オブ バーダック（イパナ）

2015年
- ストライクウィッチーズ Operation Victory Arrow vol.3 アルンヘムの橋（ジャン＝ポール・パスパルトゥ）

2017年
- 宇宙戦艦ヤマト2202 愛の戦士たち（山南修）

### Webアニメ
- エウレカセブンAO「ロード・ドント・スロー・ミー・ダウン」（2017年、ブラン[135]）
- 範馬刃牙（2021年、ボブ・マッカーシー[136]）
- もっと!まじめにふまじめ かいけつゾロリ ゾロリのへや（2022年、ガオン）

### ゲーム
1994年
- 風の伝説ザナドゥ（ダイモス）
- ショックウェーブ（ジョージ・アロマー）

1995年
- 風の伝説ザナドゥII（ダイモス）
- 機装ルーガII（グロスベイル皇帝）
- セサミストリート・ナンバーズ（カウント伯爵）
- 幽☆遊☆白書FINAL 魔界最強列伝（黄泉）

1997年
- スレイヤーズろいやる（ゾット、魔道士協会員）
- フルカウルミニ四駆スーパーファクトリー（土屋博士）
- ミニ四駆 爆走兄弟レッツ&ゴー!!WGP HYPER HEAT（土屋博士）

1998年
- サクラ大戦2 〜君、死にたもうことなかれ〜（神崎重樹）
- ドラゴンフォースII-神去りし大地に-（オルヴォ）
- BLACK/MATRIX（バアル・ゼブブ、ナレーション）※セガサターン版
- ブレイヴフェンサー 武蔵伝（レイガンド、ダークレイガンド、レント、ルーム）

1999年
- エースコンバット3（アビサル・ディジョン）
- 奏（騒）楽都市OSAKA（岩井・参仁）
- Heart of Darkness（アミーゴ、サーヴァント）
- BLACK/MATRIX AD（バアル・ゼブブ、強欲ドクターズ、ナレーション）※ドリームキャスト版

2000年
- スキャンダル（リョウ）
- テイルズ オブ エターニア（フォッグ、シャドウ）
- BLACK/MATRIX+（バアル・ゼブブ、ナレーション）※PlayStation版
- ポポロクロイス物語II（白騎士）

2001年
- 暴れん坊プリンセス（ヘンリー・オライオン）
- スパイダーマン（ショッカー、J・ジョナ・ジェイムソン）PS2、Xbox版
- ZONE OF THE ENDERS Z.O.E（ノウマン）
- トロピコ（秘書官）

2002年
- ゼノサーガ エピソードI［力への意志］（ジギー）
- ディズニーゴルフ クラシック（モーティマー・マウス）
- テイルズ オブ ザ ワールド なりきりダンジョン2
- テイルズ オブ ファンダム Vol.1（フォッグ、シャドウ）
- プロジェクト・ミネルヴァ（バリー・スミス）

2003年
- ヴィオラートのアトリエ 〜グラムナートの錬金術士2〜（オッフェン・シュヴァッハ）
- NARUTO -ナルト- ナルティメットヒーロー（マイト・ガイ）

2004年
- エースコンバット5（セリョージャ・V・ニカノール）
- ゼノサーガ エピソードII［善悪の彼岸］（ジギー）
- ゼノサーガ フリークス（ジギー）
- NARUTO -ナルト- 激闘忍者大戦!3（マイト・ガイ）
- NARUTO -ナルト- ナルティメットヒーロー2（マイト・ガイ）
- Remember11 -the age of infinity-（黄泉木聖司）

2005年
- えいご漬け 文法/語順（アニメのナレーション）
- えいご漬け ルールと、しくみ（アニメのナレーション）
- キングダム ハーツII（ルミエール）
- シャドウハーツ・フロム・ザ・ニューワールド（リカルド・ゴメス）
- テイルズ オブ ザ ワールド なりきりダンジョン3
- NARUTO -ナルト- 激闘忍者大戦!4（マイト・ガイ）
- NARUTO -ナルト- ナルティメットヒーロー3（マイト・ガイ）
- 幽☆遊☆白書FOREVER（黄泉）

2006年
- 灼眼のシャナ（アラストール）※PS2
- ゼノサーガ エピソードIII［ツァラトゥストラはかく語りき］（ジギー）
- ゼノサーガI・II（ジギー）
- .hack//G.U.（2006年 - 2007年、サルバドル愛原） - 3作品
- NARUTO -ナルト- 最強忍者大結集4 DS（マイト・ガイ）
- NARUTO -ナルト- ナルティメットポータブル（マイト・ガイ）
- NARUTO -ナルト- 忍列伝（マイト・ガイ）

2007年
- 株トレーダー瞬（奈良崎透）
- 結界師 黒芒楼の影（鋼夜）
- ソニックと秘密のリング（イレイザー・ジン）
- ななついろ★ドロップス pure!!（アラストール） - PS2版
- NARUTO -ナルト- 疾風伝 激闘忍者大戦!EX（マイト・ガイ）
- NARUTO -ナルト- 疾風伝 激闘忍者大戦!EX2（マイト・ガイ）
- NARUTO -ナルト- 疾風伝 最強忍者大結集5 決戦!“暁”（マイト・ガイ）
- 武装錬金 〜ようこそ パピヨンパークへ〜（キャプテンブラボー）

2008年
- ダークセクター（ロバート・メズナー）
- 大乱闘スマッシュブラザーズシリーズ（2008年 - 2018年、ラティオス） - 4作品
- NARUTO -ナルト- 疾風伝 激闘忍者大戦!EX3（マイト・ガイ）
- NARUTO -ナルト- 疾風伝 最強忍者大結集 激突!! ナルトVSサスケ（マイト・ガイ）
- NARUTO -ナルト- 疾風伝 忍列伝 II（マイト・ガイ）

2009年
- テイルズ オブ バーサス（フォッグ）※ミニゲーム「Tales of WALL BREAKER」のみ
- 電撃学園RPG Cross of Venus（アラストール）
- NARUTO -ナルト- 疾風伝 ナルティメットアクセル3（マイト・ガイ）
- NARUTO -ナルト- 疾風伝 忍列伝 III（マイト・ガイ）
- ファイナルファンタジーXIII（サッズ・カッツロイ）

2010年
- コール オブ デューティ ブラックオプス Call of the Dead（ロバート・イングランド）
- 斬撃のREGINLEIV（トール）
- ダンテズ・インフェルノ 〜神曲 地獄篇〜（ダンテ）
- .hack//Link（カズボロー）
- NARUTO -ナルト- 疾風伝 激闘忍者大戦!SPECIAL（マイト・ガイ）
- 二ノ国 漆黒の魔導士（ジャボー）
- ひまわり -Pebble in the Sky- ポータブル（日向宗一郎）

2011年
- スライ・クーパー コレクション（ドクター・エム）
- 二ノ国 白き聖灰の女王（ジャボー）
- ファイナルファンタジーXIII-2（サッズ・カッツロイ）
- HOMEFRONT（コナー・モーガン）
- 魔人と失われた王国（トゥムドゥレレ）
- ロード オブ アポカリプス（クセルクセス）

2012年
- アスラズ ラース（七星天デウス）
- 王と魔王と7人の姫君たち 〜新・王様物語〜（ハウザー）
- NARUTO -ナルト- 疾風伝 ナルティメットストームジェネレーション（マイト・ガイ）

2013年
- ヴァルハラナイツ3
- ジョジョの奇妙な冒険 オールスターバトル（モハメド・アヴドゥル）
- スーパーロボット大戦OGサーガ 魔装機神III PRIDE OF JUSTICE（ズラム・バスラム）
- NARUTO -ナルト- 疾風伝 ナルティメットストーム3（マイト・ガイ）
- BEYOND: Two Souls（コール・フリーマン〈カディーム・ハーディソン〉）
- メタルギア ライジング リベンジェンス（モンスーン）
- ライトニング リターンズ ファイナルファンタジーXIII（サッズ・カッツロイ）

2014年
- アサシン クリード ローグ（クリストファー・ギスト）
- GUNS N' SOULS（ソウルマスター）
- NARUTO -ナルト- 疾風伝 ナルティメットストームレボリューション（マイト・ガイ）
- ニセコイ ヨメイリ!?（アーデルト・桐崎・ウォグナー）
- 幕末Rock（勝海舟）
- 幕末Rock 超魂（勝海舟）
- YAIBA: NINJA GAIDEN Z（デル・ゴンゾ）

2015年
- トロピコ5（ペヌルティーモ大統領補佐官）
- ひまわり-Pebble in the Sky- PS Vita版（日向宗一郎）
- ポポロクロイス牧場物語（白騎士）

2016年
- 逆転裁判6（ドゥルク・サードマディ）
- Shadowverse（サブリーダー・ゲルト、禁忌の研究者、狂信の偶像）
- 神撃のバハムート（シュタイン）
- SOUL REVERSE ZERO（マーリン、バド）
- NARUTO -ナルト- 疾風伝 ナルティメットストーム4（マイト・ガイ）

2017年
- GOD EATER ONLINE（パトリック・ポルトロン）
- SOUL REVERSE ZERO（武田信玄、諸葛亮、アンブロシウス、ヘルメス、ニコラウス）
- ディシディア ファイナルファンタジー オペラオムニア（サッズ・カッツロイ）
- モンスターストライク（黄泉）

2018年
- ソウルキャリバーVI（アズウェル）
- 頂上三国（劉備、夏侯淵、曹操）
- ポポロクロイス物語 ナルシアの涙と妖精の笛（白騎士）
- 無双OROCHI 3（北条氏康）

2019年
- スーパーロボット大戦T（ダイマ・ゴードウィン）
- CARAVAN STORIES（ギャビン・ブレイク）
- トロピコ6（ペヌルティーモ大統領補佐官）
- WAR OF THE VISIONS ファイナルファンタジー ブレイブエクスヴィアス 幻影戦争（ロブ・ホルン）
- 幽☆遊☆白書 100%本気バトル（黄泉）

2020年
- テイルズ オブ ザ レイズ（フォッグ）
- ドラゴンボールZ カカロット（ミスター・サタン）
- ブレイドエクスロード（モーム・グラース〈2代目〉）
- 北斗の拳 LEGENDS ReVIVE（ジャコウ）

2021年
- ディズニー ツイステッドワンダーランド（ヴィルの父）

2022年
- ヴァルキリーコネクト（爆熱の変革者モートソグニル）
- 共闘ことばRPG コトダマン（黄泉）
- トランスフォーマー・アライアンス（ストリーク）

2023年
- グランブルーファンタジー（ゲルト）
- ドラゴンボール ザ ブレイカーズ（ミスター・サタン）

2024年
- ドラゴンボール Sparking! ZERO（ミスター・サタン）

### ドラマCD
1989年
- 黄金の戦士 ICZER-ONE カセット（ノア）

1990年
- 戦国武将列伝 爆風童子ヒッサツマン ドラマ編 時は準宝石の螺旋のように（上杉謙水）

1991年
- AD.ポリス 【ドラマ編】 ☆TAKOYAKIウエスタン☆（大村刊）
- たとえばこんなラヴ・ソング Vol.1（瞳の父親）
- たとえばこんなラヴ・ソング Vol.2（瞳の父親）
- のぞみ♡ウィッチィズ（英語教師）
- 冒険!イクサー3 御意見無用!ネオス四天王の逆襲!!（ロブ・温和）

1992年
- たとえばこんなラヴ・ソング Vol.3（瞳の父親）
- ドラマティックウエスタン 被虐の荒野（フレッド）
- ふしぎの海のナディア やったらこうなっちゃったナディア カセット（ナレーション）
- 魔法のプリンセス ミンキーモモ 雪がやんだら…（パパ）

1993年
- 戦ー少女イクセリオン第1巻 誕生篇（ロブ・温和）
- 戦ー少女イクセリオン第2巻 激闘篇（ロブ・温和）

1994年
- 戦ー少女イクセリオン第3巻 宇宙篇（ロブ・温和）
- BASARA外伝TATARA（父）
- FALCOM SPECIAL BOX '95 CDドラマ 風の伝説ザナドゥII（ダイモス）

1995年
- 風の伝説ザナドゥII ヒロイン達の誕生日（ダイモス）
- TARAKOぱっぱらパラダイス（ダイモス）
- 花鎮の饗/山藍紫姫子の世界II（観月基世）
- FINAL FIGHT 鉄腕GinRei ドラマ編〜あゝ慕情! 大空へ羽ばたく栄光の翼（呉学人）

1996年
- アンジェリーク外伝〜無限音階〜Vol.1-4（ヤヌス）
- バイストン・ウェル物語 ガーゼィの翼（ウンド・ンガウ）

1997年
- FAKE-A Change of Partner-（バークレー・ローズ）
- 富士見二丁目交響楽団3 さまよえるバイオリニスト（桐ノ院の叔父）
- 竜機伝承－ミリィ外伝－（ウォレス・コンラード）

1999年
- サウンド・ストーリー グランディーク 完全版（ルーク・スレイトン）
- Z/ETA〜ジータ〜（名頭裕輔）

2000年
- KOUDELKA（パトリック・ヘイワース）

2001年
- テイルズ オブ エターニア LEVEL.3（フォッグ）
- テイルズ オブ エターニア LEVEL.4（フォッグ）
- テイルズ オブ エターニア FINAL LEVEL（フォッグ）

2002年
- ゼノサーガOUTER FILE 01（ジギー）
- ゼノサーガOUTER FILE 02（ジギー）
- テイルズ オブ エターニア Labyrinth 〜Forget-me-not〜（フォッグ）
- FAKE-Final Act-（バークレー・ローズ）

2003年
- ゼノサーガOUTER FILE 03（ジギー）

2004年
- 流行り神 ドラマCD（結城輝義）
- Remember11 プロフェシー・コレクションVol.1-3（黄泉木聖司）
- Remember11 ドラマCD（黄泉木聖司）

2006年
- 灼眼のシャナ Assorted Shana VOL.I, VOL.III（アラストール）
- DEATH GAME -獣王星- 特別編（バルドル）※獣王星VOL.4 初回限定版特別特典CD
- 任侠伝 渡世人一代記 ドラマCD〜風来の蓮次〜（仲町屋藤八郎）

2007年
- 武装錬金（キャプテンブラボー）

2008年
- 灼眼のシャナII -Second- アニメージュスペシャルドラマCD「迷子の迷子のゆうじ君」（アラストール）

2009年
- 電撃学園RPG キズナの冒険（アラストール）

2010年
- キューティクル探偵因幡（ロレンツォ）
- ひまわり（日向宗一郎）
- FINAL FANTASY XIII Episode Zeroシリーズ（サッズ）
  - FINAL FANTASY XIII Episode Zero -Promise- Story01 -ENCOUNTER-
  - FINAL FANTASY XIII Episode Zero -Promise- Fabula Nova Dramatika α
  - FINAL FANTASY XIII Episode Zero -Promise- Fabula Nova Dramatika Ω

2012年
- オジサマ専科 Vol.6 Escape to the Future〜明日への脱出〜（甘利京介）
- キューティクル探偵因幡 第3巻（ロレンツォ）
- 灼眼のシャナF SUPERIORITY SHANA III Vol.1 , Vol.3（アラストール）

2015年
- ストライクウィッチーズ Operation Victory Arrow vol.3 アルンヘムの橋 Amazon.co.jp限定版特典 後日談ドラマCD「ミッドナイト・イン・パ・ド・カレー」（ジャン＝ポール・パスパルトゥ）

2016年
- 長屋王残照記（藤原不比等）

2018年
- オジサマ専科 Vol.16 今宵、月明かりのテラスで〜in the moonlight terrace〜（秀峰寺新市）

### 吹き替え

#### 担当俳優
アレック・ボールドウィン
- ゲッタウェイ（1994年） - ドク・マッコイ ※ソフト版
- シャドー（1995年） - ラモント・クランストン ＝ シャドー ※ソフト版
- 冷たい月を抱く女（1996年） - ジェド・ヒル ※テレビ東京版
- ゲッタウェイ（1997年） - ドク・マッコイ ※テレビ朝日版
- マーキュリー・ライジング（1999年） - ニコラス・クドロー ※ソフト版
- レッド・オクトーバーを追え!（1999年） - ジャック・ライアン ※テレビ朝日版
- 劇場版 きかんしゃトーマス 魔法の線路（2000年） - Mr.コンダクター

アンディ・ガルシア
- アンタッチャブル（1990年） - ジョージ・ストーン ※フジテレビ版
- 靴をなくした天使 - ジョン・ババ ※ソフト版（1993年）、日本テレビ版（1997年）
- ゴッドファーザー PART III（1994年） - ヴィンセント・マンシーニ ※フジテレビ版
- デンバーに死す時（1996年） - “聖人”ジミー
- ブラック・レイン（1996年） - チャーリー・ヴィンセント ※フジテレビ版
- 靴をなくした天使 - ジョン・ババ ※日本テレビ版（1997年）
- 悪魔たち、天使たち（1997年） - ルーベン・パルティダ・マルティネス / ロバート・マーティン

ウィリアム・アザートン
- 天国からの復讐（不明） - コルト・ヴァン・オーウェン※テレビ東京版
- ダイ・ハード（1989年） - リチャード・ソーンバーグ ※ソフト版
- ダイ・ハード2（1990年） - リチャード・ソーンバーグ ※ソフト版
- ダイ・ハード2（1994年） -リチャード・ソーンバーグ ※テレビ朝日版（日本語吹替完全版Blu-rayBOXに収録）

ウィル・スミス
- メン・イン・ブラックシリーズ- ジェームズ・ダレル・エドワーズ ＝ エージェントJ
  - メン・イン・ブラック（1998年）※劇場公開版
  - メン・イン・ブラック2（2002年）※劇場公開版
  - メン・イン・ブラック3（2012年）※劇場公開版（ソフト収録）

- シャーク・テイル（2004年） - オスカー※予告編のみ
- 幸せのちから（2007年） - クリス・ガードナー ※ソフト版
- アイ・アム・レジェンド（2008年） - ロバート・ネビル ※ソフト版
- ハンコック（2008年） - ロバート・ハンコック
- ジェミニマン（2019年） - ヘンリー・ブローガン※劇場公開版

ウィレム・デフォー
- スピード2（1998年） - ジョン・ガイガー ※ソフト版
- 処刑人（2001年） - ポール・マキシミリアン・スメッカー
- ボブ・クレイン 快楽を知ったTVスター（2004年） - ジョン・ヘンリー・カーペンター
- 処刑人II（2010年） - ポール・マキシミリアン・スメッカー
- デイブレイカー（2011年） - ライオネル・コーマック

ヴィンス・ヴォーン
- ドッジボール（2005年） - ピーター・ラ・フルール
- ハニーVS.ダーリン 2年目の駆け引き（2007年） - ゲリー・グロボウスキー
- Mr.&Mrs. スミス（2010年） - エディ ※テレビ朝日版（日本語吹替完全版BD収録）
- エイリアン バスターズ（2013年） - ボブ・マカリスター
- ザ・スイッチ（2021年） - バーニー・ギャリス / ブリスフィールド・ブッチャー

ウェズリー・スナイプス
- デモリションマン（1994年） - サイモン・フェニックス ※ソフト版
- マネー・トレイン（1996年） - ジョン ※ソフト版
- デモリションマン（1997年） - サイモン・フェニックス ※テレビ朝日版（日本語吹替音声追加収録版ブルーレイに収録）
- ザ・ファン（1998年） - ボビー・レイバーン ※テレビ朝日版
- ドロップ・ゾーン（1998年） - ピート・ネシップ ※テレビ朝日版
- デス・ゲーム2025（1999年） - オビケ・フィックス
- ホワイトハウスの陰謀（1999年） - ハーラン・リージス ※テレビ朝日版
- ワン・ナイト・スタンド（1999年） - マックス・カーライル
- 追跡者（2001年） - マーク・シェリダン ※テレビ朝日版
- マネー・トレイン（2001年） - ジョン ※テレビ朝日版
- フェイス・イン・ラブ（2002年） - フランクリン・スウィフト
- デッドロック（2004年） - モンロー・ハッチェンス
- エクスペンダブルズ3 ワールドミッション（2015年） - ドクター・“ドク”・デス
- ルディ・レイ・ムーア（2019年） - ダーヴィル・マーティン
- 星の王子 ニューヨークへ行く2（2021年） - イジー将軍

エディ・マーフィ
- おかしな関係（不明） - T・M・ランドリー中尉 ※テレビ版（DVD収録）
- ビバリーヒルズ・コップ3（1995年） - アクセル・フォーリー ※ソフト版
- ナッティ・プロフェッサー クランプ教授の場合（1997年） - クランプ教授 / バディなど ※ソフト版
- ヴァンパイア・イン・ブルックリン（1998年） - マクシミリアン / ポーリー牧師 / グイド ※ビデオ版
- ドクター・ドリトル（1999年） - Dr.ドリトル ※ソフト版
- ビッグムービー（2000年） - キット / ジフ
- エディ&マーティンの逃走人生（2001年） - レイ・ギブソン
- ドクター・ドリトル2（2001年） - Dr.ドリトル ※ソフト版
- ナッティ・プロフェッサー2 クランプ家の面々（2001年） - クランプ教授 / バディなど ※ソフト版
- デイブは宇宙船（2009年） - デイブ・ミン・チャン / 船長
- エディ・マーフィの劇的1週間（2009年） - エヴァン・ダニエルソン

エリック・ロバーツ
- スペシャリスト（1995年） - トマス・レオン ※ソフト版
- ヘブンズ・プリズナー（1996年） - ババ・ロック ※ビデオ版
- ジュラシック・シティ（2002年） - ジム・タナー
- DOA/デッド・オア・アライブ（2007年） - ヴィクター・ドノヴァン

カート・ラッセル
- 潮風のいたずら（1993年） - ディーン・プロフィット ※TBS版
- テキーラ・サンライズ（1993年） - ニック・フレシア ※フジテレビ版
- スターゲイト（1996年） - ジャック・オニール大佐 ※フジテレビ版
- エスケープ・フロム・L.A.（2000年） - スネーク・プリスキン ※フジテレビ版

サミュエル・L・ジャクソン
- ロング・キス・グッドナイト（2000年） - ミッチ・ヘネシー ※フジテレビ版
- 交渉人（2001年） - ダニー・ローマン ※テレビ朝日版
- ピアノ・レッスン（2024年） - ドーカー・チャールズ

ジェームズ・ウッズ
- サルバドル/遥かなる日々（1989年） - リチャード・ボイル ※フジテレビ版
- 特攻サンダーボルト作戦（1989年） - サミー・バーグ ※テレビ版（DVD収録）
- 誘導尋問（1996年） - ダニエル・デイヴィス
- 未来サイエンス（2014年） - ナビゲーター ※ディスカバリーチャンネル

ジム・キャリー
- エース・ベンチュラ（1994年） - エース・ベンチュラ ※ソフト版
- エース・ベンチュラ2/ジム・キャリーのエースにおまかせ!（1996年） - エース・ベンチュラ
- ケーブルガイ（1997年） - ケーブルガイ

ジョー・パントリアーノ
- バッドボーイズ（1996年） - ハワード警部 ※ソフト版
- バウンド（1998年） - シーザー ※ソフト版
- バッドボーイズ2バッド（2004年） - ハワード警部 ※ソフト版
- unknown/アンノウン（2006年） - 縛られている男
- バッドボーイズ フォー・ライフ（2020年） - ハワード警部
- バッドボーイズ RIDE OR DIE（2024年） - ハワード警部

ジョン・C・ライリー
- ステート・オブ・グレース（1991年） - スティービー・マクガイア ※ビデオ版
- ウォーク・ハード ロックへの階段（2008年） - デューイ・コックス
- 俺たちステップ・ブラザース -義兄弟-（2009年） - デール・ドーバック
- バッドトリップ! 消えたNO.1セールスマンと史上最悪の代理出張（2012年） - ディーン・ジーグラー

ジョン・トラヴォルタ
- フェイス/オフ（2000年） - ショーン・アーチャー ※フジテレビ版
- マッド・シティ（2001年） - サム・ベイリー ※フジテレビ版
- ママの遺したラヴソング（2007年） - ボビー・ロング

スタンリー・トゥッチ
- ベートーベン（1995年） - ヴァーノン ※日本テレビ版
- リストランテの夜（1997年） - セコンド
- ラビリンス 抜け出せないふたり（2015年） - フレッド

スティーヴ・グッテンバーグ
- スリーメン&ベビー（1991年）（マイケル・ケラム）※フジテレビ版
- ひとりっ娘2（1997年）（ロジャー・キャラウェイ）※ソフト版
- キャスパー:誕生編（1997年）（ティム・カーソン）

ダニエル・ボールドウィン
- サイキック・ターゲット（1999年） - ポール・ハーパー
- パンドラ・プロジェクト（1999年） - ジョン・レイシー
- ワイルドグリズリー（2000年） - ハーラン・アダムズ

チャーリー・シーン
- ウォール街（1991年） - バド・フォックス ※フジテレビ版
- ハートに火をつけて（1991年） - ボブ ※ソフト版
- メジャーリーグ2（1995年） - リッキー・ボーン
- キング・オブ・ハーレー（1996年） - ダン・サクソン ※テレビ東京版

テッド・ダンソン
- 今ひとたび（1990年） - ラリー・コジンスキー
- クリープショー（1992年） - ハリー・ウェントワース ※テレビ版
- メイド・イン・アメリカ（1994年） - ハルバート・“ハル”・ジャクソン
- スリーメン&リトルレディ（1996年） - ジャック・ホールデン ※日本テレビ版

トム・ハンクス
- フォレスト・ガンプ/一期一会（1995年） - フォレスト・ガンプ ※ソフト版（江原初のハンクスの吹き替え）
- アポロ13（1996年） - ジム・ラヴェル ※ソフト版
- めぐり逢えたら（1997年） - サム・ボールドウィン ※フジテレビ版
- プライベート・ライアン（1999年） - ジョン・H・ミラー大尉 ※ソフト版
- グリーンマイル（2000年） - ポール・エッジコム ※ソフト版
- フォレスト・ガンプ/一期一会（2000年） - フォレスト・ガンプ ※フジテレビ版
- ユー・ガット・メール（2001年） - ジョー・フォックス ※フジテレビ版
- グリーンマイル（2002年） - ポール・エッジコム ※フジテレビ版
- アポロ13（2003年） - ジム・ラヴェル ※フジテレビ版
- キャッチ・ミー・イフ・ユー・キャン（2003年） - カール・ハンラティ捜査官
- ロード・トゥ・パーディション（2003年） - マイケル・サリヴァン
- プラネタリウム番組 星空へのパスポート（2004年） - ナレーション
- レディ・キラーズ（2004年） - ゴースウェイト・ヒギンソン・ドア教授
- ターミナル（2005年） - ビクター・ナボルスキー ※ソフト版
- ウォーキング・オン・ザ・ムーン 3D（2006年） - ナレーター ※劇場公開版
- ダ・ヴィンチ・コード（2006年） - ロバート・ラングドン ※劇場公開版（ソフト収録）
- ザ・シンプソンズ MOVIE（2007年） - トム・ハンクス本人 ※劇場公開版（ソフト収録）
- ザ・シンプソンズ MOVIE（2007年） - トム・ハンクス本人 ※オリジナル版（ソフト収録）
- ターミナル（2008年） - ビクター・ナボルスキー ※フジテレビ版
- チャーリー・ウィルソンズ・ウォー（2008年） - チャーリー・ウィルソン
- ダ・ヴィンチ・コード（2009年） - ロバート・ラングドン ※フジテレビ版
- 天使と悪魔（2009年） - ロバート・ラングドン ※劇場公開版（ソフト収録）
- ものすごくうるさくて、ありえないほど近い（2012年） - トーマス・シェル
- キャプテン・フィリップス（2013年） - リチャード・フィリップス※劇場公開版（ソフト収録）
- リンカーン大統領暗殺の真相（2013年） - ナビゲーター/ナレーター ※ナショナルジオグラフィックチャンネル版(DVDには未収録)
- THE '70s/テレビネットワーク（2016年） - 本人 ※スターチャンネル版
- THE '70s/ミュージック・レボリューション（2016年） - 本人 ※スターチャンネル版
- ブリッジ・オブ・スパイ（2016年） - ジェームズ・ドノヴァン
- インフェルノ（2016年） - ロバート・ラングドン ※劇場公開版（ソフト収録）
- 王様のためのホログラム（2017年） - アラン・クレイ
- ザ・サークル（2018年） - イーモン・ベイリー
- ペンタゴン・ペーパーズ/最高機密文書（2018年） - ベン・ブラッドリー
- グレイハウンド（2020年） - アーネスト・クラウス
- 幸せへのまわり道（2020年） - フレッド・ロジャース
- ハドソン川の奇跡（2020年） - チェスリー・“サリー”・サレンバーガー ※ザ・シネマ版
- この茫漠たる荒野で（2021年） - ジェファーソン・カイル・キッド
- ブレイン・ゲーム スターの頭脳チャレンジ!（2021年） - 本人 ※ナショナル・ジオグラフィック版
- フィンチ（2021年） - フィンチ・ワインバーグ
- エルヴィス（2022年） - トム・パーカー大佐
- ピノキオ（2022年） - ゼペットじいさん
- オットーという男（2023年） - オットー
- アステロイド・シティ（2023年） - スタンリー・ザック

ニコラス・ケイジ
- アパッチ（1993年） - ジェイク・プレストン ※テレビ朝日版
- あなたに降る夢（1994年） - チャーリー・ラング
- 不機嫌な赤いバラ（1995年） - ダグ・チェズニック
- 8mm（1999年） - トム・ウェルズ
- アントブリー（2006年） - ゾック

ハビエル・バルデム
- 宮廷画家ゴヤは見た（2009年） - ロレンゾ修道士
- 食べて、祈って、恋をして（2011年） - フェリペ
- 悪の法則（2013年） - ライナー ※劇場公開版（ソフト収録）

ピーター・マクニコル
- アリー my Love（1998年） - ジョン・ケージ
- ビーン（2000年） - デヴィッド・ラングレー ※フジテレビ版
- CSI:サイバー（2015年） - サイモン・シフター

ピアース・ブロスナン
- テロリスト・ゲーム2/危険な標的（1999年） - マイケル・グラハム ※フジテレビ版
- トーマス・クラウン・アフェアー（2000年） - トーマス・クラウン ※ソフト版
- 007 トゥモロー・ネバー・ダイ（2001年） - ジェームズ・ボンド ※フジテレビ版（TV吹替初収録特別版DVDに収録）

ビリー・ゼイン
- バックラッシュ（1998年） - リック・モーガン
- タイタニック（2001年） - キャルドン・ホックリー ※フジテレビ旧版
- インビンシブル（2003年） - オース

ビル・パクストン
- プレデター2（1991年） - ジェリー・ランバート ※ソフト版
- エイリアン2（1992年） - ウィリアム・ハドソン ※ビデオ・DVD版
- プレデター2（1994年） - ジェリー・ランバート ※テレビ朝日版（日本語吹替完全版Blu-rayBOX収録）
- トゥルーライズ（1995年） - サイモン ※ソフト版

ビル・マーレイ
- パラダイス・アーミー（1989年） - ジョン・ウィンガー ※テレビ版（江原初のマーレイの吹き替え）
- 3人のゴースト（1991年） - フランク・クロス ※フジテレビ版
- ゴーストバスターズ2（1992年） - ピーター・ヴェンクマン博士 ※フジテレビ版（日本語吹替完全収録版Blu-ray BOX収録）
- 恋に落ちたら…（1993年） - フランク・マイロ
- エド・ウッド（1995年） - バニー・ブレッキンリッジ
- 小さな贈りもの（1997年） - ジャック・コークラン
- キングピン/ストライクへの道（1998年） - アーニー・“ビッグ・アーン”・マクラケン ※ビデオ版
- スペース・ジャム（1998年） - 本人
- 知らなすぎた男（1999年） - ウォレス・リッチー
- ワイルドシングス（1999年） - ケン・ボウデン ※ソフト版
- クレイドル・ウィル・ロック（2001年） - トミー・クリックショウ
- チャーリーズ・エンジェル（2001年） - ジョン・ボスレー ※ソフト版
- ロスト・イン・トランスレーション（2004年） - ボブ・ハリス
- ダージリン急行（2008年） - ビジネスマン
- ヴィンセントが教えてくれたこと（2016年） - ヴィンセント・マッケンナ
- ミケランジェロ・プロジェクト（2016年） - リチャード・キャンベル
- オン・ザ・ロック（2020年） - フェリックス
- 史上最高のカンパイ! 〜戦地にビールを届けた男〜（2022年） - 大佐
- アントマン&ワスプ:クアントマニア（2023年） - クライラー卿

ブルース・キャンベル
- スパイダーマンシリーズ
  - スパイダーマン（2002年） - リングアナ
  - スパイダーマン2（2004年） - スノーティ・アッシャー
  - スパイダーマン3（2007年） - フレンチレストランの支配人

- バーン・ノーティス 元スパイの逆襲（2008年 - 2014年） - サム・アックス
- 死霊のはらわた リターンズ（2016年 - 2018年） - アッシュ・ウィリアムズ
- ドクター・ストレンジ/マルチバース・オブ・マッドネス（2022年） - ピザ・パパ

ヘンリー・ツェニー
- ミッション:インポッシブルシリーズ
  - ミッション:インポッシブル（2003年） - ユージーン・キトリッジ（指令の声）※テレビ朝日版
  - ミッション:インポッシブル/デッドレコニング PART ONE（2023年） - ユージーン・キトリッジ
  - ミッション:インポッシブル/ファイナル・レコニング（2025年） - ユージーン・キトリッジ

- メントーズ〜世界の偉人たちからのメッセージ〜（2005年） - ルートヴィヒ・ヴァン・ベートーヴェン

マーティン・ショート
- 3人の逃亡者（1993年） - ネッド・ペリー ※フジテレビ版
- 花嫁のパパ（1993年） - フランク・エッゲルホッファー
- 花嫁のパパ2（1996年） - フランク・エッゲルホッファー
- ジャングル 2 ジャングル（1998年） - リチャード・ケンプスター

マーティン・ローレンス
- ブーメラン（1996年） - タイラー・ホーキンス※フジテレビ版
- ビッグママ・ハウス（2001年） - マルコム・ターナー ＝ ビッグ・ママ
- オープン・シーズン（2006年） - ブーグ ※特報1予告編のみ
- ビッグママ・ハウス2（2006年） - マルコム・ターナー ＝ ビッグ・ママ
- ビッグママ・ハウス3（2011年） - マルコム・ターナー ＝ ビッグ・ママ

マイケル・ダディコフ
- 地獄からの生還/プラトーン・リーダー（1991年） - ジェフ・ナイト少尉 ※テレビ朝日版
- ソルジャー・ボーイズ（1997年） - ハワード・トリヴァー少佐
- クラッシュ・ダイブ 急速潜航（1999年） - ジェームズ・カーター ※フジテレビ版
- クラッシュ・ダイブ II 沈黙の潜水艦（2001年） - ジェイク・フラー ※フジテレビ版

マイケル・ムーア
- ボウリング・フォー・コロンバイン（2003年） - 本人 ※ソフト版
- 華氏911（2004年） - 本人
- シッコ（2008年） - 本人

ミゲル・フェラー
- C.A.T.スクワッド/対武装テロ襲撃班 ハイテク要塞コマンドー指令（1989年） - ポール・カイリー ※テレビ東京版
- ツイン・ピークス（1991年） - アルバート・ローゼンフィールド
- ホット・ショット2（1996年） - ハービンジャー ※テレビ朝日版
- ツイン・ピークス The Return（2017年） - アルバート・ローゼンフィールド

レイフ・ファインズ
- ハリー・ポッターと炎のゴブレット（2005年） - ヴォルデモート卿 ※劇場公開版（ソフト収録）
- ハリー・ポッターと不死鳥の騎士団（2007年） - ヴォルデモート卿 ※劇場公開版（ソフト収録）
- ハリー・ポッターと死の秘宝 PART1（2010年） - ヴォルデモート卿 ※劇場公開版（ソフト収録）
- ハリー・ポッターと死の秘宝 PART2（2011年） - ヴォルデモート卿 ※劇場公開版（ソフト収録）
- ハリー・ポッター20周年記念: リターン・トゥ・ホグワーツ（2022年） - 本人

ロバート・イングランド
- エルム街の悪夢（1988年） - フレディ・クルーガー ※フジテレビ版
- フォード・フェアレーンの冒険（1991年） - スマイリー
- フレディVSジェイソン（2004年） - フレディ・クルーガー ※ソフト版

ロバート・パトリック
- ターミネーター2（1993年） - T-1000 ※フジテレビ版（BDプレミアムエディションver.2.0＆特別編(日本語吹替完全版)＆特別編アルティメット・エディション収録）
- ダブルドラゴン（1995年） - コガ・シューコー ※VHS版
- 素顔のままで（2000年） - ダレル・グラント ※テレビ朝日版

ロビン・ウィリアムズ
- グッドモーニング, ベトナム（1993年） - エイドリアン・クロンナウア ※フジテレビ版（本作で初担当）
- いまを生きる（1994年） - ジョン・キーティング ※フジテレビ版
- 9か月（1996年） - Dr.コスヴィッチ
- ジュマンジ（1996年） - アラン・パリッシュ ※ビデオ・DVD版
- 野性発見の旅 〜イルカとロビン・ウィリアムス〜（1996年） - 本人 ※NHKドキュメンタリー
- ジュマンジ（1998年） - アラン・パリッシュ ※フジテレビ版（デラックスエディションBD収録）
- ミセス・ダウト（1998年） - ダニエル・ヒラード ＝ ミセス・ダウトファイアー ※フジテレビ版
- アンドリューNDR114（2000年） - アンドリュー ※ソフト版
- ジュマンジ（2000年） - アラン・パリッシュ ※テレビ朝日版
- 聖なる嘘つき（2000年） - ジェイコブ・ハイエム
- ジャック（2001年） - ジャック・パウエル ※フジテレビ版
- ストーカー（2003年） - サイ・パリッシュ
- RV（2006年） - ボブ・マンロー
- インソムニア（2006年） - ウォルター・フィンチ ※テレビ東京版
- ジュマンジ（2006年） - アラン・パリッシュ ※BD・新DVD版
- 最高のともだち（2009年） - パパス
- ロビン・ウィリアムズのもしも私が大統領だったら…（2009年） - トム・ドブズ
- Curiosity：好奇心の扉「薬物が人体におよぼす影響とは?」（2011年） - ナビゲーター ※ディスカバリーチャンネル

#### 映画（吹き替え）
1976年
- 野生の眼/世紀末猟奇地帯 ※テレビ東京（当時は東京12チャンネル）版

1984年
- カー・ウォッシュ（ダディ・リッチ〈リチャード・プライヤー〉、タクシー運転手〈クラレンス・ミューズ〉）※TBS版
- オレはギャング ガーディニア（ギトー〈レナト・バッソボンディーニ〉、マッシモ、乞食、組織の男3）※TBS版

1985年
- 風に向って走れ（コナー）※フジテレビ版
- 殺人鬼 ※テレビ朝日版
- 追悼のメロディ（タクシー運転手〈シャルル・ジェラール〉）※テレビ朝日版
- スリーピング・モンキー/睡拳（男1〈チュー・クヨン〉、子分4、男9、弟子3、チンピラ2）※テレビ東京版
- 炎のランナー（ヘンリー・スタラード〈ダニエル・ジェロル〉）※TBS版（ソフト収録）
- ポーキーズ（ロイ・ブラケットコーチ〈ボイド・ゲインズ〉）※テレビ東京版
- マッドライダー（チャーリー、貯水池の管理者）※テレビ東京版（ソフト収録）
- 名探偵ベンジー（フレディ〈アラン・スーズ〉）※テレビ東京版

1986年
- スターフライト・ワン（マーチン〈ゲイリー・ベイヤー〉）※TBS版
- エマニュエル ※フジテレビ版
- おかしな泥棒 ディック&ジェーン（ラオール・エステバン〈ハンク・ガルシア〉）※テレビ朝日版
- 恐竜島の秘密（ジェフ・モーガン〈イアン・セラ〉）※フジテレビ版
- シャドー - 1982年の映画（ジェルマニ刑事〈ジュリアーノ・ジェンマ〉）※TBS版（HDリマスターDVD&HDリマスター特別版BD収録）
- バイオレンス・アイランド（ゲイリー〈リチャード・カンター〉）※テレビ東京版
- パトカー・ハイウェイ ※テレビ東京版
- ローズ（浴場係員〈ヴィクター・アルゴ〉、ビリー・レイのバンドメンバー〈バイロン・バーライン〉、ダイナーの男、司会）※TBS版（ソフト収録）
- わたしは女優志願（ゴードン〈ランス・ゲスト〉）※TBS版

1987年
- SF謎の宇宙船遭遇（ルー・プライス〈ジェームズ・ハンプトン〉、男7）※日本テレビ版
- 海底20000マイル（ネッド・ランド〈カーク・ダグラス〉）※バンダイ版
- 吸血エイリアン・宇宙からの警告 ※テレビ東京版
- 吸血鬼ノスフェラトゥ（シュレーダー〈カーステン・ボディヌス〉、貴族）※フジテレビ版
- 恐竜伝説ベイビー（ジョージ・ルーミス〈ウィリアム・カット〉）※バンダイ版
- 小びとの森の物語（ルーファス〈エド・ウィン〉、ラムジー〈ジェローム・コーワン〉、ガソリンスタンド店員〈アルヴィ・ムーア、ギル・ラム〉）※ビデオ版
- コマンドー軍団2（ホモザ大統領〈サバス・エレーロ〉、ペペ〈トム・ファン・パッテン〉）※テレビ東京版
- ザ・フライ/ハエ男の恐怖（エジュート医師〈ユージン・ボーデン〉、精神科医〈チャールズ・タネン〉）※日本テレビ版
- シャム猫FBI/ニャンタッチャブル（グレゴリー・ベンソン〈ロディ・マクドウォール〉、ケリー〈カール・ヘルド〉）※バンダイ版
- スーパー念力マン（バリー〈ミッチ・クラインデル〉）※日本テレビ版
- スプラッシュ（ドアマン〈トニー・ディ・ベネデット〉）※フジテレビ版
- 空の大怪獣Q（教授〈ラリー・パイン〉、バーのマスター、窓拭き、警官）※テレビ東京版（放送タイトルは「襲う巨大怪鳥」。BD収録）
- 宝島（レッドルース〈ジョン・グレッグソン〉、グレイ〈アンドリュー・ブラケット〉、モーガン〈ウィリアム・デヴリン〉、ナレーター）※ビデオ版
- 難破船（ビル・ゲイ〈ウィルフレッド・ブランビル〉、アイルランド人〈バリー・キーガン〉、南アメリカのガイド〈デイビット・スペンサー〉、船の警備員〈ノーマン・バード〉）
- ネバー・クライ・ウルフ（マイク〈サムソン・ホーラ〉、ハンター2〈ウォーカー・スチュアート〉）※バンダイ版
- プロジェクトA（沿岸警備隊員、社交クラブ支配人）※テレビ朝日版（ソフト収録）
- ベッドかざりとほうき（ブックマン〈サム・ジャッフェ〉、ヘラー大佐〈ジョン・エリクソン〉、グリア大尉〈アーサー・グールド＝ポーター〉）※バンダイ版
- マイ・サイエンス・プロジェクト（マイケル・ハーラン〈ジョン・ストックウェル〉）※バンダイ版
- 魔法のアニメ王国 ディズニー・スタジオ 〜フル・アニメのできるまで〜（アル〈アラン・ラッド〉、ナレーション、ニック）※バンダイ版
- むく犬ディグビー（マスターズ大佐〈ディンズデイル・ランデン〉、チャーリー〈チャーリー・ヤング・アトム〉、CMナレーション）※ビデオ版
- ピートとドラゴン（ターミナス博士〈ジム・デール〉）※ソフト版

1988年
- 悪魔の改造人間（カール・レーマン＝フランケンシュタイン〈デヴィッド・マキルレース〉）※テレビ東京版
- インフェルノ（カルロ〈ガブリエル・ラヴィア〉）※テレビ東京版（ソフト収録）
- エイリアン2（マーク・ドレイク〈マーク・ロルストン〉、救助隊リーダー〈スチュアート・ミリガン〉）※TBS版（日本語吹替完全版Blu-rayBOXに収録）
- クリーチャー（ジョン・フェンネル〈ロバート・ジャッフェ〉）※テレビ東京版
- カンフーキッド/好小子（クアゴー）※日本テレビ版
- サーカス天国（アンドレ・プロバシュカ〈J・ドン・ファーガソン〉）※TBS版
- ショート・サーキット（ベン・ヤビタヤ〈フィッシャー・スティーブンス〉）※フジテレビ版（ソフト収録）
- ダンサー（トニー・セルゲエフ〈ミハイル・バリシニコフ〉）※ビデオ版
- デス・ハント（ネッド・ウォーレン〈ウィリアム・サンダーソン〉、新聞記者〈ショーン・マッキャン〉、猟師1、男2）※フジテレビ版
- ドクターズ・アカデミー 全員暴走中!（カルロス〈ロバート・ロマナス〉）※テレビ東京版
- ドレスの下はからっぽ（ボブ・クレイン〈トム・シャンリー〉）※テレビ東京版
- バイオ・インフェルノ（ボブ〈リック・ロソヴィッチ〉）※テレビ東京版
- ハンボーン（ブライアン・ハリス〈ロバート・ウォーカー・Jr〉、カウンター係〈ハップ・ローレンス〉、脱獄犯スキップ〈ロバート・フィーロー〉、バイクの男〈ロバート・マイケルズ〉）※フジテレビ版
- フォー・フレンズ/4つの青春（デヴィッド〈マイケル・ハドルストン〉）※日本テレビ版
- 不思議の国のアリス（白ウサギ〈マイケル・クロフォード〉）※ビデオ版
- フランティック（ガイヤール〈ジェラール・クライン〉）※ソフト版
- モモ（エージェントBLW/553X〈シルヴェスター・グロート〉）※ビデオ版
- ロッキー・ホラー・ショー（フランクン・フルター博士〈ティム・カリー〉）※テレビ版（製作35周年記念Blu-ray Discに収録）

1989年
- アーネスト、クリスマスを救え!（ブラッド〈ラリー・フランサー〉、タクシー客〈バリー・ブレイゼル〉、逮捕する巡査〈ジョー・キャンデローラ〉、動物管理局員2〈ダニエル・バトラー〉）
- 赤毛のアン（フィリップス先生〈ポール・ブラウン〉）※ソフト版
- 熱き愛に時は流れて（ダニー“ケーク”〈ティモシー・ハットン〉）
- キングサイズ（ジル〈ヨアヒム・ラムザ〉、医者〈リヒャルト・ムロズ〉）
- キング・ソロモンの秘宝2/幻の黄金都市を求めて（ロブソン・クォーターメイン〈マーティン・ラベット〉、ジョージ〈ジョージ・チオタ〉）※フジテレビ版
- ザ・キープ（オスター軍曹〈フィリップ・ジョセフ〉、親衛隊副官〈ヴォルフ・カーラー〉）※日本テレビ版
- ザ・ダイバー/炎の脱出 ※フジテレビ版
- ザ・ビジター（サム・コリンズ〈サム・ペキンパー〉）※TBS版（BD収録）
- 地獄のバトル・コマンドー（捕虜のマーティン〈デヴィッド・ブラス〉）※テレビ朝日版
- 上海ブルース（ドレミ〈ケニー・ビー〉）※ビデオ版
- スパイダーマン プルトニウムを追え（テッド〈スティーヴン・アンダーソン〉）※テレビ朝日版
- スペクターX（キングコング〈サミュエル・ホイ〉）※TBS版
- 大狂乱（ジョーイ〈アレン・ケラー〉、現金出納係〈ジョセフ・ミラー〉）※ビデオ版
- ダイ・ハード（セールスマン〈ロバート・レッサー〉、乗客、SWAT2、リチャード・ソーンバーグ〈ウィリアム・アザートン〉との兼役）※ソフト版
- チャンピオン鷹（キド〈チャン・コッキョン〉）※TBS版
- 沈黙は金 ※TBS版
- ツイ・ハークのゴーストホーム/13日の金曜日の妻たちへ（チャン・ホンタイ〈アンソニー・チェン〉）※ビデオ版
- トップガン（グース〈アンソニー・エドワーズ〉）※フジテレビ版
- 農場の死（ハリー〈リチャード・キュービソン〉、技師2〈ニール・サルヴェージ〉、狩場管理人、運転手C）※毎日放送版
- 八月の鯨（ベックウィズ氏〈フランク・グライムズ〉、若いランドール〈マイク・ブッシュ〉、アーサー・ゴッドフリー）※ビデオ・BD版
- パリ警視J（トントン〈モーリス・バリエール〉、デュマ警視長〈ガブリエル・カタン〉、トニオ〈ステファーヌ・フェラーラ〉、オカマ〈ジャン＝クロード・ドレフュス〉、トリアン兄弟の弟〈ミシェル・ブルール〉、工場長、ポーター、警官2）※日本テレビ版
- ハンガー（チャーリー・ハンフリーズ〈ルーファス・コリンズ〉、スケートの男〈リチャード・ロブルズ〉、ロン〈ジェームズ・オーブリー〉）※TBS版（DVD収録）
- ハンバーガー・ヒル（ハリー・マーフィ〈マイケル・ドラン〉）※TBS版（BD&コレクターズ・エディションDVD収録）
- ビッグ（ポール・ダヴェンポート〈ジョン・ハード〉）※ソフト版
- ファイナル・オプション（デニス〈ジョン・モリソン〉、ウィリアムソン〈ニック・ブリンブル〉、テロリストメンバー、門衛）※テレビ朝日版（BD収録）
- プラトーン（ジュニア〈レジー・ジョンソン〉）※テレビ朝日版
- プリズン（ラザーニャ〈アイヴァン・ケイン〉）※テレビ東京版（DVD収録）
- プレシディオの男たち（ジーク〈マーヴィン・J・マッキンタイア〉）※ソフト版
- プレデター（リック・ホーキンス〈シェーン・ブラック〉）※フジテレビ版（日本語吹替完全版Blu-rayBOXに収録。追加録音部分も担当）
- ホットドッグ（ケンゾー・ヤマモト〈ジェームズ・サイトウ〉）※テレビ東京版
- ポパイ ※フジテレビ版
- ポリスアカデミー5 マイアミ特別勤務（ニック・ラサード〈マット・マッコイ〉）※ソフト版
- 湖の秘宝の謎 ※日本テレビ版
- 名犬ラッシー/ラッシーの“クーガーはともだち”（バート〈バート・ダグラス〉）※ビデオ版
- 名犬ラッシー/ラッシーの大冒険（ジェイク・ホッジス〈パトリック・ウェストウッド〉、トンプキンズ〈パトリック・ウォルツ〉）※ビデオ版
- メジャーリーグ（ブレント・バウデン〈トニー・モッカス・Jr〉）※ソフト版
- 山猫（ガルバルディ軍将軍〈ジュリアーノ・ジェンマ〉）※テレビ朝日新録版
- ラストエンペラー（看守）※テレビ朝日版
- ラスト・キョンシー（キョンシー / 黒オジサン〈ラウ・チュンクォク〉）※ビデオ版

1990年
- オールウェイズ（テッド・ベイカー〈ブラッド・ジョンソン〉）※ビデオ・DVD版
- 火星人ゴーホーム!（マーク・デヴェロー〈ランディ・クエイド〉）
- グレムリン（ロイ・ハンソン先生〈グリン・ターマン〉）※ソフト版
- 汚れなき瞳の中に（大人のフランキー・スカーラッティ〈フランク・ラロッジア〉）
- 殺したい女（アール・モット〈ビル・プルマン〉）※フジテレビ版
- 殺人ゲーム ※テレビ東京版
- サルサ/灼熱のふたり（ケン〈ロドニー・ハーヴェイ〉）
- サンダーブラスト 地上最強の戦車（パンタロ〈ファン・フェルナンデス〉）※テレビ朝日版
- 地獄のエクスタミネーター（チャック〈ケヴィン・ブロフィ〉）※テレビ東京版
- 7月4日に生まれて（スティーヴ・ボイエル〈ジェリー・レヴィン〉）※ビデオ版
- 新・ぼくはむく犬（ウィルビー・ダニエルズ〈ディーン・ジョーンズ〉）※ビデオ版
- 新・老人と海 ※テレビ朝日版
- 砂の惑星（ギルドマン）※テレビ朝日版（BD収録）
- ターゲット（クリス・ロイド＝デレク・ポッター〈マット・ディロン〉）※フジテレビ版
- ダイ・ハード（アーガイル〈デヴロー・ホワイト〉、スポーツアナ）※テレビ朝日版（日本語吹替完全版Blu-rayBOXに収録）
- ダイ・ハード2（男1、パイロット1、リチャード・ソーンバーグ〈ウィリアム・アザートン〉との兼役）※ソフト版
- ダイヤモンド・スカル/華麗なる殺意（ラウル〈マシュー・マーシュ〉）
- テキーラ・サンライズ（アンディ・レオナード〈アリー・グロス〉）※ソフト版
- トラブル・バスター（コニー・ルンキスト＝ルッツゲル・ヨノケル〈ビョルン・スキッフ〉）
- ドリームチャイルド（ジャック・ドーラン〈ピーター・ギャラガー〉）※テレビ朝日版
- 摩天楼はバラ色に（フレッド・メルローズ〈ジョン・パンコウ〉）※フジテレビ版（思い出の復刻版BD収録）
- ノー・マーシィ/非情の愛（アングレス・ライアン〈レイ・シャーキー〉）※テレビ朝日版
- バイオレント・サタデー（ジョセフ・カードン〈クリス・サランドン〉）※テレビ東京版（BD収録）
- バック・トゥ・ザ・フューチャー（デイヴィッド・マクフライ〈マーク・マクルーア〉、教師〈ヒューイ・ルイス〉）※フジテレビ版
- バトルランナー（ハロルド・ヴァイス〈マーヴィン・J・マッキンタイア〉）※テレビ朝日版（BD収録）
- パニッシャー（タローネ〈トッド・ボイス〉）
- ハロウィン4 ブギーマン復活（警備員〈レイモンド・オコナー〉、州警察官1〈ランド・ケネディ〉、ローガン保安官代理〈ジョージ・サリヴァン〉）※ビデオ版
- ハロウィン5 ブギーマン逆襲（トム・ファラー保安官代理〈デヴィッド・アーシン〉、エディ〈フェントン・クイン〉）※ビデオ版
- ビッグ（ポール・ダヴェンポート〈ジョン・ハード〉）※テレビ東京版
- 必殺マグナム（デイヴ・マンザレック〈ミーシャ・ハウザーマン〉、ガード〈デヴィッド・K・ジョンソン〉）※フジテレビ版
- ヒドゥン（サンチェス〈リチャード・ブルックス〉）※テレビ朝日版
- ヘンゼルとグレーテル（パン屋の少年〈ジョシュ・ブランド〉、ジュディ、パンチ）
- ポリスアカデミー6 バトルロイヤル（ニック・ラサード〈マット・マッコイ〉）※ソフト版
- マスターズ/超空の覇者（カーグ〈ロバート・タワーズ〉、冒頭のナレーション）※テレビ東京版
- マネー・ピット（マックス・ベイサード〈アレクサンダー・ゴドノフ〉）※TBS版（BD収録）
- 密殺集団（マーティン・ハイアット検事補〈ダナ・グラッドストーン〉、ハロルド・ルーイン〈ジェームズ・シッキング〉、スタンリー・フラワーズ〈オーティス・デイ〉、処刑人〈キース・バックリー〉）※TBS版（DVD収録）
- ミレニアム/1000年紀（シャーマン〈ロバート・ジョイ〉、墜落現場のリポーター〈ダリル・シャトルワース〉、オーディオ技術者〈ティモシー・ウェッバー〉）※ビデオ版
- むく犬ディグビー（ジェフ・エルドン〈ジム・デイル〉）※テレビ東京版
- メタル・ブルー（ヒックマン〈ジェイソン・ブリッカー〉）※テレビ朝日版
- メル・ブルックスの大脱走（サーシャ〈ジェームズ・”ジプシー”・ハーク〉、カニンガム少佐〈ウィリアム・グローヴァー〉、ドイツ兵11、ドイツ兵22）※TBS版（DVD収録）
- レッド・コップ/ゴーリキーパーク殺人事件 ※テレビ朝日版
- レッドブル（アブデュル・イライジャ〈ブレント・ジェニングス〉）※テレビ朝日版（新盤ソフト収録）
- ロボコップ（レオン・ナッシュ〈レイ・ワイズ〉、TVアナ）※テレビ朝日版（日本語吹替完全版Blu-rayBOXに収録）
- 私が愛したグリンゴ（ロン〈ジム・メッツラー〉）

1991年
- 愛と哀しみの旅路（ハリー・カワムラ〈ロナルド・ヤマモト〉）※ソフト版
- アビス（ハイラム・コフィ大尉〈マイケル・ビーン〉）※フジテレビ版
- イノセントマン/仕組まれた罠（スティーヴィ〈チャールズ・ランドリー〉、整備士、看守、囚人）※ビデオ版
- イントルーダー 怒りの翼（ガフィ〈ダグラス・ロバーツ〉）※ソフト版
- エクスタミネーター（マイケル・ジェファーソン〈スティーヴ・ジェームズ〉）※テレビ東京版（BD収録）
- エクソシスト3（ブルーノ医師〈クリフォード・デイヴィッド〉、侍者〈ケヴィン・コリガン〉、映画館の売店の客）※ビデオ版
- カラーズ 天使の消えた街（バード〈ヘラルド・メヒア〉、バイカー）※テレビ朝日版
- キバリーヒルズ・コップ（マックス・ドルフォ〈クリストファー・ニーム〉）
- キャノンズ（エリス・フィールディング〈ダン・エイクロイド〉）※ビデオ版
- クリスマス・キャロル（ジェイコブ・マーレイ〈フランク・フィンレイ〉、ベルの夫〈ピーター・セトレン〉）※テレビ東京版（Blu-ray収録）
- ゴースト/ニューヨークの幻（サム・ウィート〈パトリック・スウェイジ〉）※ソフト版
- コンクリート・ウォー（エリック・ドレイク / マイケル〈ロバート・プッチ〉）
- サンタリア 魔界怨霊（パロ〈マリック・ボーウェンズ〉）※テレビ朝日版
- シザーハンズ（テレビ司会者〈ジョン・デヴィッドソン〉、心理学者〈アーロン・ラスティグ〉）※ソフト版
- ジミー さよならのキスもしてくれない（ジミーの父〈ポール・コスロ〉）
- 死霊のはらわたII（エド・ゲットリー〈リチャード・ドメイアー〉）※テレビ東京版（思い出の復刻版ブルーレイに収録）
- スーパーコップ90（ラリー・ハモンド警部〈デヴィッド・カルーソ〉）※テレビ東京版
- スカーフェイス（フェルナンド）※テレビ東京版
- チャイニーズ・ウォリアーズ（ヤウダ〈ローウェル・ロー〉）※ビデオ版
- デスロック/戦略ガス兵器を追え!（ジェフ・クーパー〈ジョン・フィン〉）
- 友は風の彼方に（チェン・チン〈チャン・チーフィ〉）※ビデオ版
- ネバーエンディング・ストーリー 第2章（トライ・フェイス〈クリストファー・バートン〉）※ソフト版
- パシフィック・ハイツ（グレッグ〈ルカ・ベルコヴィッチ〉、フロント係〈トニー・シモテス〉、ビル〈D・W・モフェット〉）※ビデオ版
- パニック・イン・スタジアム（マイク・ラムゼイ〈ボー・ブリッジス〉）※テレビ東京版
- ハロウィン・インベーダー/火星人襲来!?（サム・ホクスリー〈ダグラス・バー〉）
- ピーウィーの大冒険（ミッキー〈ジャド・オーメン〉）
- ブルー・グラス（マイケル・フィッツジェラルド〈アンソニー・アンドリュース〉）※TBS版
- プロブレム・チャイルド/うわさの問題児（ベン・ヒーリー〈ジョン・リッター〉）
- マイ・ブルー・ヘブン（カービィ〈ビル・アーウィン〉）
- マグダレーナ/美しき娼婦（バーダー〈ラルフ・ヴァイキンゲル〉）
- マシンガン・ジョニー（ダニー・ヴァーミン〈ジョー・ピスコポ〉）※日本テレビ版
- ミート・ザ・フィーブル 怒りのヒポポタマス（トレヴァー）
- ミラーズ・クロッシング（ミンク〈スティーヴ・ブシェミ〉）
- MOON44（スティーヴンス将軍〈アレック・マードック〉）
- もういちど殺して/キル・ミー・アゲイン（ジャック・アンドリュース〈ヴァル・キルマー〉）※ビデオ版
- ヤングガン（ドク・スカーロック〈キーファー・サザーランド〉）※フジテレビ版（BD&コレクターズエディションDVD収録）

1992年
- アラン・ドロン/私刑警察（ペレ〈パトリック・カタリフォ〉）※テレビ東京版
- アリゲーター2（リッチ・ハーモン巡査〈ウディ・ブラウン〉）※ビデオ版
- エア★アメリカ（ピレリ〈ネッド・アイゼンバーグ〉）※日本テレビ版
- エクスプロラーズ（スターキラー / ワク〈ロバート・ピカード〉）※フジテレビ版（DVD収録）
- クリープショー（ゴミ収集の男2〈トム・サヴィーニ〉、リチャード・グランサム〈ワーナー・シューク〉）※テレビ版
- グレムリン2 新・種・誕・生（アナウンス、ダフィー・ダック）※ソフト版
- ゴールデン・チャイルド（メル・バックマン〈チャールズ・レヴィン〉）※テレビ朝日版
- コールド・ブラッド/殺しの紋章（マイク・バタリア〈ジョン・タトゥーロ〉）
- ザ・フラッシュ/超音速のSF新ヒーロー誕生!（フリオ・メンデス〈アレックス・デザート〉）※テレビ朝日版
- サンダーバード 劇場版（トニー・グラント）
- 蜀山奇傅 天空の剣（雲海和尚〈ダミアン・ラウ〉）※TBS版
- スーパー・タッチダウン（ワイアット・ボードリー〈アンドリュー・ブリニアースキー〉）
- ゾンビコップ（ダグ・ビグロー刑事〈ジョー・ピスコポ〉）※フジテレビ版（ソフト収録）
- 対決（コーポラル〈ウィリアム・マクドナルド〉）※テレビ東京版
- 大災難P.T.A. ※フジテレビ版
- チャイナホワイト（ラスタ〈フランク・シェパード〉）※テレビ東京版
- デッド・エンド/特捜記者ブラティガンの挑戦（アール・ブラティガン〈ブルース・グリーンウッド〉）
- ドク・ソルジャー/白い戦場（シド・ハンドルマン〈フォレスト・ウィテカー〉）
- ドクター（マーレイ・カプラン医師〈マンディ・パティンキン〉）
- ドッグ・イン・パラダイス（ボブ・ボッツィ〈ロベルト・アルピ〉）
- バック・トゥ・ザ・フューチャー PART2（ゴールディー・ウィルソン3世〈ドナルド・フュリラブ〉）※テレビ朝日版（ソフト収録）
- 秘められた好奇心/柔肌に燃える愛の罠（マイロ〈ミケーレ・プラチド〉）※テレビ東京版
- ビリー・バスゲイト（ハーヴィ・プレストン〈ザンダー・バークレー〉）
- ビンゴ!（レニー・スミス〈カート・フラー〉）
- フィービー・ケイツの 私の彼は問題児（フレッド〈リック・メイオール〉）※ビデオ版
- ブロードウェイのダニー・ローズ（ハワード・ストーム）※テレビ朝日版（DVD収録）
- プロブレム・チャイルド2（ベン・ヒーリー〈ジョン・リッター〉）
- ベイビー・トーク ※日本テレビ版
- ペット・セマタリー（パスコー〈ブラッド・グリーンクィスト〉）※フジテレビ版
- 未来世紀ブラジル（ジャック・リント〈マイケル・ペイリン〉、ダウザー〈デリック・オコナー〉）※テレビ朝日版（BD収録）
- メル・ブルックス/逆転人生（プリチャード〈スチュアート・パンキン〉、スペイン語の通訳〈フランク・ローマン〉、救急隊員〈ラリー・シーダー〉）
- メル・ブルックス/珍説世界史PARTI（ジョセファス〈グレゴリー・ハインズ〉、円柱のセールスマン〈バリー・レヴィンソン〉）※テレビ版（ソフト収録）
- 鎧なき騎士（エインズリー・フォザギル〈ロバート・ドーナット〉）※テレビ東京版
- ラスト・ボーイスカウト（チェット〈キム・コーツ〉、ビリー・コール〈ビリー・ブランクス〉）※ソフト版
- 私がウォシャウスキー（マーリー・ライアーソン〈ジェイ・O・サンダース〉）

1993年
- 生きてこそ（ロベルト・カネッサ〈ジョシュ・ハミルトン〉）
- F/X2 イリュージョンの逆転（マイク・ブランドン〈トム・メイソン〉、囚人、男6）※ビデオ版
- ガン・ホー（グーグルマン〈リック・オーバートン〉）※テレビ朝日版（DVD収録）
- クイーンズ・ロジック/女の言い分・男の言い訳（アル〈ジョー・マンテーニャ〉）※ビデオ版
- グレイストーク -類人猿の王者- ターザンの伝説（ジャック・クレイトン卿〈ポール・ジェフリー〉）※テレビ朝日版
- 黒豹天下/ブラックパンサー（黒豹（ブラックパンサー）〈アラン・タン〉）
- ゴースト/ニューヨークの幻（サム・ウィート〈パトリック・スウェイジ〉）※フジテレビ版
- サイドキックス（ジェリー・ガブルスキー〈ボー・ブリッジス〉）※ビデオ版
- サイバーロボ（マーティン・ウッドリング中尉 / オメガ・ワン〈クライド・アンダーソン〉）
- ザ・フラッシュ2/超音速のSFヒーローに謎の怪人が逆襲（フリオ・メンデス〈アレックス・デザート〉）※テレビ朝日版
- 灼熱の女/危険な誘惑（アート・ハンソン〈ロバート・ネイディア〉）※テレビ東京版
- スイスファミリーロビンソン（アーンスト・ロビンソン〈トミー・カーク〉）※ソフト版
- セント・オブ・ウーマン/夢の香り（チャーリー・シムズ〈クリス・オドネル〉）
- ダーク・ハーフ（フレッド・クローソン〈ロバート・ジョイ〉）※ソフト版
- タワー（トニー・マイノット〈ポール・ライザー〉）
- 血と砂（ホアン・ガイヤルド〈クリストファー・ライデル〉）※テレビ東京版
- チャイニーズ・ゴースト・ストーリー2（ウー隊長〈ワイズ・リー〉）※テレビ東京版
- デルタフォース3（リチャード〈マシュー・ペン〉）※テレビ東京版
- ドン・サバティーニ（ビクター・レイ〈ブルーノ・カービー〉）
- ナーズの復讐III ナーズ軍団、最終決戦!（ルイス・“ルー”・スコルニック〈ロバート・キャラダイン〉）
- ニュー・シネマ・パラダイス（イグナシオ〈レオ・グロッタ〉）※フジテレビ版（アスミック発売のインターナショナル版DVD&インターナショナル版デジタル・レストア・バージョンBD収録）
- ネメシス（アレックス・レイン〈オリヴィエ・グラナー〉）※ビデオ・BD版
- ハード・ボイルド 新・男たちの挽歌（ユン警部"テキーラ"〈チョウ・ユンファ〉）※ソフト版
- バニシング・レッド（ジミー・シューシャイン〈マイケル・ポール・チャン〉）※ビデオ版
- ベルボーイ狂騒曲/ベニスで死にそ〜（ベルボーイ〈ブロンソン・ピンチョット〉、『シャーキーズ・マシーン』のビリー・スコア〈ヘンリー・シルヴァ〉、ルチアーノ）
- ポルターガイスト（マーティ〈マーティ・カセロ〉）※TBS版
- 真夜中のラブコール/テレフォンセックス殺人事件（ニック・チッチーニ刑事〈ジェームズ・ルッソ〉）※テレビ東京版
- ラスト・オブ・モヒカン（ダンカン・ヘイワード少佐〈スティーヴン・ウォディントン〉）※ビデオ版
- リトルマン・テイト（ガース・エメリック〈デヴィッド・ハイド・ピアース〉）※ビデオ版
- ロビン・フッド（ロビン・フッド〈ケビン・コスナー〉）※フジテレビ版
- ロボコップ2（マーヴィン・キューザック市長〈ウィラード・E・ピュー〉）※テレビ朝日版

1994年
- うっかり博士の大発明 フラバァ（シェルビー・アシュトン〈エリオット・リード〉）※ソフト版
- 運命の逆転（スティーヴ・ファミグリエッティ〈マイケル・ワイクス〉）※ビデオ版
- エイセス/大空の誓い（ドイル〈ロブ・エステス〉）※フジテレビ版
- エクソシスト3（双子座殺人鬼〈ブラッド・ドゥーリフ〉、患者X〈ジェイソン・ミラー〉）※フジテレビ版
- から騒ぎ（ドン・ジョン〈キアヌ・リーブス〉）
- グローリー（ロバート・グールド・ショー大佐〈マシュー・ブロデリック〉）※日本テレビ版
- サイボーグコップ（フィリップ・ライアン〈トッド・ジェンセン〉）※ビデオ版
- ザ・クライアント 依頼人（バリー・マルダーノ〈アンソニー・ラパーリア〉）※ソフト版
- さらば、わが愛/覇王別姫（ドァン・シャオロウ〈チャン・フォンイー〉）
- JFK（デイヴィッド・フェリー〈ジョー・ペシ〉）※テレビ朝日版
- ジュラシック・パーク（ミスター・DNA〈声：グレッグ・バーソン〉、ビリー〈クリストファー・ジョン・フィールズ〉、パーク内アナウンス、ネドリーの仲間〈ディーン・カンディ〉）
- タンゴ（マリアノ・エスコバル〈マキシム・ルロー〉、トラック運転手〈ジャック・マトゥー〉）※ビデオ版
- ネバーエンディング・ストーリー 第2章（バーニー・ブックス〈ジョン・ウェズリー・シップ〉）※テレビ朝日版
- ハードジャッカー/標高10,000フィートの死闘!（ジャック・ワイルド〈トーマス・イアン・グリフィス〉）※ビデオ版
- バロン（デスモンド/バートホルド〈エリック・アイドル〉）※フジテレビ版
- ブラッド・ピットのヒミツのお願い（エリオット・ファウラー〈ブラッド・ピット〉）※ビデオ版
- ペインテッド・デザート タフ劇場版（コズモ〈ウェイン・ペレ〉）
- ホーム・アローン（マーヴ・マーチャント〈ダニエル・スターン〉）※フジテレビ版（日本語吹替完全版Blu-rayBOX収録）
- マッド・ハウス/珍入者撃退作戦（マーク・バニスター〈ジョン・ラロケット〉）※テレビ東京版
- ミッドナイト・スナイパー/死体なき殺人（ジェリー・ミラー〈マーク・ジョイ〉）※テレビ東京版
- リバー・ランズ・スルー・イット（ニール〈スティーヴン・シェレン〉）
- 流血の絆（モーリス・ベトゥーン〈リシャール・ベリ〉）
- 流血の絆/野望篇（モーリス・ベトゥーン〈リシャール・ベリ〉）
- ローマの休日（マリオ・デラーニ〈パオロ・カルリーニ〉）※フジテレビ新録版

1995年
- 愛がこわれるとき（マーティン・バーニー〈パトリック・バーギン〉）※テレビ朝日版
- アストロ・コップ（ケイ〈ビリー・ドラゴ〉）
- イントルーダー 怒りの翼（ボックスマン〈トム・サイズモア〉）※フジテレビ版
- エッジ・オブ・ダークネス（コディー〈サム・ボトムズ〉）
- キンダガートン・コップ（カレン・クリスプ〈リチャード・タイソン〉）※テレビ朝日版（BD収録）
- JM（スパイダー〈ヘンリー・ロインズ〉）
- ジェロニモ（チャールズ・ゲートウッド〈ジェイソン・パトリック〉）
- 地獄のプリズナー/狙われた美人教師（ゲイリー・ニコルソン〈グレゴリー・ハリソン〉）※テレビ東京版
- シティ・スリッカーズ2/黄金伝説を追え（ミッチ・ロビンス〈ビリー・クリスタル〉）
- ショーシャンクの空に（ヘイウッド〈ウィリアム・サドラー〉）※ソフト版
- 新アンタッチャブル/カポネ・暗黒街の抗争（マイケル・ローク〈キース・キャラダイン〉）※テレビ東京版
- ターミナルフォース/叛逆のサイバーコップ（ケイン〈ボビー・ジョンストン〉）※ビデオ版
- ダブル・インパクト（アレックス〈ジャン＝クロード・ヴァン・ダム〉）※日本テレビ版
- 透明人間（ウォーレン・シングルトン〈スティーヴン・トボロウスキー〉）※テレビ朝日版
- ドク・ハリウッド（ハンク〈ウディ・ハレルソン〉）※フジテレビ版
- ナチュラル・ボーン・キラーズ（ジャック・スキャグネティ〈トム・サイズモア〉）
- ノー・エスケイプ（ステファーノ〈ケヴィン・J・オコナー〉）※ビデオ・DVD版
- ハートブレイク・リッジ 勝利の戦場（スティッチ・ジョーンズ伍長〈マリオ・ヴァン・ピーブルズ〉）※テレビ朝日版
- バットマン（アレクサンダー・ノックス〈ロバート・ウール〉）※テレビ朝日版
- プレタポルテ（ジョー・フリン〈ティム・ロビンス〉）
- プロジェクト・イーグル（フランク〈マーク・エドワード・キング〉）※テレビ朝日版
- ベイビーズ・デイアウト/赤ちゃんのおでかけ（エディ〈ジョー・マンテーニャ〉）
- ブロンディー/女銀行強盗（ロイ・スウィーニー〈ニック・サーシー〉）※テレビ版
- ボディガード（サイ・スペクター〈ゲイリー・ケンプ〉）※フジテレビ版
- ホワイトハウス狂騒曲（アーマンド〈ヴィクター・リバース〉）※フジテレビ版
- ヤングガン2（ドク・スカーロック〈キーファー・サザーランド〉）※フジテレビ版（BD収録）
- ラスト・ボーイスカウト（マイロ〈テイラー・ネグロン〉）※フジテレビ版

1996年
- 愛の奴隷（マリオ〈パトリシオ・コントレアス〉）
- 青いドレスの女（マウス・アレクサンダー〈ドン・チードル〉）
- アラクノフォビア ※フジテレビ版
- 殺人核弾頭キングコブラ（トラヴィス・ブラックストーン〈ロレンツォ・ラマス〉）※テレビ東京版
- オセロ（ロドヴィコ〈マイケル・シーン〉）
- カジュアリティーズ（トニー・ミザーブ軍曹〈ショーン・ペン〉）※フジテレビ版
- 刑事ジョー ママにお手上げ（ロス〈J・ケネス・キャンベル〉）※フジテレビ版
- 刑事ベルモア/共謀者（カート・ベルモア刑事〈ジェフ・ウィンコット〉）
- 心の旅（ブルース〈ブルース・アルトマン〉）※フジテレビ版
- コピーキャット（ダリル・リー・カラム〈ハリー・コニック・ジュニア〉）※ソフト版
- サイボーグコップ3（セイント〈フランク・ザカリーノ〉）
- ザ・インターネット（ドクター・アラン・チャンピオン〈デニス・ミラー〉）※ソフト版
- ザ・チェイス（ドブスー巡査〈ヘンリー・ロリンズ〉）※テレビ朝日版
- 3人のエンジェル（ヴィーダ〈パトリック・スウェイジ〉）
- ジャッジ・ブロンド（トーマス・”チャイナ”・スミス〈マイケル・ヌーリー〉、ジョーイ・バンビーノ〈デヴィッド・プローヴァル〉）※ビデオ版
- シャドーチェイサー/地獄の殺戮アンドロイド（ジャクソン〈リッコ・ロス〉）※フジテレビ版
- ジョニー・デスティニー（ジュリアン・ゴッダール〈ディラン・マクダーモット〉）
- タイムコップ（ジョージ・スポタ〈スコット・ローレンス〉）※テレビ朝日版
- 多重人格（トム・ベックウィス〈ジェームズ・ベルーシ〉）
- ダニエル・スティール/ある愛のかたち（マシュー・デイン〈バリー・ボストウィック〉）※テレビ東京版
- バッファロー・ガールズ（テディ・ブルー〈ガブリエル・バーン〉）※ソフト版
- ハドソン・ホーク（ダーウィン・メイフラワー〈リチャード・E・グラント〉）※フジテレビ版
- ベビー・シッターズ・クラブ（パトリック・トーマス〈ピーター・ホートン〉）
- ペリカン文書（フレッチャー・コール大統領補佐官〈トニー・ゴールドウィン〉）※テレビ朝日版
- マキシー 素敵な幽霊（ニック〈マンディ・パティンキン〉）※テレビ東京版
- もう子守歌はいらない（チャーリー・ライアン〈リード・ダイアモンド〉）
- ユージュアル・サスペクツ（マイケル・マクマナス〈スティーヴン・ボールドウィン〉）※ソフト版
- ラスト・アクション・ヒーロー（ベネディクト〈チャールズ・ダンス〉）※フジテレビ版（デラックスエディションBlu-ray収録）
- ラスト・ボーイスカウト（ジミー・ディックス〈デイモン・ウェイアンズ〉）※日本テレビ版
- ルームメイト（グラハム・ノックス〈ピーター・フリードマン〉）※テレビ朝日版
- ルトガー・ハウアー 処刑脱獄（エリック・デズモンド〈ディラン・ウォルシュ〉）※テレビ東京版

1997年
- イングリッシュ・ペイシェント（キップ〈ナヴィーン・アンドリュース〉）※ソフト版
- ガール6（シド〈イザイア・ワシントン〉）※ビデオ版
- クラッシュ・ザ・タンカー/流出危機（ダン・ローン〈ジョン・ハード〉）
- グリマーマン（ジム・キャンベル〈キーネン・アイヴォリー・ウェイアンズ〉）※ソフト版
- グレイス・オブ・マイ・ハート（ジョエル・ミルナー〈ジョン・タトゥーロ〉）
- 月下の恋（サイモン・マリエル〈アレックス・ロー〉）
- ザ・エージェント（ロッド・ティドウェル〈キューバ・グッディング・Jr〉）※ソフト版
- THE CROW/ザ・クロウ（ジュダ・イール〈リチャード・ブルックス〉）
- ジェフリー!（ジェフリー〈スティーヴン・ウェバー〉）
- 地獄の女スナイパー（ルイス〈フランコ・スカッチャ〉）※フジテレビ版
- ジャッジ・ドレッド（ハーマン・“ファージー”・ファーガソン〈ロブ・シュナイダー〉）※フジテレビ版
- ジングル・オール・ザ・ウェイ（テッド〈フィル・ハートマン〉）※ビデオ・DVD版
- スピード（ジャック・トラヴェン〈キアヌ・リーブス〉）※フジテレビ版（日本語吹替完全版Blu-rayBOXに収録）
- スペース・ジャム（シルベスター）
- スリーパーズ（ショーン・ノークス〈ケヴィン・ベーコン〉）※ソフト版
- スリー・リバーズ（ダニー・テディロ〈トム・サイズモア〉）※フジテレビ版
- 戦慄のストーカー/ある女子学生の場合（スティーヴン・プライムズ〈ジェレ・バーンズ〉）
- ターミナル・ベロシティ（カー〈クリストファー・マクドナルド〉）※テレビ朝日版
- ダンク・ブラザース/脱線ファンにご用心（ルイス・スコット〈デイモン・ウェイアンズ〉）
- 超常殺人者2（トム・ベネット〈ジェフ・フェイヒー〉）
- 盗聴（ルイス・ペニー警部〈エヴァン・タイラー〉）
- トゥルー・ロマンス（リー・ドノウィッツ〈ソウル・ルビネック〉）※日本テレビ版
- パウダー（ドナルド・リプレー〈ジェフ・ゴールドブラム〉）
- フリー・ウィリー（グレン・グリーンウッド〈マイケル・マドセン〉）※テレビ朝日版
- ホーム・アローン2（マーヴ・マーチャント〈ダニエル・スターン〉）※フジテレビ版
- ミステリー・デイト（クレイグ・マクヒュー〈ブライアン・マクナマラ〉）※テレビ東京版
- ミッドナイトヒート（ブランドン〈リトル・リチャード〉）※テレビ東京版
- ミラクル・アドベンチャー/カザーン（カザーン〈シャキール・オニール〉）
- ミルドレッド（ビッグ・トミー〈ジェラール・ドパルデュー〉）
- 目撃（ビル・バートン〈スコット・グレン〉）※ソフト版
- ゆかいなブレディー家/トラブルinハワイ（ロイ・マーティン＝トレヴァー・トーマス〈ティム・マシスン〉）
- レスリー・ニールセンのドラキュラ（ジョナサン・ハーカー〈スティーヴン・ウェバー〉）

1998年
- インタビュー・ウィズ・ヴァンパイア（レスタト・デ・リオンコート〈トム・クルーズ〉）※フジテレビ版
- インテンシティ/緊迫（エッジラー・フォアマン・ヴェス〈ジョン・C・マッギンリー〉）
- カットスロート・アイランド（エインズリー〈パトリック・マラハイド〉）※フジテレビ版（新盤BD収録）
- ストリートファイター（ケン・マスターズ〈ダミアン・チャパ〉）※ソフト版
- 17 セブンティーン（ビリー・マジック〈ケヴィン・ベーコン〉）
- 007 リビング・デイライツ（ゲオルギ・コスコフ将軍〈ジェローン・クラッベ〉）※テレビ朝日版（TV吹替初収録特別版DVDに収録）
- ディスクロージャー（ジョン・コンリー・Jr〈ジョー・ユーラ〉）※テレビ朝日版
- デンジャラスゲーム L.A.大追跡（フリースロー〈マーカス・チョン〉）※テレビ東京版
- ファイアーストーム（ジェシー・グレイヴス〈ハウィー・ロング〉）
- フリー・ウィリー2（グレン・グリーンウッド〈マイケル・マドセン〉）※テレビ朝日版
- フル・モンティ（ロンパー〈スティーヴ・ヒューイソン〉）
- ブレード/刀（ルン〈ホン・ヤンヤン〉）
- F.L.E.D./フレッド（チャールズ・パイパー〈ローレンス・フィッシュバーン〉）
- Mr.ダマー2 1/2（リチャード・リエッティ〈マイケル・リチャーズ〉）※ビデオ版
- ラストマン・スタンディング（ドイル〈デヴィッド・パトリック・ケリー〉）※テレビ朝日版
- 恋愛小説家（フランク・サックス〈キューバ・グッディングJr.〉）※ビデオ・DVD版
- ロミー&ミッシェル（サンディ・クリンク〈アラン・カミング〉）

1999年
- 暗殺者（ミゲル・ペイン〈アントニオ・バンデラス〉）※フジテレビ版
- コンゴ（ヘルケマー・ホモルカ〈ティム・カリー〉）※フジテレビ版
- ジキル博士はミス・ハイド（ピート〈ジェレミー・ピヴェン〉）
- スリーパーズ（ロレンツォ・”シェイクス”・カルカテラ〈ジェイソン・パトリック〉）※フジテレビ版
- ネットフォース（ウィル・スタイルズ〈ジャッジ・ラインホルド〉）※ソフト版
- ビッグ・ヒット（シスコ〈ルー・ダイアモンド・フィリップス〉）
- ファイアーライト/情炎の愛（チャールズ・ゴドウィン〈スティーヴン・ディレイン〉）

2000年
- アニー2（ルパート・ホグボトム〈クリスピン・ボナム＝カーター〉）
- G.I.ジェーン（ジョン・ジェームズ・ウルゲイル曹長〈ヴィゴ・モーテンセン〉）※フジテレビ版
- ジャッカル（イアン・ラモント〈ジャック・ブラック〉）※日本テレビ版
- スクリーマーズ（ロス〈チャールズ・パウエル〉）※フジテレビ版
- 戦火の勇気（ジョン・モンフリーズ軍曹〈ルー・ダイアモンド・フィリップス〉）※フジテレビ版
- ニュー・シネマ・パラダイス（イグナシオ〈レオ・グロッタ〉）※完全オリジナルDVD/BD版
- バーチュオシティ（パーカー・バーンズ警部補〈デンゼル・ワシントン〉）※フジテレビ版
- バードケージ（アルバート・ゴールドマン〈ネイサン・レイン〉）※フジテレビ版
- 必死の逃亡者（チャック・ライト〈ギグ・ヤング〉）※テレビ東京版
- マペットめざせブロードウェイ!（フォジー〈フランク・オズ〉、ジャニス〈リチャード・ハント〉、グレゴリー・ハインズ）※ソニー・ピクチャーズ版
- ゴンゾ宇宙に帰る（フォジー〈フランク・オズ〉、ブンゼン〈デーヴ・ゲルツ〉）
- ロック、ストック&トゥー・スモーキング・バレルズ（トム〈ジェイソン・フレミング〉）

2001年
- L.A.コンフィデンシャル（ジャック・ヴィンセンス〈ケヴィン・スペイシー〉）※フジテレビ版（BD収録）
- 奇蹟の降る空（ジョージ・ブレナー〈コービン・バーンセン〉）
- グリンチ（ルー・ルー・フー〈ビル・アーウィン〉）※DVD・ビデオ版
- コンタクト（ケント・クラーク〈ウィリアム・フィクナー〉）※テレビ東京版
- シャフト（ピープルズ・ヘルナンデス〈ジェフリー・ライト〉）
- ディアボリーク 悪魔の刻印（ロバート・デュルツ〈トーマス・ハインツ〉）
- バーティカル・リミット（シリル・ベンチ〈スティーヴ・ル・マルカンド〉）※ソフト版
- ハリー・ポッターと賢者の石（ヴォルデモート卿〈リチャード・ブレマー／イアン・ハート〉）※劇場公開版（ソフト収録）
- ブラッドシンプル ザ・スリラー（レイ〈ジョン・ゲッツ〉）
- ベイブ（アヒルのフェルディナンド）※日本テレビ版
- ホーム・アローン3（バートン・ジャニガン〈レニー・フォン・ドーレン〉）※フジテレビ版
- ポストマン（アイダホ〈ジェームズ・ルッソ〉）※フジテレビ版
- マーメイド・ボーイ 僕って人魚!?（ウィット・グリフィン〈デイブ・クーリエ〉）

2002年
- アニマルマン（マーヴィン・マンジ〈ロブ・シュナイダー〉）
- アルマゲドン（レヴ・アンドロボフ〈ピーター・ストーメア〉）※フジテレビ版
- ヴァイラス（ヒコ〈クリフ・カーティス〉）※テレビ版
- ウインドトーカーズ（マイロ・パパス二等兵〈マーク・ラファロ〉）※ソフト版
- 金色の嘘（アメリーゴ公爵〈ジェレミー・ノーサム〉）
- 恋の方程式 あなたのハートにクリック2（フィル〈ジェイ・ラコポ〉）
- スピーシーズ2（デニス・ギャンブル〈ミケルティ・ウィリアムソン〉）※フジテレビ版
- ノイズ（シャーマン・リース〈ジョー・モートン〉）※テレビ朝日版
- パニック・ルーム（ラウール〈ドワイト・ヨアカム〉）※DVD・ビデオ版
- ベイブ/都会へ行く（アヒルのフェルデナンド）※日本テレビ版
- ROCK YOU!（ジェフリー・チョーサー〈ポール・ベタニー〉）※ソフト版

2003年
- 英雄の条件（マーク・ビッグス大佐〈ガイ・ピアース〉）※フジテレビ版
- オーロラの彼方へ（サッチ・デレオン刑事〈アンドレ・ブラウワー〉）※日本テレビ版
- スノー・クイーン 〜雪の女王〜（シロクマ〈ダニエル・ペイン〉）
- ダブル・ジョパディー（ニック・パーソンズ〈ブルース・グリーンウッド〉）※テレビ朝日版
- チャーリーズ・エンジェル フルスロットル（ジミー・ボスレー〈バーニー・マック〉）※劇場公開・ソフト版
- トゥルー・クライム（フランク・ルイス・ビーチャム〈イザイア・ワシントン〉）※日本テレビ版
- ニック・オブ・タイム（スミス〈クリストファー・ウォーケン〉）※日本テレビ版
- バイオハザード（スペンサー・“スペンス”・パークス〈ジェームズ・ピュアフォイ〉）※ソフト版
- マーサの幸せレシピ（マリオ〈セルジオ・カステリット〉）
- マペットのメリー・クリスマス（ルック・フロマージュ〈マシュー・リラード〉、フォジー〈エリック・ジェイコブソン〉、ブンゼン〈デーヴ・ゲルツ〉）
- リーマン・ジョー!（チャック・スカーレット〈ジェームズ・ベルーシ〉）
- REM レム（エド・サクソン〈ジェフ・ダニエルズ〉）
- RONIN（グレゴール〈ステラン・スカルスガルド〉）※フジテレビ版

2004年
- アルマゲドン（キムジー〈キース・デイヴィッド〉）※日本テレビ版
- 80デイズ（フィックス警部補〈ユエン・ブレムナー〉）※劇場公開・ソフト版
- エイプリルの七面鳥（ウェイン〈ショーン・ヘイズ〉）
- エイリアン2（カーター・J・バーク〈ポール・ライザー〉）※テレビ朝日デジタルリマスター版（日本語吹替完全版Blu-rayBOXに収録）
- エイリアンVSプレデター（グラハム・ミラー〈ユエン・ブレムナー〉）
- es（看守エッカート〈ティモ・ディールケス〉）※テレビ東京版
- スクール・オブ・ロック（デューイ・フィン〈ジャック・ブラック〉）
- 堕天使のパスポート（ファン〈セルジ・ロペス〉）
- チップス先生さようなら（ジョン・リヴァース卿〈ジョン・ハーディング〉）※NHK版
- チャイルド・プレイ/チャッキーの種（レッドマン）
- DENGEKI 電撃（ヘンリー・ウェイン〈トム・アーノルド〉）※日本テレビ版
- ハムナプトラ2/黄金のピラミッド（ジョナサン・カナハン〈ジョン・ハナー〉）※フジテレビ版
- ルーニー・テューンズ:バック・イン・アクション（シルベスター）

2005年
- トゥー・ブラザーズ（殿下〈オアン・グエン〉）※フジテレビ版
- 人間人形 デッドドヲル（ブライアン・ライリー〈ゴラン・デュキック〉）
- ベイブ/都会へ行く（フリーリック〈アダム・ゴールドバーグ〉）※NHK版
- ローラーボール（マーカス・リドリー〈LL・クール・J〉）※テレビ東京版

2006年
- ウェディング・クラッシャーズ（ウィリアム・クリアリー長官〈クリストファー・ウォーケン〉、弁護士2〈ジェシー・ヘネッケ〉、『The Honeymooners』のエド・ノートン〈アート・カーニー〉、テーブルの男1、招待客3、止める男）
- ウルトラヴァイオレット（ファーディナンド・ダクサス〈ニック・チンランド〉）
- S.W.A.T.（トーマス・フーラー警部〈ラリー・ポインデクスター〉）※テレビ版
- 戦場のキックオフ（サンジャン隊長〈ブリュノ・ピュジュリュ〉）※NHK版
- チャーリーズ・エンジェル フルスロットル（ジミー・ボスレー〈バーニー・マック〉）※テレビ朝日版
- デイ・アフター・トゥモロー（ジャック・ホール〈デニス・クエイド〉）※テレビ朝日版
- トゥームレイダー2（テリー・シェリダン〈ジェラルド・バトラー〉）※テレビ朝日版
- ドラゴン・プロジェクト（シウボウ〈アンソニー・ウォン〉）
- 9デイズ（アドリク・ヴァス〈ピーター・ストーメア〉）※フジテレビ版
- ナニー・マクフィーの魔法のステッキ（セドリック・ブラウン〈コリン・ファース〉）※劇場公開版
- ニューヨークの恋人（JJ〈ブラッドリー・ウィットフォード〉）※日本テレビ版
- ボーン・アイデンティティー（プロフェッサー〈クライヴ・オーウェン〉）※フジテレビ版
- マトリックス リローデッド（メロビンジアン〈ランベール・ウィルソン〉）※フジテレビ版

2007年
- アイデンティティー（マリック医師〈アルフレッド・モリーナ〉）※テレビ東京版
- エクスカリバーII 伝説の聖杯（マーリン〈サム・ニール〉）
- 壊滅暴風圏/カテゴリー6（クレイグ・シルツ〈クリストファー・シャイアー〉）※テレビ東京版
- サイレントノイズ（ジョナサン・リバース〈マイケル・キートン〉）
- セルラー（弁護士〈リック・ホフマン〉）※テレビ朝日版
- トリプルX（ザンダー・ケイジ〈ヴィン・ディーゼル〉）※テレビ朝日版
- バイオハザードII アポカリプス（カルロス・オリヴェイラ〈オデッド・フェール〉）※フジテレビ版（デラックスエディションBD収録）
- ブルドッグ（ポモナ・ジョー〈ジェフ・コーバー〉）※テレビ東京版
- マトリックス レボリューションズ（メロビンジアン〈ランベール・ウィルソン〉、ズーカ）※フジテレビ版

2008年
- 80デイズ（フィックス警部補〈ユエン・ブレムナー〉）※テレビ東京版
- コンスタンティン（バルサザール〈ギャヴィン・ロスデイル〉）※テレビ朝日版
- チャックとラリー おかしな偽装結婚!?（タッカー署長〈ダン・エイクロイド〉）
- ボックス（ハーマン〈ジェームズ・デュモン〉）

2009年
- 16ブロック（エディ・バンカー〈モス・デフ〉）※テレビ朝日版
- ダイヤモンド・イン・パラダイス（スタン・ロイド〈ウディ・ハレルソン〉）※テレビ東京版
- ヘルボーイ/ゴールデン・アーミー（ヨハン・クラウス〈ジョン・アレクサンダー〉）

2010年
- アーネスト キャンプに行く!（アーネスト・P・ウォレル〈ジム・ヴァーニー〉）※ディズニーXD版
- イエロー・ハンカチーフ（ブレット・ハンソン〈ウィリアム・ハート〉）
- バイオハザードIII（カルロス・オリヴェイラ〈オデッド・フェール〉）※テレビ朝日版（デラックスエディションBD収録）
- ハムナプトラ3 呪われた皇帝の秘宝（ジョナサン・カナハン〈ジョン・ハナー〉）※フジテレビ版
- ビーン（Mr.ビーン〈ローワン・アトキンソン〉）※BD版
- M:i:III（オーウェン・ディヴィアン〈フィリップ・シーモア・ホフマン〉）※フジテレビ版
- 妖精ファイター（ジェリー〈ビリー・クリスタル〉）

2011年
- ゲット スマート（マックスウェル・スマート / エージェント86〈スティーヴ・カレル〉）※テレビ朝日版
- スマーフ（ナレータースマーフ〈トム・ケイン〉）※劇場公開版（ソフト収録）
- 罰ゲーム（サイモン / スタンリー〈クリスピン・グローヴァー〉）

2012年
- ダークナイト（アンソニー・ガルシア市長〈ネスター・カーボネル〉）※テレビ朝日版
- ザ・マペッツ（フォジー、ブンゼン、ロルフ、ボーレガード）

2013年
- スマーフ2 アイドル救出大作戦!（ナレータースマーフ〈トム・ケイン〉）※劇場公開版（ソフト収録）
- 007 慰めの報酬（ドミニク・グリーン〈マチュー・アマルリック〉）※キングレコード版

2014年
- チャップリンの女装（紳士 / ノーラ・ネトラッシュ〈チャーリー・チャップリン〉）※スター・チャンネル版
- チャップリンの寄席見物（ペスト氏 / ラウディ氏〈チャーリー・チャップリン〉）※スター・チャンネル版
- バイオハザードV リトリビューション（トッド/クローンカルロス〈オデッド・フェール〉）※テレビ朝日版（デラックスエディションBlu-ray収録）
- バットマン（アレクサンダー・ノックス〈ロバート・ウール〉）※テレビ朝日版のWOWOW追加録音部分
- マンデラ 自由への長い道（ネルソン・マンデラ〈イドリス・エルバ〉）

2015年
- ジュラシック・ワールド（ミスター・DNA）※劇場公開版（ソフト収録）

2016年
- SPY/スパイ（セルジオ・デ・ルーカ〈ボビー・カナヴェイル〉）

2017年
- 史上最悪の学園生活（ケン・ドワイト校長〈アンドリュー・デイリー〉）
- ジェニファー・ロペス 戦慄の誘惑（ギャレット・ペーターソン〈ジョン・コーベット〉）※オンデマンド配信版
- ジュラシック・ワールド（サイモン・マスラニ〈イルファーン・カーン〉）※日本テレビ版

2018年
- ジュマンジ/ウェルカム・トゥ・ジャングル（ナイジェル・ビリングズリー〈リス・ダービー〉）
- マーティン/呪われた吸血少年（アーサー〈トム・サヴィーニ〉、リスナー男4）※BD版
- Merry Christmas! 〜ロンドンに奇跡を起こした男〜（ジョン・ディケンズ〈ジョナサン・プライス〉）

2019年
- ジュマンジ/ネクスト・レベル（ナイジェル・ビリングズリー〈リス・ダービー〉）

2020年
- チャーリーズ・エンジェル (2019年の映画)（エドガー・”ボスレー”・ディセージ〈ジャイモン・フンスー〉）

2021年
- スペース・プレイヤーズ（シルベスター）
- マペットのホーンテッドマンション（フォジー、ブンゼン、ロルフ）
- マトリックス レザレクションズ（メロビンジアン〈ランベール・ウィルソン〉）

2022年
- マペットの夢みるハリウッド（フォジー、ブンゼン、ロルフ）※Disney+版

2023年
- ダイ・ハード（アーガイル〈デヴロー・ホワイト〉）※テレビ朝日版追加録音

2024年
- 悪魔のいけにえ2（ナレーション）※UHD版、（レフティ・エンライト〈デニス・ホッパー〉）※配役交換版
- 食人族（ハロルド・モンロー教授〈ロバート・カーマン〉）※UHD BD版
- 死霊のはらわた ライジング（マーカス・リトルトン神父〈マーク・ミッチンソン〉） ※Netflix配信

2025年
- 戦争のはらわたII（ロルフ・シュタイナー軍曹〈リチャード・バートン〉）
- F1/エフワン（キャスパー・スモリンスキー〈キム・ボドゥニア〉）

時期不明
- ギャング（ベンジャミン・“バグジー”・シーゲル〈ジョー・ペニー〉）※フジテレビ版
- 黒い稲妻（マイケル・キシュナー〈トニー・ザイラー〉）※新テレビ版
- さようならバディ/愛と感動の盲導犬物語（モリス・フランク〈ティモシー・ボトムズ〉）※VHS版
- シティ・スリッカーズ（エド・フリロ〈ブルーノ・カービー〉）※テレビ東京版
- JOY ジョイ ※日本テレビ版
- ショート・サーキット2 がんばれ!ジョニー5（ベン・ジャベリ〈フィッシャー・スティーブンス〉）※機内上映版
- スイッチング・チャンネル（シーゲンソーラー〈ジョージ・ニューバーン〉）※テレビ版
- スペースキャット（ノーマン・リンク〈マクリーン・スティーヴンソン〉）※テレビ版
- セカンド・チャンス（アール〈スキャットマン・クローザース〉）※テレビ版
- 独身SaYoNaRa! バチェラー・パーティ（ブラッド・モーレン〈ブラッドフォード・バンクロフト〉）※テレビ版
- ナイトキル（スティーブ・フルトン〈ジェームズ・フランシスカス〉）※テレビ版
- パイレーツ・ムービー（警部〈ギャリー・マクドナルド〉）※テレビ版（DVD収録）
- 橋（ハンス・ショルテン〈フォルカー・ボーネット〉）※テレビ版
- PLANET OF THE APES/猿の惑星（セード将軍〈ティム・ロス〉）※オンデマンド配信版
- フラバァ・デラックス（シェルビー・アシュトン教授〈エリオット・リード〉）
- ポーキーズ 最後の反撃 ※テレビ版
- ホット・ショット（ケント・グレゴリー〈ケイリー・エルウィス〉）※機内上映版
- マイ・ガール（ハリー・サルテンファス〈ダン・エイクロイド〉）※機内上映版
- 若き日のJFK（エディ・ムーア〈ティム・ハリガン〉）※テレビ版

#### ドラマ
1984年
- 俺たち賞金稼ぎ!!フォール・ガイ（ホーイ・マンソン〈ダグラス・バー〉）

1987年
- 女刑事レディブルー

1989年
- ジェシカおばさんの事件簿シーズン2
  - 第11話「悪霊が遺跡に踊る」（スティーヴ・ギャンブル〈スティーヴン・ショートリッジ〉）
  - 第20話「テニスのスター天に昇る」（ブライアン・イースト〈ブライアン・クランストン〉）

- 南北戦争物語 愛と自由への大地 #1 - 2（オーウェンス伍長〈マイケル・マクレンドン〉）

1990年
- ヒューストン・ナイツ（フランク・スターク〈ジェフリー・コムズ〉）
- 名探偵ポワロ なぞの盗難事件（リジー・キャリントン〈ガイ・スキャントルベリー〉）※NHK版
- 名探偵ポワロ 消えた廃坑（銀行出納係〈ジュリアン・ファース〉）※NHK版

1991年
- NY市警緊急出動部隊 トゥルー・ブルー（アール・モアハウス〈ケニー・マリノ〉）
- キャピタル・シティ（ガブリエル・ロメロ〈ジェームズ・クームス〉）
- 7人の検事（ピート・ブリッグマン〈バリー・スミス〉）
- 私立探偵スペンサー（グラント少佐〈ウィル・ライマン〉）
- 新スパイ大作戦 「バハマ・トラップ」（カール〈ジェイ・ポール〉）
- 新スパイ大作戦 「核弾頭爆発3秒前」（ジャン・カイ将軍〈ケイリー＝ヒロユキ・タガワ〉）
- B.L.ストライカー「復讐のシャドー・コップ」（レン・スタラット〈デヴィッド・ハント〉）※日本テレビ版
- 冒険野郎マクガイバー（ユーリ・ディミトリ〈エリヤ・バスキン〉）
- 名探偵ポワロ 安いマンションの事件（ジェームズ・ロビンソン〈ジョン・ミッチー〉）※NHK版
- 名探偵ポワロ プリマス行き急行列車（ルパート・キャリントン〈ジュリアン・ワダム〉）※NHK版

1992年
- うわさの刑事 テキーラとボネッティ（ニコ・ボネッティ〈ジャック・スカリア〉）
- オン・ジ・エアー（レスター・ガイ〈イアン・ブキャナン〉）
- ジム・ヘンソンのファンタジー・ワールド（ロルフ）
- 13日の金曜日（エドガー・ヴァン・ホーン〈ビリー・ドラゴ〉）
- ブライズヘッドふたたび（フーパー中尉〈リチャード・ホープ〉）※WOWOW版
- 名探偵ポワロ ABC殺人事件（グレン警部〈デヴィッド・マカリスター〉）※NHK版

1993年
- 暗黒の戦士 ハイランダー（ダンカン・マクラウド〈エイドリアン・ポール〉）
- インディ・ジョーンズ/若き日の大冒険
  - 「オーストリア1917年3月」（ザビエール〈マシュー・ウェイト〉）
  - 「ベルダン1916年9月」（マラット少佐〈フランソワ・ブルシェル〉）

- ウルトラマンパワード（リック・サンダース〈ロブ・ロイ・フィッツジェラルド〉）
- 狼女の香り（チャーリー・ボダン〈ロルフ・サクソン〉）
- ザ・ハイツ 青春のラプソディー（ポール・ブリンクマン〈クリストファー・コレット〉）
- 新・宇宙戦争 エイリアン・ウォーズ（マーティン・コール〈デニス・フォレスト〉）
- ベイウォッチ（クレイグ・ポメロイ〈パーカー・スティーブンソン〉）
- ミッキーマウス60周年記念
- 名探偵ポワロ エジプト墳墓のなぞ（ガイ・ウィラード卿〈グラント・サッチャー〉）※NHK版

1994年
- 刑事コロンボ 悪の温室（トニー・グッドイン〈ブラッドフォード・ディルマン〉）※日本テレビ版
- 新スーパーマン（レックス・ルーサー〈ジョン・シェア〉）
- スペース・レンジャーズ（ジョン・ブーン船長〈ジェフ・カーク〉）
- スペース・レンジャーズ2 銀河覇王の逆襲（ジョン・ブーン船長〈ジェフ・カーク〉）
- スペース・レンジャーズ3 流刑星からの脱出（ジョン・ブーン船長〈ジェフ・カーク〉）
- 青春の城 コビントン・クロス（リチャード・グレイ〈ジョナサン・ファース〉）
- セサミストリート: 世界の国からハッピーニューイヤー（オスカー・ザ・グラウチ、カウント伯爵）
- ヤングライダーズ（ウィリアム・コーディ〈スティーヴン・ボールドウィン〉）

1995年
- X-ファイル ※ソフト版
  - シーズン1第11話「イヴ」（カッツ医師〈ジョージ・トーリアトス〉）
  - シーズン1第12話「炎」（ボブ / セシル・ライヴリー〈マーク・シェパード〉）

- 三国志演義（李儒〈畢彦軍〉）
- シークレット・アイズ〜華麗なる作戦（カールトン・ダイヤル〈マーク・フランケル〉）
- セサミストリート危機一髪（オスカー・ザ・グラウチ、カウント伯爵、レジス・フィルビン、ナレーション）
- セントラルパークでシング・シング・シング（オスカー・ザ・グラウチ、カウント伯爵）

1996年
- アルフ（ガフニー巡査〈ハル・ハヴィンス〉）※第2シーズン第17話
- X-ファイル ※ソフト版
  - シーズン2第23話「影踏み」（チェスター・レイ・バントン博士〈トニー・シャルーブ〉）
  - シーズン2第24話「カニバル」（ヴァンス・ランドルフ医師〈ロビン・モズレー〉）

- 恐竜家族（哲学者、モーラ〈アラン・トラウトマン〉）
- サブリナ（ダグ〈デヴィッド・チョカチ〉）
- 新アウターリミッツ 「ミクロの暴走」（アンディ・グローニング〈ピーター・アウターブリッジ〉）
- 新弁護士ペリー・メイスン 「美貌の仮面」（スコット・コリンズ〈スコット・トンプソン・ベイカー〉）
- 新弁護士ペリー・メイスン 「血塗られた花嫁衣装」（サム・ウォルド〈ブライアン・マクナマラ〉）
- 探偵レミントン・スティール（テディ・ベネット〈リード・スミス〉）
- フルハウス（リトル・リチャード）※第7シーズン第23話

1997年
- X-ファイル※テレビ朝日版
  - シーズン2第18話「恐怖の均整」（カイル・ラング〈ランス・ゲスト〉）
  - シーズン3第14話「グロテスク」（ジョン・モストウ〈レヴァン・ウーチャネイシュヴィリ〉）

- エルモのクリスマス（クッキーモンスター、オスカー・ザ・グラウチ、カウント伯爵、ベニー）
- ザ・プリテンダー 仮面の逃亡者（モリス・クランシー〈サム・マクマレー〉）
- 犯罪捜査官ネイビーファイル#18（マーク・ローリー少佐〈マーク・ロルストン〉）
- フリッパー（ウェイン・コール〈ドワイト・シュルツ〉）
- ブロッサム（サンダークラップ・ジャクソン〈ジョン・カポネラ〉）
- マペット放送局（スヌーキー、プードルパンツ、ブンゼン、フォジー）
- 名探偵ポワロ ポワロのクリスマス（ハロルド・サグデン警視〈マーク・タンディ〉）※NHK版

1998年
- 宇宙船レッド・ドワーフ号（1998年 - 2019年、アーノルド・J.リマー〈クリス・バリー〉）
- 刑事ナッシュ・ブリッジス（アルバート・フォス〈ジョン・ディール〉）
- シカゴ・ホープ（トミー・ウィルメット〈ロン・シルヴァー〉）
- ともだちは音楽家（デラボルド/エスカミーリョ〈R・H・トムソン〉）
- 愉快なシーバー家（DJ〈ジョニー・ダーク〉）

1999年
- 新アウターリミッツ 「隣人たちの素顔」（ネッド・ベイリー〈ピーター・アウターブリッジ〉）
- 心理探偵フィッツ #14 - 16「傷ついた男たち」（フロイド・マルコム〈グレアム・アグリー〉）

2000年
- ER緊急救命室V 第12話「違反」（NASAの講師 ドーシー〈ウィリアム・バミラー〉）
- 捜査官クリーガン（アンディ・カーソン〈ケヴィン・ディグナム〉）

2001年
- ボーイ・ミーツ・ワールド（ボスコ〈ドム・イレラ〉）
- ロック、ストック&フォー・ストールン・フーヴズ（ファイアー・バグ〈クリント・ディアー〉）

2002年
- チャームド〜魔女3姉妹〜（ドラゴン・ウォーロック〈マーカス・グレアム〉）
- どこかでなにかがミステリー（ニック〈ジョナサン・ウォーカー〉）
- プロビデンス（チャック・チャンス〈エド・ベグリー・ジュニア〉）

2003年
- アナザー・ライフ〜天国からの3日間〜（トーマス・“トム”・ラスキー / ホームレスのトム〈ジェレ・バーンズ〉）
- 超音速ヒーロー ザ・フラッシュ（フリオ・メンデス〈アレックス・デザート〉）※日本テレビ版
- ふたりは最高! ダーマ&グレッグ（ガンサー〈トッド・スタシュウィック〉）
- ボーイ・ミーツ・ワールド（ムーア軍曹〈ジュリアス・キャリー〉）
- ミステリー・ゾーン 「沈黙の世界」（ジェイミー・テニソン〈リーアム・サリヴァン〉）※テレビ放送時吹替音源紛失エピソード新録版

2004年
- コードネーム＞エタニティ（リーサン〈マシュー・ポレッタ〉）
- マイ・スイート・メモリーズ（デル・アダムズ〈ジェフリー・ノードリング〉）
- 名探偵モンク シーズン2 第8話「密室殺人と美女軍団」（デクスター・ラーセン〈ゲイリー・コール〉）

2005年
- 22世紀ファミリー 〜フィルにおまかせ〜 第16話「未来からの訪問者」（ダルカ市長〈テリー・ローズ〉）
- 101回目のプロポーズ（ジェン・ジンタイ〈スン・シン〉）
- マペットのオズの魔法使い（フォジー、ブンゼン）

2006年
- WITHOUT A TRACE/FBI 失踪者を追え!2（ジョエル・ケンパー〈スティーヴン・スピネラ〉）
- 名探偵ポワロ ひらいたトランプ（ドクター・ロバーツ〈アレックス・ジェニングス〉）※NHK版

2007年
- デスパレートな妻たち2（ピーター・マクミラン〈リー・ターゲセン〉）

2008年
- サイエンス・シミュレーション 人類 火星に立つ（アントワーヌ・エベール〈ロテール・ブリュトー〉）
- Dirt（アダム・プロトー〈ジュリアン・アコスタ〉）
- 名探偵モンク5 第2話「ブラザー殺しだぜ」（マーダラス ＝ ラッセル・クロイ〈スヌープ・ドッグ〉）

2009年
- スタジオDC:オールスター・ライブ（フォジー）

2010年
- 名探偵モンク7 第14話「お帰りモンク刑事」（ミカエル・アバノフ〈マーク・ハレリック〉）

2011年
- スーパーナチュラル（クラウリー〈マーク・シェパード〉）
- 反撃のレスキュー・ミッション（フランク・アーリントン〈トビー・スティーブンス〉）
- ホワイトカラー シーズン2 第12話「奪還作戦」（ランディ〈ダニー・マストロジョルジオ〉）

2013年
- ウェアハウス13（ベネディクト・ヴァルダ〈マーク・シェパード〉）
- メンタリスト シーズン4 第9話「赤いスウェット」（ドク・デューガン〈クレイグ・ビアーコ〉）

2015年
- THE FLASH/フラッシュ（ヘンリー・アレン〈ジョン・ウェズリー・シップ〉）
- ハンク ‐ちょっと特別なボクの日常‐（ロック先生〈ヘンリー・ウィンクラー〉）
  - #1「教室がナイアガラ」
  - #2「王様とわり算」
  - #4「理科室のハプニング」
  - #5「子育てに挑戦?」
  - #6「初めてのデート」

2016年
- 危険戦隊デンジャー5 我らの敵は総統閣下（チェストブリッジ〈ティルマン・フォグラー〉、生CMの男 / ルネ / コンラッド・ターボ / 支店長 / 裸の男〈マイケル・クリスチー〉、ドナルド・エイプ / ハンス・チャン将軍〈ダリオ・ルッソ〉、グンナー軍曹〈クリス・アシモス〉、ナッシュ中尉〈ヴィヴィアン・マディガン〉、ムッソリーニ〈マーロン・シェファーソン〉、スターリン〈グレッグ・マーシュ〉、グルーバー〈ジョン・ブレイニー〉、ジンコ〈ボバク・バフラミ〉、ワヒード・アル・カーン〈ニナ・ナビリ・ラッド〉、ジェンキンズ〈ブルーイ・バーン〉、ハイドリヒ〈ティム・オーバートン〉、ゲーリング〈エディ・モリソン〉、女々しい兵士 / アメリカ兵 / イギリス人 / ハイン〈キャメロン・パイク〉、ジブラルタル〈ピーター・レイモンド・パウエル〉、ウェイター / ピエト / バーテンダー〈ライアン・コルターゾ〉、フランス大統領、キコ、ロボット1、ゴードン〈デヴィッド・アシュビー〉、デンジャーウォリアー、将校、カツラの中の男、招き猫）

2017年
- ヤング・ポープ 美しき異端児（イタリアの首相〈ステファノ・アコルシ〉）

2018年
- NCIS: ニューオーリンズ シーズン3 #2・#13（エルヴィス・バートランド〈トム・アーノルド〉）
- Happy!（靴下パペット）

2019年
- ドリー・パートンのハートフル・ソング（ロイ・ミージャーズ〈レイ・マッキノン〉）
- ノスフェラトゥ（ナサニエル・ジェーンズ医師〈ブルース・アルトマン〉）

2022年
- THE LAWYER 〜復讐の天秤〜（スヴェン・エリク〈ニコライ・コペルニクス〉）
- ホット・ゾーン:アンスラックス（ブルース・エドワーズ・イビンズ〈トニー・ゴールドウィン〉）

時期不明
- グッドラック・チャーリー（フォジー）

#### アニメ
- アイアンマン（トニー・スターク = アイアンマン）※NHK BS2版
- アニマニアックス（スクィート、OPナレーション）
- アニマルクラッカー 〜まほうのサーカス〜（ホレイシオ・P・ハンティントン）
- アラジンの大冒険（ネリム）
- アングリー・ビーバーズ[227]（ノーバート）
- X-MEN（ウルヴァリン[86]）※テレビ東京版
- おかしなおかしな音楽会（語り）
- おまかせ!プルーデンスおばさん（キャメロット）
- 怪盗カルメンサンディエゴ（チーフ）
- ガーフィールド（ピエロのビンキー）※WOWOW版
- ガジェット警部（アヴドゥル[86]）
- ガミー・ベアの冒険（ガスト、トーディ[86]）
- がんばれタッグス[86]（トップハット、ジップ）
- きかんしゃトーマス（ジェームス[注 7]、有名な手品師、ほっそり牧師）
  - きかんしゃトーマス 魔法の線路（ミスター・コンダクター）
  - きかんしゃトーマス みんなあつまれ!しゅっぱつしんこう（ジェームス）
  - トーマスをすくえ!! ミステリーマウンテン（ジェームス）
  - きかんしゃトーマス 伝説の英雄（ジェームス）
  - きかんしゃトーマス ブルーマウンテンの謎（ジェームス）
  - きかんしゃトーマス キング・オブ・ザ・レイルウェイ トーマスと失われた王冠（ジェームス）
  - きかんしゃトーマス 勇者とソドー島の怪物（ジェームス）
  - きかんしゃトーマス トーマスのはじめて物語〜The Adventure Begins〜（ジェームス）
  - きかんしゃトーマス 探せ!!謎の海賊船と失われた宝物（ジェームス）
  - きかんしゃトーマス 走れ!世界のなかまたち（ジェームス）
  - きかんしゃトーマス とびだせ!友情の大冒険（ジェームス）
  - きかんしゃトーマス Go!Go!地球まるごとアドベンチャー（ジェームス）
  - きかんしゃトーマス チャオ!とんでうたってディスカバリー!!（ジェームス）
  - きかんしゃトーマス おいでよ!未来の発明ショー!（ジェームス）
- キッパー（カエル）
- キャッツ&カンパニー（マウスタス）
- 子猫になった少年（ハンチ）
- 斉藤由貴の星の王子様（うぬぼれ）
- スティーブン・スピルバーグのトゥーンシルバニア（ドクター・ウィアード・ラヴ）
- スワン・プリンセス3/禁断の書（ウィザー）
- スマーフ（ガーガメル[228]）
- チェブラーシカ（わにのゲーナ）※クロックワークス発売ビデオ・DVD版
- テディ&アニー（テディ）
- トムとジェリーキッズ（ロッド・ガット、ケビン・キャツナー、コンピューターの声 他）
- トランスフォーマーシリーズ
  - 戦え!超ロボット生命体トランスフォーマー（ラチェット、スカイワープ[86]、テレトラン1 他）
  - トランスフォーマー ザ・ムービー（スパイク[229]、ラチェット[229]、ブリッツウイング[229]、グレン[229]、スカイワープ[229]、コンバット・ロボ[229] 他）
  - 戦え!超ロボット生命体トランスフォーマー2010（スパイク、ブロードサイド、ブリッツウィング 他）
  - トランスフォーマー 超神マスターフォース[86]
- 地上最強のエキスパートチーム G.I.ジョー（ストームシャドウ、メジャーブラッド 他）
- 長ぐつをはいたネコ（長ぐつをはいたネコ）※予告編のみ
- ハウス・オブ・マウス（モーティマー・マウス、ルミエール、白うさぎ、トランプ兵、スニージー〈くしゃみ〉）
- ディズニー作品
  - ポニー、バンダイ版（現在は絶版）
    - 短編映画（ナレーション 他）
    - ピノキオ（ジミニー・クリケット）
    - 南部の歌（ブレア・ラビット）
    - ピーター・パン（ナレーター、フック船長）
    - フランクリン物語(フランクリン)
    - ロビン・フッド（ロビン・フッド）
    - ミッキーのクリスマスキャロル（ジミニー・クリケット）
    - イカボード先生のこわい森の夜（ナレーション）
    - 新くまのプーさん（ヘフ、荒くれジャック）

  - ブエナ・ビスタ版
    - 王様の剣（アルキメデス[86]）
    - オリバー ニューヨーク子猫ものがたり（デソート）
    - ジャングル・ブック（猿）
    - ジャングル・ブック2（ラッキー[230]）
    - ダックテイル（ディジョン）
      - ダックテイル・ザ・ムービー/失われた魔法のランプ

    - チップとデールの大作戦（ルイ、バド）
    - トレジャー・プラネット（ベン）※追加収録部分
    - 美女と野獣シリーズ（ルミエール）
      - 美女と野獣
      - 美女と野獣 ベルの素敵なプレゼント
      - 美女と野獣 ベルのファンタジーワールド

    - ブラザー・ベア（ヒツジ2）
    - ヘラクレス（ヘルメス）
    - モーティマー・マウス
    - ライオン・キングのティモンとプンバァ（アーウィン）
    - WALL・E/ウォーリー（オート）
- バイオハザード ディジェネレーション（フレデリック・ダウニング）
- パウ・パトロール（サンタ）
- ハックのドタバタ・ピクニック（リッピー）
- バットマン（マット・ヘーゲン = クレイフェイス）
- バットマン:ブレイブ&ボールド（アーサー・カリー = アクアマン）
  - #3「アトランティスを救え！」
  - #9「ミクロのヒーローたち」
  - #14「星に願いを！」
  - #24「イクワノクスの運命」
  - #25「ミュージカル・パニック！」
  - #30「アクアマンの大冒険！」
  - #32「戦え！メタルマン」
  - #34「サイドキックたちの成長」
  - #40「侵略の日 パート2」
  - #46「入れかわった心」
  - #50「リーグを再結成せよ！」
- ババール〜ぞうの国の王様〜（セールスマネージャー、サイ）
- 万聖街（魔王）
- ピーター・コットンテール 幸せを運ぶウサギ（アントワーヌ〈声：ダニー・ケイ〉）
- ピノキオ 新しい冒険（マイッタナー）
- ピンクパンサー（ジャングルマン）
- Hoops -フープス-（フィル・ストーム）
- ブランディ アンド Mr.ウィスカーズ（ロレンゾ）
- ボブとはたらくブーブーズ　クリスマス・トゥ・リメンバー（ジョン）
- マイリトルポニー〜トモダチは魔法〜（グスタヴ・ル・グラン、ミュリア・マイルド）
- マドレーヌとすてきな家族（ホースト叔父さん = アンリ）
- みにくいアヒルの子（タークイン）※ビデオ版
- ミュータント・タートルズ（1987年版）（クリフ[86]）
  - NHK BS2版（ナポレオン）
  - テレビ東京版（G・クリフ、ヒーンズ教授、ヨーグルト船長 他）
  - 東和ビデオ版（ホフマン隊長 他）
- リトル・マーメイド（TVシリーズ） #6「孤独なモンスター サイモン」（サイモン）
- ルーニー・テューンズ（シルベスター・キャット[86]、ワイリー・コヨーテ）
  - バッグス・バニーのぶっちぎりステージ（ダフィー・ダック[86]、シルベスター・キャット[86]、ワイリー・コヨーテ、ナレーター 他）
  - シルベスター&トゥイーティー ミステリー（シルベスター・キャット）
  - トゥイーティーのフライング・アドベンチャー 80日間世界一周大冒険（シルベスター・キャット）
  - ルーニー・テューンズ・ショー（シルベスター・キャット、ワイリー・コヨーテ[231]）
  - 新 ルーニー・テューンズ（シルベスター・キャット）
  - ルーニー・テューンズ・カートゥーンズ（シルベスター・キャット[232]）
  - タイニー・トゥーンズのハチャメチャ学園（シルベスター・キャット[233]）
- チリー・ウィリー（クマ）※ビデオ版

#### その他
- シェフのテーブル: ピザ（クリス・ビアンコ）
- 文藝春秋 Sports Graphic Number Video Version 世界珍プレードキュメント スポーツあれれ大全（TVプロデューサー ドン・エリス、アメリカチーム ダグ・コリンズ、TVプロデューサー ジャッキー・バーネット）
- 超話題作「インデペンデンス・デイ」徹底解剖!!（ジェフ・ゴールドブラム）※テレビ朝日
- M.C.ESCHER（DVD日本語音声のナレーション）[234]
- ナトゥ 踊る!ニンジャ伝説（ランビア〈ラジープ〉）
- ニック・ファルド レッスンビデオ ※ビデオ版
  - ザ・ファルド シンプルにいこう（ニック・ファルド）
  - ニック・ファルド ザ・ショット（ニック・ファルド）
- マラウィ民話プロジェクト「ナマズとサル」日本語吹き替え版（語り手の吹き替え[235]）
- UFC登竜門TUF 二階級トーナメントシーズン14（ジェイソン・ミラー）※WOWOW
- 大井川鐵道（きかんしゃジェームス号の車内放送） - 2015年7月11日から

### 特撮
- 仮面ライダーBLACK RX（1989年、ニュースキャスター、庭林吾郎、本多政勝） - 俳優として
- ウルトラビッグファイト 大決戦!ウルトラマンパワード（1993年、リック・サンダース、ナレーター）
- 激走戦隊カーレンジャー（1996年、PP〈パーパー〉ラッパーの声）
- 海賊戦隊ゴーカイジャー（2011年 - 2012年、ダイランドーの声）
- 海賊戦隊ゴーカイジャーVS宇宙刑事ギャバン THE MOVIE（2012年、ダイランドーの声）
- 仮面ライダージオウ スピンオフ PART1『RIDER TIME SHINOBI』（2019年、闇忍の声[236]）
- がんばれいわ!!ロボコン ウララ〜!恋する汁なしタンタンメン!!の巻（2020年、ガンツ先生の声[237]）

### 人形劇
- NHK ひょっこりひょうたん島 ドクター・ストップの巻（NHKハイビジョン試験放送 1993年10月3日、NHK BS2 1993年12月23日、NHK教育 1994年1月2日、NHK Eテレ 2013年1月1日、ローブロー）
- NHK ひょっこりひょうたん島 魔女リカの巻（NHKハイビジョン実用化試験放送 1996年4月29日-5月2日、NHK BS2 1996年8月5日-8月8日、アホウのホウ助33世）
- NHK教育 こどもにんぎょう劇場 そりすべり（2001年、かえるくん）
- NHK教育 こどもにんぎょう劇場 紳士とオバケ氏（2007年、マジノマジヒコ）
- NHK教育 連続人形活劇 新・三銃士（2009年10月 - 2010年5月、アラミス / トレヴィル / リシュリュー枢機卿）
- NHK教育 おかあさんといっしょ ポコポッテイト（2011年 - 2016年3月31日、マッチョ / アオアシカツオドリのだんなさん / はまぐり三銃士の一人）
- NHK総合・Eテレ シャーロックホームズ（先行放送2014年3月25日-27日、8月19日・21日・23日、本放送2014年10月12日 - 2015年2月15日、モリアーティ教頭 / ゴドフリー・ノートン先生 / バーニコット / アロイシャス・ガルシア）
- テレビ東京 ディズニー・サンデー ちいさなプリンセス ソフィア内 マペット・タイム（2015年10月25日 - 2016年8月14日、フォジー / ロルフ / ブンゼン）

### ラジオ
- NHKラジオ第2 古典講読（聞き手・漢詩朗読）
- NHKラジオ第2 カルチャーアワー、カルチャーラジオ「漢詩をよむ」（聞き手・漢詩朗読）
- 文化放送・ラジオ大阪 オー!NARUTOニッポン（2005年3月、2006年10月 マンスリーパーソナリティー）
- 文化放送・大阪放送 BLEACH “B” STATION（2006年12月 森田当番）
- 武装錬金RADIO #3 ゲスト（2006年12月21日 - 2007年1月5日配信）

#### ラジオドラマ
- NHK-FM 青春アドベンチャー「辰のお年頃」（1999年12月）
- 押井守シアター ケルベロス鋼鉄の猟犬（文化放送、2006年5月-2007年3月 ダイスラー大尉）
- オーディオドラマ 海賊とよばれた男〈2014年配信〉（国岡正明）[238]
- 青山二丁目劇場 「帯久」（文化放送、2018年1月29日 与兵衛[239]）
- 青山二丁目劇場 「プラチナキャスト」（文化放送、2018年2月12日 社長[240]）
- 青山二丁目劇場 「プラチナキャスト2」（文化放送、2018年4月2日 社長[241]）
- 青山二丁目劇場 「人生の教科書」（文化放送、2018年7月23日 清水[242]）
- 青山二丁目劇場 「空に記す〜東京編〜前編・後編」（文化放送、2018年12月3日/10日 進[243]）
- 青山二丁目劇場「手作りのプレゼント」（文化放送、2019年7月1日 父親[244]）
- 歌舞伎まるごとストーリー「あらすじえもん」「テイキン・クエスト」（NHK-FM、2019年8月9日 大魔王ソルガ(蘇我入鹿)/大賢者トミーノ(藤原鎌足)[245]）
- 青山二丁目劇場「花江社長の特別な日々」（文化放送、2020年12月7日 桝村光男[246]）

### モーションコミック
- VOMIC ロック・リーの青春フルパワー忍伝（マイト・ガイ、ナレーション）
- ULTRAMAN（井手光弘[247]）

### 音楽CD
| 発売日         | タイトル                                                                        | 名義                           | 曲名 | 規格品番   |
| -------------- | ------------------------------------------------------------------------------- | ------------------------------ | --- | ---------- |
| 1991年10月21日 | 『おばけのホーリーII 音楽篇』                                                   | ニャンギラス                   | 3.「おばけにゃんかこわくにゃい」 | VICL-5120  |
| 1992年12月16日 | 『チロリン村物語 ソング・コレクション』                                         | ブラックバット                 | 5.「俺は大悪党」 | VICL-2103  |
| 1994年12月16日 | 『幽☆遊☆白書 ミュージックバトル編3 〜魔界伝説〜』                               | 黄泉                           | 12.「千年の闇の果て」 | MRCA-20052 |
| 1995年05月19日 | 『幽☆遊☆白書 メモリアルCD-BOX』                                                 | 黄泉                           | Disc3 13.「千年の闇の果て」 | MRCA-20063 |
| 1996年09月19日 | 『伝説のコンビニ』                                                              | バッキー                       | 1.「伝説のコンビニ」 | TODG-2002  |
| 1996年11月27日 | 『まちかどド・レ・ミ』アルバム                                                  | バッキー                       | 2.「伝説のコンビニ」 12.「サンダルのうた〜明日天気になーれ」 | TOCG-5406  |
| 1998年07月29日 | 『まちかどド・レ・ミ〜よろしくマカレナ〜』                                      | バッキー                       | 1.「よろしくマカレナ」 4.「伝説のコンビニ」 | TOCG-5450  |
| 1999年09月22日 | 『まちかどド・レ・ミ〜ウェルカム!ハミングナッツ〜』                             | バッキー                       | 6.「伝説のコンビニ」 8.「よろしくマカレナ」 | TOCF-57024 |
| 2002年06月21日 | 『COWBOY BEBOP CD-BOX』                                                         | アンディ・フォン・デ・オニヤテ | Disc5 2.「魅惑のホースライディング」 | VIZL-64    |
| 2008年07月09日 | 『東京ディズニーランド® ミュージック・アルバム』                                | うさぎどん                     | 9.「スプラッシュ・マウンテン "ライドスルー・ミックス"」 | AVCW-12668 |
| 2008年09月17日 | 『東京ディズニーシー® ディズニー・ア・ラ・カルト』                              | ルミエール                     | テーブル・イズ・ウェイティング | AVCW-12685 |
| 2009年05月27日 | 『YOKO KANNO SEATBELTS 来地球記念コレクションアルバム スペース バイオチャージ』 | EHARA "ANDY" MASASHI           | Disc3 4.「魅惑のホースライディング」 | VTCL-60141 |
| 2011年11月02日 | 『東京ディズニーシー® テーブル・イズ・ウェイティング』                          | ルミエール                     | 「テーブル・イズ・ウェイティング」 | AVCW-12858 |
| 2012年09月26日 | 『東京ディズニーランド® ディズニー・ハロウィーン2012』                          | おばけの手紙の配達人           | 「Disney’s Halloween Street “Welcome To Spookyville”」 | AVCW-12914 |
| 2012年11月21日 | 『東京ディズニーシー® クリスマス・ウィッシュ2012』                              | ルミエール                     | 「テーブル・イズ・ウェイティング・クリスマスキュイジーヌ」 | AVCW-12930 |
| 2016年2月17日  | 『ポコポッテイトうたいっぱい〜ポコポコ ぽてぽて ぽていじま〜』                  | アオアシカツオドリのだんなさん | 15.「おしゃれサマー」 16.「ポッテイト音頭」 31.「おにぎり ころぎゅっぎゅ」 32.「ああ、めおとばし」 47.「まっかなジャム」 51.「ポコポコ ぽてぽて ぽていじま（2ばん）」 | PCCG-01508 |
| 2016年2月17日  | 『ポコポッテイトうたいっぱい〜ポコポコ ぽてぽて ぽていじま〜』                  | マーモット3きょうだい          | 15.「おしゃれサマー」 16.「ポッテイト音頭」 28.「まだまだ もっと！」 33.「なかよし ありがとう」 51.「ポコポコ ぽてぽて ぽていじま（2ばん）」                          | PCCG-01508 |
| 2016年2月17日  | 『ポコポッテイトうたいっぱい〜ポコポコ ぽてぽて ぽていじま〜』                  | はまぐりさんじゅうし           | 56.「はまぐりさんじゅうしのうた」 57.「うたってハッピー」 | PCCG-01508 |

### ナレーション
- スマイルショッピング（スマイルテレビ）
- 親と子のTVスクール内 2005年学校の旅!（NHK教育）
- 今夜もあなたのパートナー もっと知りたい!暮らしQ&A（NHK教育）
- ファイト!（NHK教育、1992年4月 - 1994年4月）
- 堂々日本史（NHK総合）
- 連続テレビ小説（NHK総合、副音声解説放送ナレーション、2002年度 - 2006年度）
  - さくら（2002年前期）
  - まんてん（2002年後期）
  - こころ（2003年前期）
  - てるてる家族（2003年後期）
  - 天花（2004年前期）
  - わかば（2004年後期）
  - ファイト（2005年前期）
  - 風のハルカ（2005年後期）
  - 純情きらり（2006年前期）
  - 芋たこなんきん（2006年後期）
- 味わいパスポート（NHK総合、2002年4月 - 2003年3月）
- 星空のロマン（NHK-BS1、2004年1月 - 11月）
- ニューヨーカーが教える 簡単ピラティス（NHK教育、2005年4月4日 - 5月13日）
- 新・“科楽”教育のススメ（NHK教育、2005年4月9日）
- 趣味悠々 パパイヤ鈴木のENJOYダンシング!（NHK教育、2005年11月 - 12月）
- ザ・ピングーショー（NHK教育、2007年）
- テレ遊びパフォー! → パフォー!（NHK総合、2008年4月 - 2010年3月）
- 天てれドラマ（NHK教育、2009年度）
- イチバン 出る杭は育てろ！中小企業、イチバン探しの旅（テレビ東京、2009年11月5日 - 2010年6月24日）
- 松岡修造の情熱チャージ 熱血!ホンキ応援団（ホンキでスゴイFILE 命がけ職業×4、テレビ朝日）
- Q〜わたしの思考探究（NHK教育、2011年1月8日 - 3月26日）
- 大!天才てれびくん内 大天才テレビジョン放送技術研究所（NHK教育、2011年度- ）
- 番宣番組（TBSチャンネル）
- 石井竜也のショータイム（NHK BSプレミアム、2011年4月 - 2013年3月）
- BBC EARTH 2012 スパイカムシリーズ ヌーの大移動を追う（WOWOW、2012年10月）
- 大人番組リーグ 死ぬ前にやっておきたいこと 有名人のエンディングノート（WOWOW、2012年11月4日）
- きょうの料理 谷原章介のザ・男の食彩（NHK Eテレ、2014年4月17日 - 2016年3月24日）
- いじめをノックアウトスペシャル（NHK Eテレ、2016年10月29日 - ）
- おんな城主 直虎予告編（NHK総合、2016年12月）
- 首都圏情報 ネタドリ!（NHK総合、2018年4月13日 - ）
- サンバリュ はじめまして!一番遠い親戚さん（日本テレビ、2018年8月12日 - ）
- ルヴァンカップ決勝まであと○日! 〜蹴形警部がルヴァンを徹底追跡〜（フジテレビ、2018年10月22日 - 25日）
- もやモ屋（NHK Eテレ、2018年10月27日、2019年10月4日 - ）
- ボイス 110緊急指令室（日本テレビ、副音声解説放送アイパートナー[248]、2019年7月13日 - ）
- グッとラック!（TBS、2019年9月30日 - ）[249]
- 大病院占拠（日本テレビ、副音声解説放送アイパートナー[250]、2023年1月14日 - ）

### CM
- トモエ算盤（出演）※俳優として
- 日本コカ・コーラ「コカ・コーラとペンバートン博士」（ナレーション）
- グラクソ・スミスクライン アクアフレッシュ（ナレーション）
- IBM（ギル）
- 機動戦士ガンダム0083 STARDUST MEMORY （1991年、ナレーション）
- パチスロ物語 ユニバーサル・スペシャル（1994年）（ナレーション）
- 横綱物語（1994年）（ナレーション）
- 日清食品 カップヌードル 「すごいぞU.T.フィギュアプレゼント!」（2002年）（声の出演）
- ライオン バファリンプラス（2002年 - 2004年）（ナレーション）
- パイオニア carrozzeria エージェント CYBER NAVI（2004年）（ナレーション含む全役）
- キリンビバレッジ 激流（2005年）（ナレーション）
- 丸増 プリマシティ長津田みなみ台（2005年）（ナレーション、シルベスター）
- ノバルティスファーマ 加齢黄斑変性疾患啓発キャンペーン（2012年）（ナレーション）
- フォルクスワーゲングループジャパン Golf 「夜のディーラー」篇（2012年）（カーナビ）
- トヨタ自動車 企業広告 もっとよくしよう。「Toyota Safety Sense / 高速域篇」（2015年）（コウモリ）
- 関西電力 はぴeカフェ 〜「関電ガス アスパラガス」篇〜 / 〜「関電ガス 経済性」篇〜（2017年）（ナレーション）
- GUNDAM VERSUS ドム編（2017年）（声の出演[251]）
- パーソルキャリア an（2018年）（ポプ子[252][253]）
- スーパーロボット大戦T（2019年）（ナレーション[254]）
- サイカ マゼラン「マゼラン部長登場」江原正士篇（2020年）（マゼラン・サルヴァドル部長[255]）
- ココス 濃厚篇（2023年）（ナレーション）

### テレビドラマ
- いごこち満点 第1話（1976年4月6日 TBS） - 郵便屋
- 大河ドラマ
  - 風と雲と虹と 第30話「遊女姫みこ」（1976年7月25日） - 遊女宿の客
  - 花神（1977年） - 佐世八十郎
    - 第11回「討幕幻想」（1977年3月13日）
    - 第12回「ほととぎす」（1977年3月20日）

  - 草燃える（1979年） - 郎党
  - 峠の群像（1982年） - 柳沢家の侍
  - 徳川家康（1983年） - 近侍
- 前略おふくろ様 第2シリーズ 第10回（1976年12月17日 日本テレビ） - 巡査
- 西遊記 第10話「哀しき王妃 二人の玄奬」（1978年 日本テレビ） - 烏鶏国の役人
- 中学生日記 第299回「ホホにキスして」（1979年11月25日 NHK）
- 七人の刑事 第3シーズン 第57回「幸せの小さな旅」（1979年7月6日 TBS）
- 大捜査線シリーズ 追跡 第1話「暴走デカ!原宿エレジー」（1980年9月25日 フジテレビ・ユニオン映画） - 小泉刑事
- 将軍 SHŌGUN（1980年 日米合作） - スガ
- それからの武蔵（1981年1月2日 東京12チャンネル） - 田原森都の使いの侍
  - 第7話 「浪人館の襲撃」
  - 第8話 「江戸城・家光との対決」
- 太陽にほえろ! 第537話「赤い憎悪」（1982年12月24日 日本テレビ・東宝） - 宇野雅之
- 特急さくら殺人事件 死体蒸発の謎!東のハコネ西のセノハチとは?（1982年9月4日 TBS・大映） - 公安官
- 土曜ワイド劇場（テレビ朝日）
  - 死者の木霊（1982年12月4日） - 鳴宮秀彦
  - 京都殺人案内8（1983年10月22日） - 土井刑事
  - 西村京太郎トラベルミステリー・特急“白鳥”十四時間（1985年10月12日） - 磯見茂樹
  - 西村京太郎トラベルミステリー・寝台急行“銀河”殺人事件（1986年6月28日） - 田沢販売課長補佐
  - 仮面法廷 黒いサングラスの女・謎!謎!謎!顔のない完全犯罪（1987年10月10日） - 検視官
  - 西村京太郎トラベルミステリー・みちのく湯けむり殺意の旅（1987年12月5日） - ニュースキャスター
  - 西村京太郎トラベルミステリー・アルプス誘拐ルート（1989年4月1日） - ニュースキャスター
  - 知床旅情殺人事件（1990年1月27日）
  - 密会の宿6「スポーツクラブで消された女 マッサージルームの秘密」（1991年5月4日）
  - 十和田湖畔 偽りの花嫁（1995年3月4日） - 樋口清
- 特捜最前線 第434話「悪女からのプレゼント！」（1985年9月25日 テレビ朝日）
- 夏樹静子サスペンス 遠い秘密（1986年2月3日 関西テレビ） - 村井
- 恐怖のドライブ（1986年12月13日 フジテレビ・日活）
- 誇りの報酬 第25話「あの美女は誰だ?!」（1986年3月30日 日本テレビ・東宝） - 中央署刑事
- 森村誠一サスペンス・殺意の重奏（1987年2月2日 関西テレビ・東宝）
- 松本清張の絢爛たる流離 第3話「離婚した花嫁の殺意」（1987年4月1日 テレビ朝日・松竹） - ナレーション ※シリーズ次回予告も担当
- 大都会25時 第1話「ホテトル嬢が見た夢は」（1987年4月22日 テレビ朝日・東映） - 検視官

### ウェブドラマ
- ＃声だけ天使 第8話「過去との決別」（2018年3月5日 AbemaTV） - 理事長[256]

### 映画
- イシダイしまごろう（1977年 学研映画） - しまごろうの飼育係青木
- 雨の轍（1993年7月6日 ゼイカンパニー） - アナウンサー

### 舞台
- ほんとうのハウンド警部
- ふたりのロッテ
- 海を見ていたジョニー
- 陽はそれぞれに（1978年 山本治演出 / 民主音楽協会上演）
- 王将（1978年 北條秀司原作 栗山昌良演出 金井彰久企画・製作 / 劇団青年座上演 紀伊国屋書店後援 / 紀伊国屋ホール他） - 参会者 立花〈第一幕〉 / 弟子 松島〈第二幕〉
- セチュアンの善人（1978年 ベルトルト・ブレヒト原作 加藤衛訳 小沢栄太郎演出 金井彰久企画・製作 /劇団青年座上演 紀伊国屋書店後援 / 紀伊国屋ホール他） - 八人家族の甥
- 椿姫（1979年 アレクサンドル・デュマ・フィス原作 竹邑類演出 澤田一郎製作 / 松竹上演 / 日生劇場） - ギュスターヴ
- ジュリアス・シーザー（1981年 ウィリアム・シェイクスピア原作 福田恆存訳 福田逸演出 / 劇団昴上演 / 三百人劇場） - ルーシリアス / 兵士
- 岩田豊雄追悼記念 医師クノック（1982年 ジュール・ロマン原作 岩田豊雄訳 福田恆存、村田元史演出 / 劇団昴上演 / 三百人劇場） - 村の若者2
- 業平（1982年 川口松太郎原作 福田恆存演出 / 劇団昴上演 / 三百人劇場） - 大藤内
- ヘンリー四世 騎士フォールスタフの滑稽譚（1982年 ウィリアム・シェイクスピア原作 福田恆存訳・演出 / 劇団昴上演 / 三百人劇場、国立劇場小劇場他） - 使者
- 蜘蛛の巣（1983年 アガサ・クリスティ原作 加藤恭平訳 樋口昌弘演出 / 劇団昴上演 / 三百人劇場） - ジェレミー・ウォリンダー
- ハムレット（1984年 ウィリアム・シェイクスピア原作 福田恆存訳・演出 / 劇団昴上演 / 三百人劇場他） - バーナードー
- セールスマンの死（1989年 アーサー・ミラー原作 沼沢洽治訳 ジョン・ディロン演出 / 劇団昴上演 / 東京グローブ座他） - ハワード・ワグナー

### テレビ番組
- TBS 日立 世界・ふしぎ発見!（1986年4月19日 - ）（ボイスオーバー）
  - アドリア海に眠る沈没船 ルネサンスの謎（2019年11月2日、歴史文献学者 マウロ・ボンディオリ）
- NHK総合 NHKスペシャル（1989年4月2日 - ）（ボイスオーバー）
  - 地球大進化〜46億年・人類への旅
    - 第4回 「大量絶滅 巨大噴火がほ乳類を生んだ」（2004年7月17日、南アフリカ博物館 ロジャー・スミス博士）

  - 復興・原子野から立ち上がった人々 （2005年6月4日、広島市役所総務課次席 村上敏夫）
  - “一瞬”の戦後史〜スチール写真が記録した世界の60年（2005年6月5日、写真家 エリオット・アーウィット、野党幹事長 モフセン・ミルダマディ）
  - 21世紀の潮流 アフリカゼロ年 第1回「ジェノサイドを止めるのは誰か」（2005年7月9日、AU平和維持部隊 ジーン・カズラ副司令官）
  - 21世紀の潮流 アフリカゼロ年 第2回「ナイジェリア石油争奪戦 〜貧困をもたらすの は誰か〜」（2005年7月23日、ボイスオーバー）
  - 21世紀の潮流 アフリカゼロ年 第3回「子ども兵を生んだのは誰か〜モザンビーク・内戦の果てに〜」（2005年7月24日、元更生施設所長 レイナルド・ムカベレ）
  - 21世紀の潮流 アフリカゼロ年 第4回「40万人を死なせたのは誰か〜南アフリカ・エイズ薬と命の値段〜」（2005年7月30日、ボイスオーバー）
  - 21世紀の潮流 追跡 核の闇市場〜放置された巨大ネットワーク〜（2005年8月8日）
  - そして日本は焦土となった 〜都市爆撃の真実 〜（2005年8月11日、カーチス・E・ルメイ将軍 他）
  - 復興への行進（マーチ） 〜音楽の街・ハリケーンから半年〜（2006年3月18日、ボイスオーバー）
  - 巨大穴 天坑 謎の地下世界に挑む（2006年4月11日、ボイスオーバー）
  - 危機と闘う テクノクライシス 第1回「あなたの預金が狙われる 国境を越えるサイバー 犯罪（2006年7月9日、ボイスオーバー）
  - 21世紀の潮流 ラテンアメリカの挑戦 第2回「格差からの脱出 〜ブラジル・チリ〜」（2006年8月4日、ブッシュ大統領）
  - 論文捏造 夢の医療はなぜ潰えたのか（2006年8月20日、ボイスオーバー）
  - 北極大変動 第2集 「氷の海から巨大資源が現れた」（2008年5月26日、世界自然保護基金 ニール・ハミルトン博士、スタトイルハイドロ社 ヘルゲ・ルンド（英語版）CEO）
  - アメリカ発 世界金融危機（2008年10月11日、プリンストン大学 ヒュン・ソン・シン（英語版）教授、金融システム開発会社 ロイド・アルトマン）
  - エジプト発掘 第1集 「ピラミッド 隠された回廊の謎」（2009年7月5日、建築家 ジャン・ピエール・ウーダン）
  - 魔性の難問 〜リーマン予想・天才たちの闘い〜（2009年11月15日、ステクロフ数学研究所教授 ニコライ・ムニェフ博士、オックスフォード大学教授 マーカス・デュ・ソートイ 他）
  - 日本人はなぜ戦争へと向かったのか 第3回「“熱狂”はこうして作られた」（2011年2月27日、陸軍大臣 荒木貞夫 他）
  - 病の起源第4集 心臓病 〜高性能ポンプの落とし穴〜（2013年10月27日、アジット・バルキ教授）
  - 調査報告 STAP細胞 不正の深層（2014年7月27日、笹井芳樹CDB副センター長）
  - 生命大躍進 第3集「ついに"知性"が生まれた」（2015年7月5日、ロイヤル・ティレル博物館 ドナルド・ヘンダーソン博士、シカゴ大学 羅哲西教授、マックス・プランク心理言語学研究所 サイモン・フィッシャー（英語版）博士）
  - “終戦”知られざる7日間（2015年8月16日、歴史家 リチャード・フランク）
  - 新・映像の世紀
    - 第1集「百年の悲劇はここから始まった」（2015年10月25日、アルベルト・アインシュタイン）
    - 第2集「グレートファミリー 新たな支配者」（2015年11月29日、マックス・ファクター、トーマス・エジソン）
    - 第3集「時代は独裁者を求めた」（2015年12月20日、哲学者 マルティン・ハイデガー、駐独アメリカ大使 ウィリアム・ドッド（英語版）、連合国軍最高司令官 アイゼンハワー）
    - 第4集「世界は秘密と嘘に覆われた」（2016年1月24日、FBIの報告書の朗読、CIA副官 ヘルムズ）
    - 第5集「若者の反乱が世界に連鎖した」（2016年2月21日、コロンビア大学学長の談話朗読、映画監督 ジャン・リュック・ゴダールの談話朗読）

  - 盗まれた最高機密 〜原爆・スパイ戦の真実〜（2015年11月1日、スティーブンス工科大学准教授 アレックス・ウェラースタイン、再現ドラマのアルソス諜報部隊員）
  - 史上最悪の感染拡大 エボラ 闘いの記録（2016年2月6日、カーン医師の同僚、アメリカ チュレーン大学 ロバート・ギャリー博士、イングランド公衆衛生庁 マイルス・キャロル博士）
  - そしてテレビは“戦争”を煽った〜ロシアVSウクライナ 2年の記録〜（2016年5月21日、ロシア国営テレビ キャスター ドミートリー・キセリョフ、テーベーツェー記者 ピョートル・リュビーモフ、ドーシチ 記者 セルゲイ・エルジェンコフ）
  - 完全解剖 ティラノサウルス〜最強恐竜 進化の謎〜（2016年9月18日、古生物学者 イギリス エジンバラ大学 スティーブン・ブルテッサ博士、古生物学者 アメリカ ユタ大学 マーク・ローウェン博士）
  - マネー・ワールド 資本主義の未来 第2集 国家VS.超巨大企業〜富をめぐる攻防〜（2016年10月22日、経済学者ジャック・アタリ、スペイン マリナレダ村 村長 サンチェス・ゴルディージョ 他）
  - マネー・ワールド 資本主義の未来 第3集 巨大格差 その果てに（2016年10月23日、ニューヨーク大学教授 リチャード・エプステイン、アメリカ元労働長官 カリフォルニア大学教授 ロバート・ライシュ、文明評論家 ジェレミー・リフキン）
  - “がん治療革命”が始まった プレシジョン・メディシンの衝撃（2016年11月20日、メモリアル・スローン・ケタリングがんセンター マーク・ラダニー博士、ノースカロライナ大学 ウィリアム・キム博士）
  - トランプのアメリカ 世界はどうなる？（2017年1月1日、メキシコからの移民 エラディオ・ランヘル、アーショットハロム市長 トロツカイ・ラースロー、国際政治学者 イアン・ブレマー）
  - 樺太地上戦 終戦後7日間の悲劇（2017年8月14日、樺太師団 参謀長 鈴木康大佐）
- NHK総合 クローズアップ現代（1993年4月5日 - 2016年3月17日）
  - 大津波から半年、被災地は今（2005年6月27日、ボイスオーバー）
- NHK教育 ETV特集（1993年4月 - 2000年3月、2004年4月 - ）
  - 新しい音が生まれた〜BEGINとギター職人たち（2004年6月11日）
  - ヨーヨー・マとシルクロード・アンサンブルの仲間たち〜対話と創造の8日間〜（2005年5月7日、ヨーヨー・マ）
  - わが父・溥傑〜ラストエンペラーの弟・波乱の生涯〜（2006年1月21日、愛新覚羅溥傑）
  - 岡倉天心〜アジア100年の旅（2006年5月6日）
  - 焼け跡から生まれた憲法草案（2007年2月10日、社会政策学者・森戸辰男）
  - 戦場で書く〜作家 火野葦平の戦争〜（2013年12月7日、菊池寛 他）
  - 関東大震災と朝鮮人 悲劇はなぜ起きたのか（2016年9月3日、内務大臣 水野錬太郎、衆議院議員 永井柳太郎）
  - 漱石が見つめた近代〜没後100年 姜尚中がゆく〜（2016年12月3日、トーマス・カーライル、貴州大学教授 李國棟）
- NHK教育 海外ドキュメンタリー サハラ砂漠のロッククライミング（1993年8月6日、ロッククライマー ロン・カウク（英語版））
- フジテレビ 二か国語（1994年 - 2002年3月21日、司会）※顔出し出演
- NHK BS1 世界は訴える さまよえる冷戦の遺物〜旧ソ連の原潜・タイフーン〜（1995年2月18日、サーシャ、セルゲイ・ドグニコフ元将校）
- NHK教育 まちかどド・レ・ミ バナナンストリート編（1996年度 - 1998年度、バッキー）
- NHK総合 テヘラン 戒律のはざまで（1997年1月10日）
- NHK BS1 西洋アンティーク鑑定会（1997年3月23日、鑑定人A、鑑定人C、鑑定人G）
- NHK BS2 フルーツサンデー（1997年4月13日 - 2002年3月29日、おしゃべりキツツキクリッキー）
- NHK教育 天才てれびくんワイド（2000年度CGキャラクター・エバラン（参考：苗字・江原（えはら）とエバラを混ぜたCGキャラクター）
- NHK教育 ドキュメント地球時間「シャンパンはいかが」（2000年7月28日）
- NHK総合 その時歴史が動いた（2000年3月29日 - 2009年3月18日）
  - 第145回 スパイ・ゾルゲ 最後の暗号電報 〜新資料が明かす国際スパイ事件〜（2003年7月30日、ゾルゲ）
- NHK-BShi ハイビジョンスペシャル（2000年12月 - 2003年度）
  - ロシア 小さき人々の記録（2001年8月12日、タラ文書資料館 レオニード館長、元アフガン兵 ワレンチン・シジェリニコフ）
  - トルストイの大地 〜辻井喬のロシア・ユートピア巡礼〜（2001年10月30日、ボイスオーバー）
  - 天才画家の肖像 ゴッホとゴーギャン 二人のひまわり（2002年11月14日、ファン・ゴッホ美術館学芸員 ルイ・ファン・ティルボルフ 他）
  - 柿右衛門 はてしなき旅路〜ヨーロッパが愛した日本の美〜（2003年1月3日、大英博物館日本美術部長 ビクター・ハリス、ライデン大学教授 クリスティアン・ヨルフ、マイセン磁器製作所 ルッツ・リヒター）
- NHK BS1 BSプライムタイム（2003年4月2日 - 2004年4月5日）
  - 映像記録 昭和の戦争と平和「カラーフィルムでよみがえる時代の表情」前編（2003年8月10日、秩父宮雍仁親王の伝記朗読、古川ロッパ昭和日記朗読）
  - 映像記録 昭和の戦争と平和「カラーフィルムでよみがえる時代の表情」後編（2003年8月11日、幣原喜重郎首相の演説）
- NHK-BS2 スター・ウォーズ物語（2003年6月17日、ジョージ・ルーカス）
- NHK-BS1 BS世界のドキュメンタリー（ボイスオーバー）（2004年4月1日 - ）
- NHK BS1 BSドキュメンタリー（2004年4月3日 - 2008年11月9日）（ボイスオーバー）
  - 証言でつづる現代史「こうしてソ連邦は崩壊した」前編 8月の"クーデター"（2006年12月29日、ロシア共和国国務長官 ブルブリス）
  - 証言でつづる現代史「こうしてソ連邦は崩壊した」後編 森の奥の静かな闘い（2006年12月29日、ロシア共和国国務長官 ブルブリス、アメリカ国防総省 カーター元次官補）
- NHK教育 地球ドラマチック ユアン・マクレガーのジャングル・サバイバル（2004年7月22日/29日、クリス・ベグリー）
- NHK-BShi ハイビジョン特集（2004年度 - 2011年度）
  - 魅惑のイングリッシュ・ガーデン-大英帝国・庭物語-（2004年7月15日、ガーデンデザイナー クリス・ビアドショー）
  - 地球大進化 第2回「繰り返される栄枯盛衰のドラマ」（2004年11月23日、南アフリカ博物館 ロジャー・スミス博士）
  - 危機を希望に アジア 世界遺産からのメッセージ（2006年3月22日、ホセ、テヘラン大学教授 アリレザ・エイニファー、石窟の住民 マオラ・ダッド 他）
  - 宇宙ロマン 星に秘められた46億年の物語（2006年4月6日、ワシントン大学 スターダスト計画科学総責任者 ドナルド・ブラウンリー（英語版）博士）
  - 天才画家の肖像 レンブラント 自画像が語る光と影（2006年11月13日、ボイマンス美術館 チーフキュレーター イェルーン・ヒルタイ）
  - エジプト発掘 第1集「ピラミッドはこうして造られた」[注 8]（2009年7月18日、建築家 ジャン・ピエール・ウーダン）
  - 素数の魔力に囚われた人々 リーマン予想・天才たちの150年の闘い[注 9]（2009年11月21日、ステクロフ数学研究所教授 ニコライ・ムニェフ博士、オックスフォード大学教授 マーカス・デュ・ソートイ 他）
- フジテレビ WORLD DOWNTOWN（2004年4月13日 - 9月14日）（「全アフリカライオンズクラブ・セネガル支部長」マンデラ兄、「ビバリーヒルズ・コップ」エディ・マーフィ）
- NHK BSプレミアム、他 世界ふれあい街歩き（2005年3月29日 - ）
  - シドニー／オーストラリア（2007年6月26日、ツアーガイド バーニー・ウィートリー）
- NHK総合 探検ロマン世界遺産（2005年3月31日 - 2009年3月28日）
  - 天空へのメッセージ〜ペルー・ナスカ地上絵（2005年3月31日、ボイスオーバー）
  - インカ帝国 驚異の空中都市〜ペルー・マチュピチュ〜（2005年6月2日、ペルー文化庁 フェルナンド・アステテ）
  - 風とともに大地に生きる〜オランダ・キンデルダイクの風車群〜（2005年10月6日、風車守 コック・ファン・デン・ベルク）
  - 栄光への殿堂〜イギリス・ウェストミンスター宮殿（2005年11月10日、ボイスオーバー）
  - アドリア海の真珠 自由の輝き〜 クロアチア・ドゥブロブニク〜（2006年2月2日、ボイスオーバー）
- TBS 神様のしわざ! 〜その時!カメラの前で奇跡が起きた! 世界○秘劇的映像スペシャル!!（2005年7月27日、マイケル・ヒングソン、副操縦士、クリス）
- NHK教育 天才てれびくん外伝 宇宙船ソフィア号の冒険〜なぜ人は人の生命（いのち）を奪ってはいけないのか?〜（2005年8月13日）（異星人カオス）
- フジテレビ 土曜プレミアム『うそうそ』（2008年11月29日）（妖の声、番組プレゼントナレーション）
- NHK-BShi プレミアム8（2009年 - 2011年）
  - シリーズ 巨匠たちの肖像 セザンヌ 革命を起こした隠者（2010年5月25日、アンブロワーズ・ヴォラール）
  - 世界一番紀行 世界で一番自転車が多い街〜オランダ・グローニンゲン〜（2011年2月16日、グローニンゲン州知事 マックス・ファンデンベルグ）
- BS11 江原正士がナビゲート XIIIの世界に迫る（2009年12月13日、MC）※顔出し出演
- NHK教育 デジスタ・ティーンズ（2010年、ティム・バートン）
- NHK総合 松本人志のコントMHK（2010年10月15日、ダイナミックアドベンチャーポータブルのDVDのガイダンスの声）
- NHK総合 世界遺産への招待状 TRAVEL63 イスラムの一族 千年の祈り〜古都ボスラ〜（2011年1月21日、裁縫職人 ムハンマド・アフマド・アル・ミクダード、大学生 バヤーン・イスマイール・アル・バルヒー）
- NHK BSプレミアム コズミックフロント（2011年4月3日 - 2015年3月27日）
  - 地球外生命を探せ 〜ついに発見?! 生命の星〜（2011年4月12日、模型スタジオデザイナー ジェルドゥ・シェル（英語版）、カリフォルニア大学 スティーヴン・ヴォート教授）
  - 太陽の民 マヤ 〜いま明かされる驚異の暦〜（2011年7月5日、デヴィッド・スチュアート）
  - ダークエネルギー 発見！加速する宇宙（2011年9月13日、ボイスオーバー）
  - COSMIC FRONT SPECIAL 5つの疑問で宇宙の謎に迫れ！（2011年12月31日、ボイスオーバー）
  - 鷲は舞い降りた 月着陸船 アポロ最大の逆転劇（2012年6月28日、元NASAアポロ宇宙船計画室 チーフエンジニア オーウェン・モーリス、人工衛星開発企業 チーフエンジニア ジェラルド・エルヴェラム）
  - 火星への挑戦File1 人間の限界を超えて（2012年7月26日、アントワーヌ・エベール〈ロテール・ブリュトー〉）
  - 火星への挑戦File3 地球外生命を探し出せ（2012年8月9日、ボイスオーバー）
  - マッハの壁を超えろ！宇宙の扉を開いたX計画（2013年6月20日、NACA主任技術者 オーウェン・グレン・モーリス、宇宙飛行士 ジョー・エングル）
  - 世界最古の天文盤!? 謎のネブラ・スカイディスク（2013年7月18日、バーゼルの刑事、ハレ大学 経済地理学 グレゴア・ボルグ教授）
  - 地球脱出（2013年10月3日、SF作家 デビッド・バーテル）
  - アリアンに載せる夢 激動の欧州宇宙開発（2013年10月17日、ジャン＝ピエール・モラン元ギアナ宇宙センター副センター長）
  - 火星改造! テラフォーミング最前線（2014年2月13日、ロバート・ズブリン 他）
  - 超新星1987A〜星の最期を目撃せよ〜（2014年5月15日、イアン・シェルトン（英語版））
  - 宇宙でイチバン! 宇宙一明るく輝く星（2014年6月12日、ニコラウス・コペルニクス）
  - ファーストコンタクト（2014年6月19日、ニック・セーガン（英語版））
  - 宇宙でイチバン! 驚異の天体 最も熱く速い星（2014年7月17日、ニコラウス・コペルニクス）
  - 2050年 宇宙エレベーターの旅（2014年9月11日、ブラッドリー・C・エドワーズ（英語版））
  - 出現!新型宇宙船オリオン〜アメリカ火星有人探査の最前線〜（2014年11月20日、チャールズ・ボールデンNASA長官 他）
  - 気象観測に革命!超高性能衛星ひまわり8号（2015年1月22日、ロブ・バーテッシーオーストラリア気象局長官 他）
  - なんだこりゃ!奇妙な星の一生（2015年2月9日、扉の声）
- NHK-BS1 BS1スペシャル（2011年度 - ）
  - テレビと“戦争”（2016年7月1日、テーベーツェー記者 ピョートル・リュビーモフ）
  - ダボス会議2018 お金が“タダ”でもらえたら?〜議論白熱!ベーシックインカム〜（2018年3月1日、スラックCEO スチュワート・バターフィールド）
  - ナイキを育てた男たち〜“SHOE DOG”とニッポン〜（2018年4月29日、ナイキ創業者 フィル・ナイト）
- NHK総合 WALKING EYES アルクメデスグリーン盤 「THE GREEN TILE」（2011年5月4日、ボール〈ジェフ・ワスティラ〉）
- フジテレビ 新報道2001（2011年7月31日、カルロス・ゴーン社長）
- テレビ愛知 声優バラエティー SAY!YOU!SAY!ME!（2011年9月、東京タワー）
- BS11 FF13-2予約直前特番〜再び生を得る、新たな世界が明らかに!〜（2011年9月15日、ナビゲーター）※顔出し出演
- BS11 FF13-2発売直前特番〜新たな物語が時をつなぐ!〜（2011年12月14日、MC）※顔出し出演
- 旅チャンネル「夢のラグジュアリートラベル」（2012年）
- NHK BSプレミアム 天海祐希 パリと女と…〜魅惑の新オルセー〜第2部「美しく生きる」（マチアス・オクレールオペラ座資料館主任学芸員）（2012年2月26日）
- NHK教育 オトナへのトビラTV（2012年12月6日/13日、アニメ部分のヒーロー風キャラクター）
- NHK BSプレミアム ザ・プレミアム 超常現象〜科学が挑む不可思議の世界〜第2集「秘められた謎のパワー」（2014年1月18日、ユリ・ゲラー、元アメリカ陸軍 ポール・スミス、ノエティック科学研究所 超心理学 ディーン・レイディン博士）
- AT-X 番宣部長（2014年4月[257]）※顔出し出演
- NHK BSプレミアム 英雄たちの選択（2014年4月3日 - ）
  - 木戸孝允 薩長同盟の舞台裏（2014年6月29日、木戸孝允）
- NHK教育 サイエンスZERO（声の出演）
- NHK総合 SONGS
  - 第306回 ABBA（2014年7月26日、ビヨルン・ウルヴァース）
  - 第317回 レッド・ツェッペリン（2014年10月25日、ジミー・ペイジ）
- NHK BSプレミアム 人類 未知なる宇宙に挑む（2014年8月7日、ラッセル・シュワイカート 他）
- NHK Eテレ 戦後史証言プロジェクト 日本人は何をめざしてきたのか
  - 知の巨人たち 第8回「宇宙から生命を見つめて」手塚治虫（2015年1月31日、漫画「紙の砦」軍事教練教官、漫画「アトム大使」天馬博士）
  - 未来への選択 第4回「格差と貧困 豊かさを求めた果てに」（2015年7月25日、社会政策学者・森戸辰男、経済学者・江口英一 他）
- NHK BSプレミアム コズミックフロント☆NEXT（2015年4月9日 - ）
  - 月のミステリー 奇妙な発光現象の正体は?（2015年4月9日、再現アニメのナレーション、アベリストウィス大学講師 トニー・クック博士、コロラド大学教授 ミハイ・ホラニー博士、NASAジョンソン宇宙センター管制室 交信担当官）
  - 宇宙の果てのミステリー（2015年6月25日、マサチューセッツ工科大学 マックス・テグマーク教授）
  - ミステリー 宇宙で最も寒い場所（2016年6月2日、惑星物理博士 ケビン・グレーザー博士、マックスプランク天文学研究所 オリバー・クラウゼ博士）
  - 太陽に謎のリング その正体は?（2016年6月16日、高高度観測所 元所長 ロバート・マックイーン、コロラド大学教授 ミハイ・ホラニー、TESSプロジェクト・サイエンティスト スティーブン・ラインハート）
  - 恒星間飛行 人類は隣の星へ行けるか?（2016年7月28日、惑星協会CEO ビル・ナイ、南カリフォルニア大学 クリフォード・ジョンソン（英語版）教授）
  - 謎の巨大惑星 プラネット9（2016年8月25日、カリフォルニア工科大学 マイク・ブラウン教授）
  - 抱き続けた宇宙への野望 フォン・ブラウンの人心掌握術（2016年9月1日、ペーネミュンデ歴史技術博物館学芸員 フィリップ・オーマン、元NASAプロジェクト計画部 ジェイ・フォスター）
- NHK総合 世界へGO! 徳川家康×エリザベス1世 大坂の陣の真実（2015年10月21日、イギリス王立武器庫学芸員 トム・リチャードソン、作家 ロバート・ハッチンソン（英語版）、中央大学 デレク・マサレラ教授、ウィールド鉄産業・溶鉱炉プロジェクト ジェラルド・ベーカー、朗読、タイトルコール）
- NHK総合 日韓の国宝が海を越えた〜半跏思惟像はるかな旅〜（2016年6月15日、韓国・国立中央博物館館長 イ・ヨンフン）
- NHK BSプレミアム 漱石100年・アジアへの旅〜姜尚中 中国・韓国をゆく〜（2016年12月10日、トーマス・カーライル、貴州大学教授 李國棟）※ETV特集 漱石が見つめた近代〜没後100年 姜尚中がゆく〜の短縮版
- NHK BS1 奇跡のレッスン
  - 〜世界の最強コーチと子どもたち〜「卓球」（2016年12月11日・18日、卓球コーチ マリオ・アミズィッチ）
  - 水を感じて 前に進め! パラ水泳 グレイアム・キャロル（2019年2月27日、グレイアム・キャロル）
- テレビ朝日 ビートたけしのTVタックル（2017年12月24日、ドナルド・トランプ大統領、ディグニタス事務局長 ルドウィッグ ・ミネリ）
- TBS 中居正広の金曜日のスマイルたちへ（2018年3月9日、遺族の父親）、（2018年11月16日、上田慎一郎の父の言葉の朗読）
- NHK Eテレ 日曜美術館 見えないものを見る〜オディロン・ルドンのまなざし〜（2018年4月8日、オディロン・ルドン）
- フジテレビ 金曜プレミアム 世界の21世紀職人（2018年6月22日、ジャン＝ポール・エヴァン）
- BS-TBS バイタルTV 博物館に眠るお宝たち（2018年11月1日 - 、ボイスオーバー）
- TBS 炎の体育会TV（2018年12月1日、クリスチャン・テイラー）
- TBS グッとラック!（2020年4月27日、トム・ハンクス）

### その他
- テレビ朝日アスクの声優講師
- E.T. アドベンチャー（コントロールパーシー）
- トランスフォーマーテレフォン（ブリッツウイング、ブロードサイド）
- ジュラシック・パーク・ザ・ライド（ナレーター）
- ディズニー・オン・アイス（ルミエール）
- トランスフォーマー ザ☆ヘッドマスターズパイロット版（スパイク）
- 社員教育ビデオ・DVD ビジネス最前線 第1部 遅れた報告（土井）（1987年）※俳優として
- 青函連絡船 栄光の航跡（ナレーション）（1988年、みちのく銀行企画によるビデオ）
- デジタルアニメコンテンツ 真田群雄伝（真田幸村、ナレーション）
- バック・トゥ・ザ・フューチャー・ザ・ライド（ナレーション）
- ふたりにクギづけ 予告編（ナレーション）
- SUPER VOICE WORLD〜夢と自由とハプニング〜（2001年）
- GEOS COMMUNICATION VIDEO 発音シリーズ（ナビゲーター、ナレーション）（2004年）
- 東京バレエ団 月に寄せる七つの俳句（朗読）（2009年）
- ディズニー・ア・ラ・カルト 2007年9月4日 - 10月31日、2008年9月12日 - 10月31日 （ルミエール）
- 東京ディズニーランド・エレクトリカルパレード・ドリームライツ 2001年6月1日 - 2011年5月8日、2017年7月11日 - （ルミエール）
- 東京ディズニーシーのエンターテイメント テーブル・イズ・ウェイティング 2011年4月28日 - 2017年3月17日（ルミエール）
- 東京ディズニーランドのアトラクション ミッキーのフィルハーマジック（ルミエール）
- 東京ディズニーランドのエンターテイメント ミッキーのマジカルミュージックワールド 2021年4月1日 - （ルミエール）
- 東京ディズニーランドのアトラクション 美女と野獣“魔法のものがたり”（ルミエール）
- 東京ディズニーランドのアトラクション スプラッシュ・マウンテン（ブレア・ラビット、ブレア・ターキー、おじいちゃん）
- ディズニー・ハロウィーンストリート・ウェルカム・トゥ・スプーキーヴィル2012（おばけの手紙の配達人）
- チューリヒ美術館展（音声ガイド〈作品解説・モネの声〉）
  - 国立新美術館 2014年9月25日 - 12月15日[258]
  - 神戸市立博物館 2015年1月31日 - 5月10日[259]
- ニコニコ生放送 「宇宙船レッド・ドワーフ号」人気エピソード24時間一挙放送 ＆江原正士・岩崎ひろしも登場特番 / 新シリーズDVD発売記念 2015年3月7日（ゲスト出演）
- パチスロ エウレカセブンAO（クリストフ・ブラン）（2017年）
- NHK1.5チャンネル ムロツヨシの顔面ドラマ〜無人島（アイザック）（2017年）[260]

## 書籍
- 群像 2014年06月号内〈私のベスト3〉「日常の不思議」（講談社 2014年5月7日）

※以下はすべて「漢詩をよむ」、中国文学者の講師宇野直人との対談共著
- 杜甫―偉大なる憂鬱（平凡社 2009年2月、ISBN 4-582-83425-6）
- 李白―巨大なる野放図（平凡社 2009年2月、ISBN 4-582-83424-8）
- 漢詩を読む 1 『詩経』、屈原から陶淵明へ（平凡社 2010年4月、ISBN 4-582-83470-1）
- 漢詩を読む 2 謝霊運から李白、杜甫へ（平凡社 2010年11月、ISBN 4-582-83488-4）
- 漢詩を読む 3 白居易から蘇東坡へ（平凡社 2011年6月、ISBN 4-582-83529-5）
- 漢詩を読む 4 陸游から魯迅へ（平凡社 2012年1月、ISBN 4-582-83554-6）